# Список птахів США
Це перелік видів птахів, зафіксованих на території Сполучених Штатів Америки. Він включає види, зафіксовані на території 50 штатів і округу Колумбія станом на липень 2021 року. Види, зафісовані на територіях США також включені до списку.

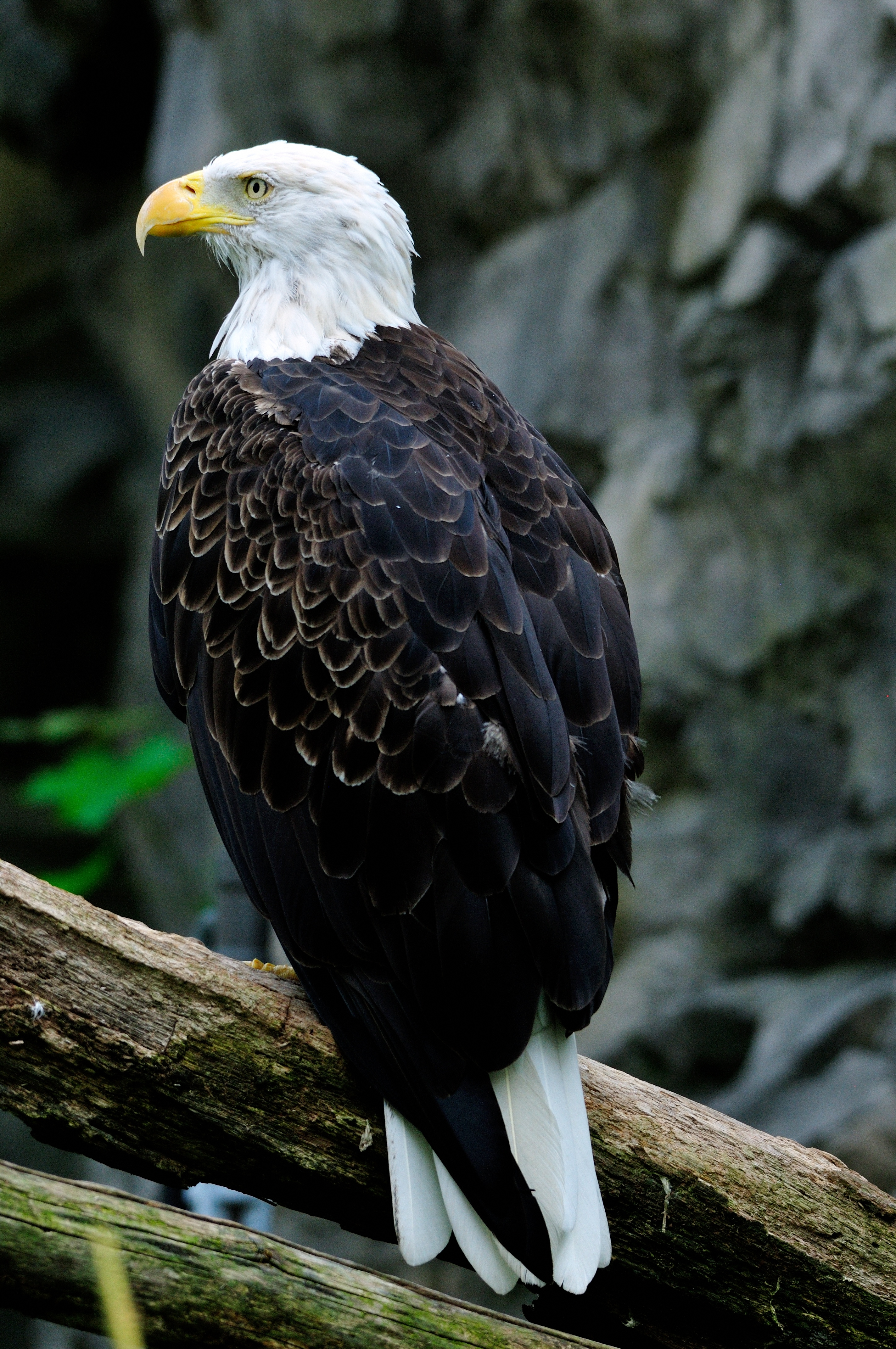
Орлан білоголовий (Haliaeetus leucocephalus) є національним птахом США

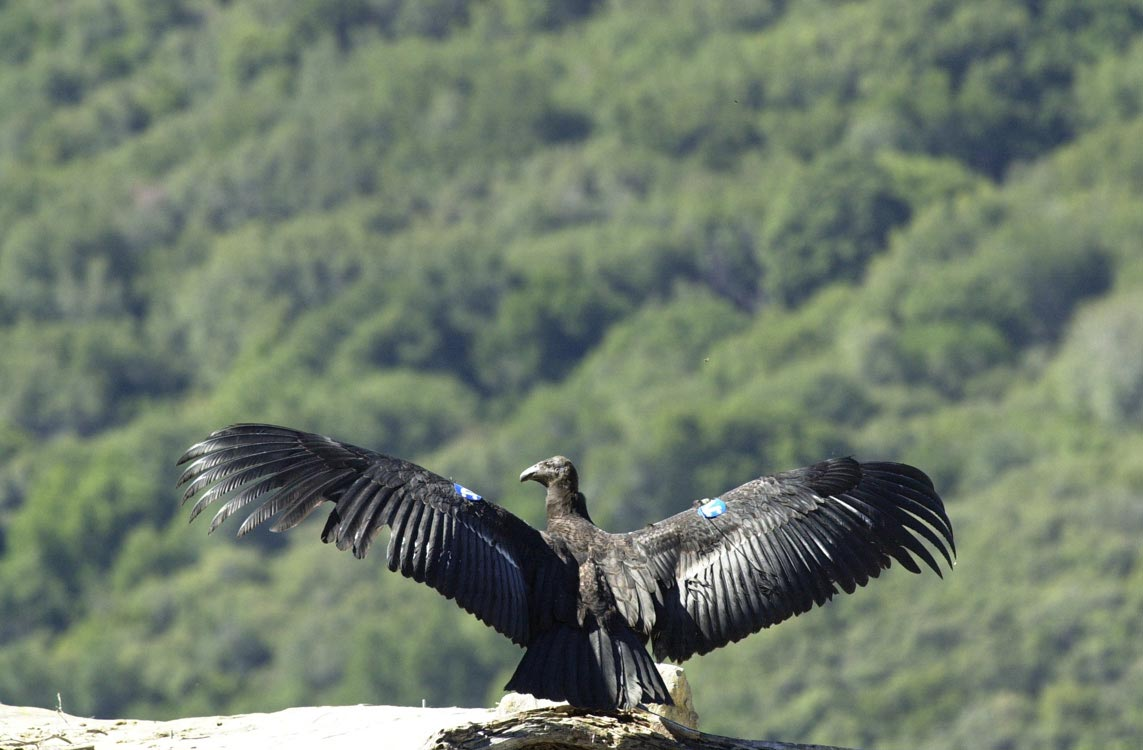
Кондор каліфорнійський (Gymnogyps californianus) є одним з найрідкісніших птахів США

Більша частина США розташована в межах Неарктики. Південь Флориди, Пуерто-Рико і Американські Віргінські Острови належать до Неотропіків, а тихоокеанські території — до Океанії. 
Цей список включає 1125 видів, які мешкають на території 50 штатів і округу Колумбія. З них 155 видів вважаються випадковими, 101 — бродячими, і 55 — інтродукованими. 33 види вважаються вимерлими, а 1 був знищений на території США. 33 види є ендеміками Гаваїв, ще 28 видів, які були ендеміками Гаваїв, вважаються вимерлими. 16 видів є ендеміками 48 суміжних штатів, і 1 — Аляски.
Ще 146 видів мешкають лише на території однієї або декількох територій США. Загалом цей список включає 1267 видів.

## Позначки
Наступні теги використані для виділення деяких категорій птахів.
- (А) Випадковий — вид, який був зафіксований лише 1-2 рази і малоймовірно, що він буде зафіксований повторно
- (C) Бродячий — вид, який був зафіксований кілька разів та, імовірно, може бути зафіксований повторно
- (E) Вимерлий — вид, який повністю вимер
- (Ex) Локально вимерлий — вид, який більше не трапляється в США, хоча його популяції існують в інших місцях
- (I) Інтродукований — вид, завезений до США внаслідок прямих чи непрямих людських дій
- (EH) Ендемік Гаваїв — вид, який мешкає лише на Гавайських островів
- (EG) Ендемік Гуаму — вид, який мешкає лише на Гуамі
- (ENM) Ендемік Північних Маріанських Островів — вид, який мешкає лише на Північних Маріанських Островах
- (EP) Ендемік Пуерто-Рико — вид, який мешкає лише на Пуерто-Рико
- (EU) Ендемік Зовнішніх малих островів США — вид, який мешкає лише на Зовнішніх малих островах США
- (EM) Ендемік континентальних США — вид, який мешкає лише на території 48 суміжних штатів, Аляски і прилеглих островів

## Гусеподібні(Anseriformes)
Родина: Качкові (Anatidae) 

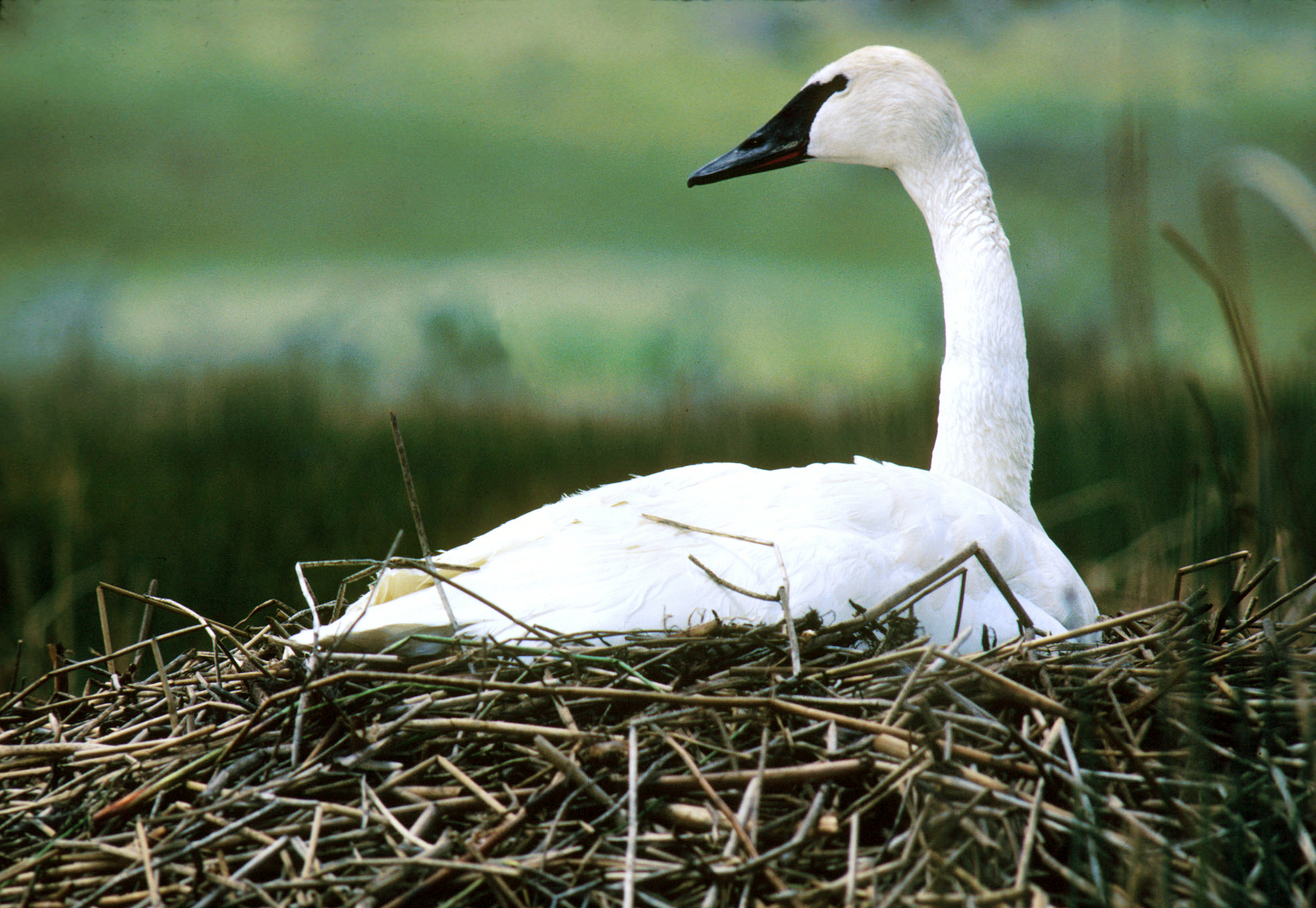
Лебідь-трубач (Cygnus buccinator)

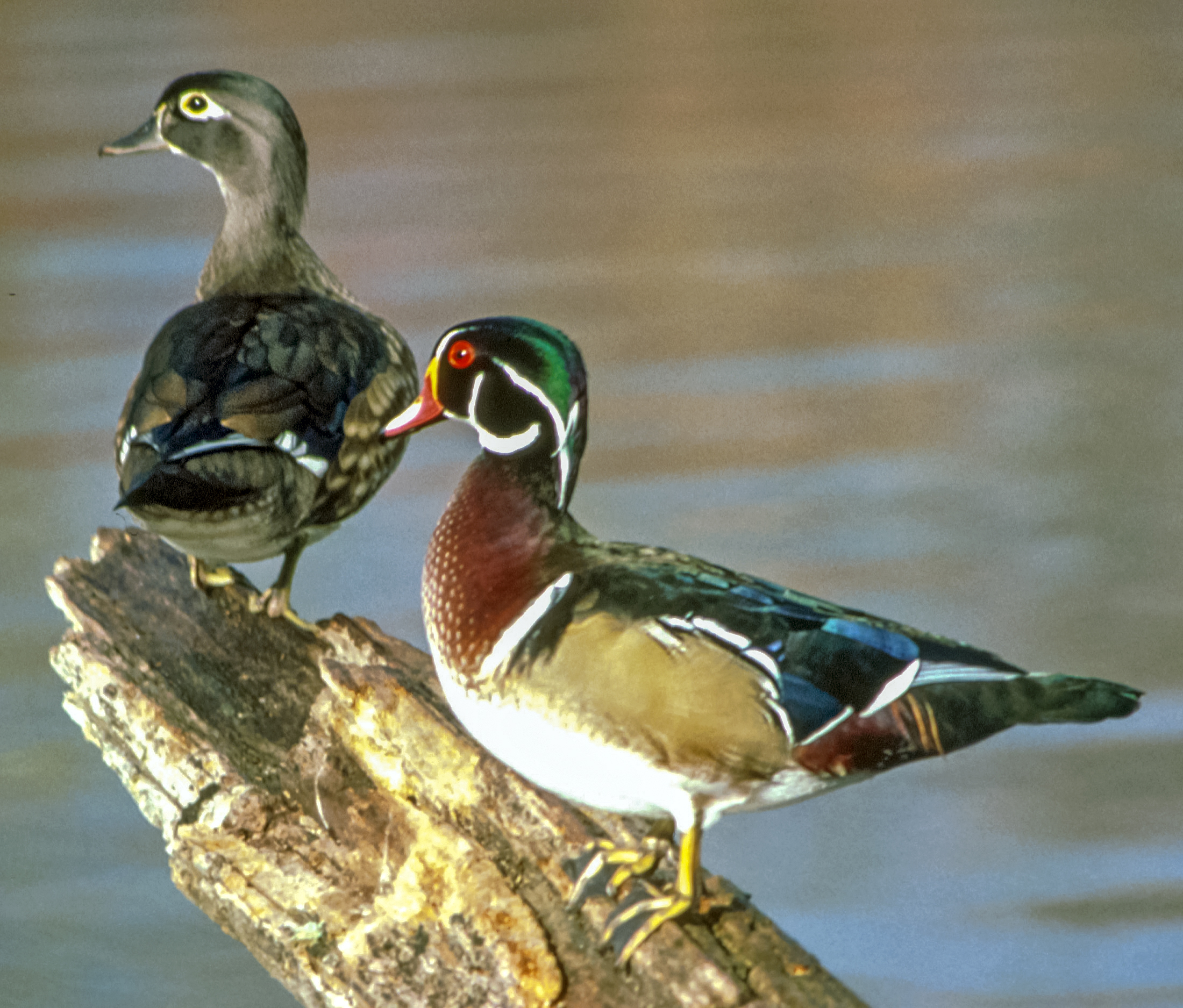
Пара каролінок (Aix sponsa)

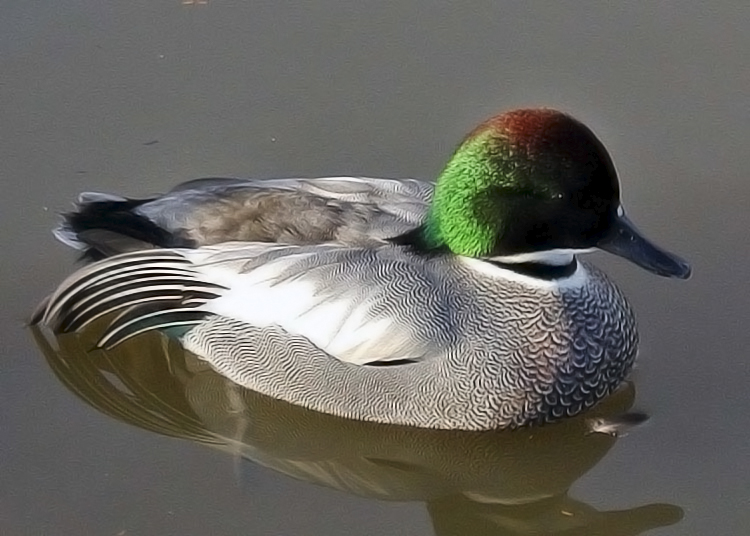
Качка далекосхідна (Mareca falcata)

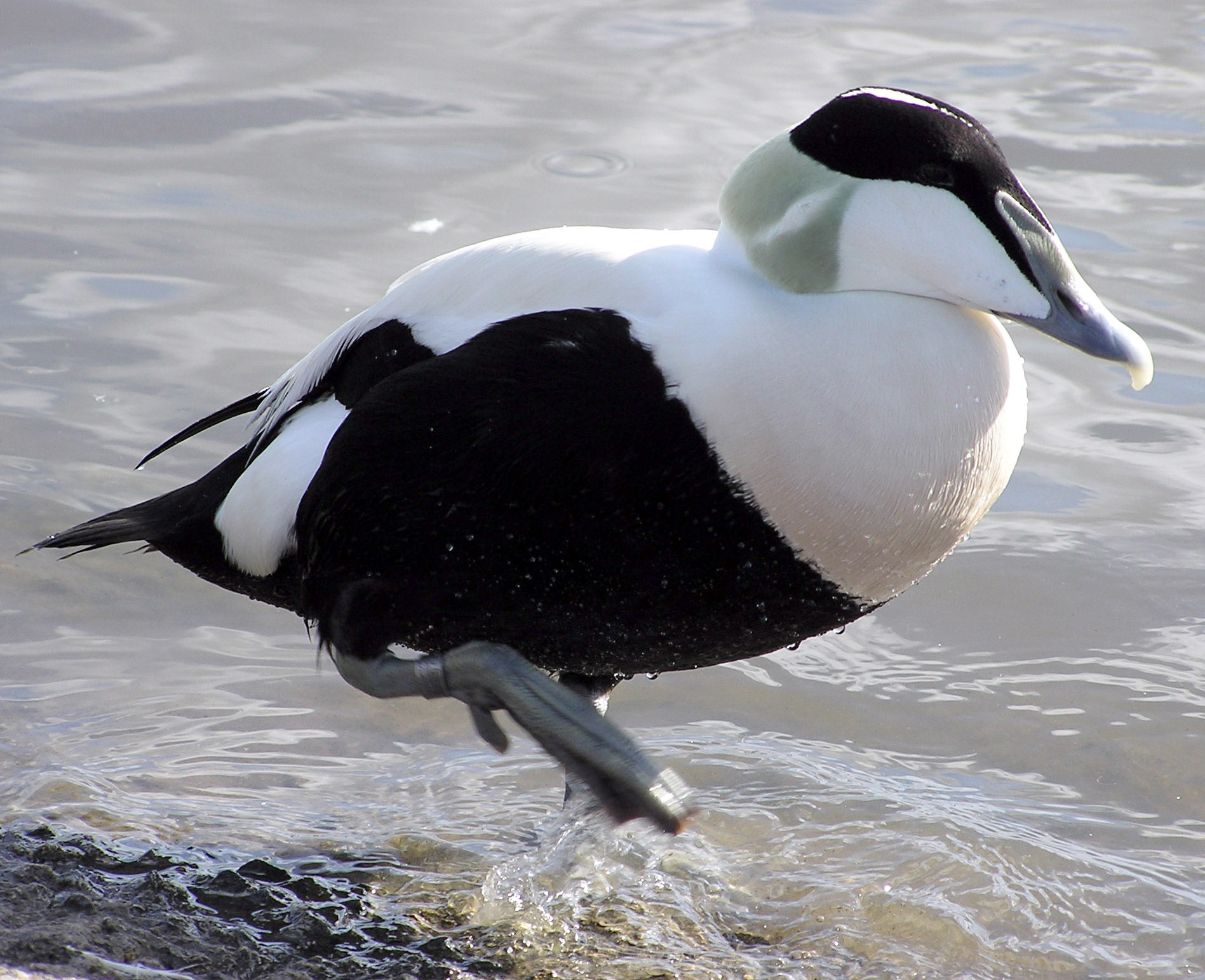
Пухівка зеленошия (Somateria mollissima)

- Свистач білоголовий, Dendrocygna viduata (Американські Віргінські острови) (A)  LC
- Свистач червонодзьобий, Dendrocygna autumnalis  LC
- Свистач кубинський, Dendrocygna arborea (Пуерто-Рико, Американські Віргінські острови)  NT
- Свистач рудий, Dendrocygna bicolor  LC
- Білошиєць, Anser canagicus  NT
- Гуска біла, Anser caerulescens  LC
- Гуска Росса, Anser rossii  LC
- Гуска сіра, Anser anser (A)  LC
- Гуска білолоба, Anser albifrons  LC
- Гуска мала, Anser erythropus (A)  VU
- Anser fabalis  LC
- Anser serrirostris  LC
- Гуменник короткодзьобий, Anser brachyrhynchus (C)  LC
- Казарка чорна, Branta bernicla  LC
- Казарка білощока, Branta leucopsis (C)  LC
- Казарка мала, Branta hutchinsii  LC
- Казарка канадська, Branta canadensis  LC
- Казарка гавайська, Branta sandvicensis (EH)  VU
- Лебідь-шипун, Cygnus olor (I)  LC
- Лебідь чорний, Cygnus atratus (Пуерто-Рико) (A)  LC
- Лебідь-трубач, Cygnus buccinator  LC
- Лебідь чорнодзьобий, Cygnus columbianus  LC
- Лебідь-кликун, Cygnus cygnus  LC
- Каргарка нільська, Alopochen aegyptiaca (I)  LC
- Галагаз євразійський, Tadorna tadorna (C)  LC
- Качка мускусна, Cairina moschata LC
- Каролінка, Aix sponsa  LC
- Чирянка-квоктун, Sibirionetta formosa (C)  LC
- Чирянка велика, Spatula querquedula (C)  LC
- Чирянка блакитнокрила, Spatula discors  LC
- Чирянка руда, Spatula cyanoptera  LC
- Широконіска північна, Spatula clypeata  LC
- Нерозень, Mareca strepera  LC
- Качка далекосхідна, Mareca falcata (C)  NT
- Свищ євразійський, Mareca penelope  LC
- Свищ американський, Mareca americana  LC
- Крижень австралійський, Anas superciliosa (Американське Самоа)  LC
- Крижень лайсанський, Anas laysanensis (EH) [note 1]  CR
- Колоа, Anas wyvilliana (EH)  EN
- Крижень китайський, Anas zonorhyncha (C)  LC
- Крижень звичайний, Anas platyrhynchos  LC
- Крижень мексиканський, Anas diazi
- Крижень американський, Anas rubripes  LC
- Крижень флоридський, Anas fulvigula  LC
- Шилохвіст білощокий, Anas bahamensis (C)  LC
- Шилохвіст північний, Anas acuta  LC
- Чирянка американська, Anas carolinensis  LC
- Попелюх довгодзьобий, Aythya valisineria  LC
- Попелюх американський, Aythya americana  LC
- Попелюх звичайний, Aythya ferina  VU
- Чернь канадська, Aythya collaris  LC
- Чернь чубата, Aythya fuligula (A)  LC
- Чернь морська, Aythya marila  LC
- Чернь американська, Aythya affinis  LC
- Пухівка мала, Polysticta stelleri (A)  VU
- Пухівка Фішера, Somateria fischeri (A)  NT
- Пухівка горбатодзьоба, Somateria spectabilis  LC
- Пухівка зеленошия, Somateria mollissima  NT
- Каменярка, Histrionicus histrionicus  LC
- Качка лабрадорська, Camptorhynchus labradorius (E)  EX
- Турпан білолобий, Melanitta perspicillata  LC
- Турпан білокрилий, Melanitta fusca  LC
- Турпан горбатодзьобий, Melanitta deglandi  LC
- Турпан азійський, Melanitta stejnegeri  LC
- Синьга, Melanitta nigra  LC
- Синьга американська, Melanitta americana  NT
- Морянка, Clangula hyemalis  VU
- Гоголь малий, Bucephala albeola  LC
- Гоголь зеленоголовий, Bucephala clangula  LC
- Гоголь ісландський, Bucephala islandica  LC
- Крех малий, Mergellus albellus (A)  LC
- Крех жовтоокий, Lophodytes cucullatus  LC
- Крех великий, Mergus merganser  LC
- Крех середній, Mergus serrator  LC
- Савка маскова, Nomonyx dominicus  LC
- Савка американська, Oxyura jamaicensis  LC

## Куроподібні(Galliformes)
Родина: Великоногові (Megapodiidae) 

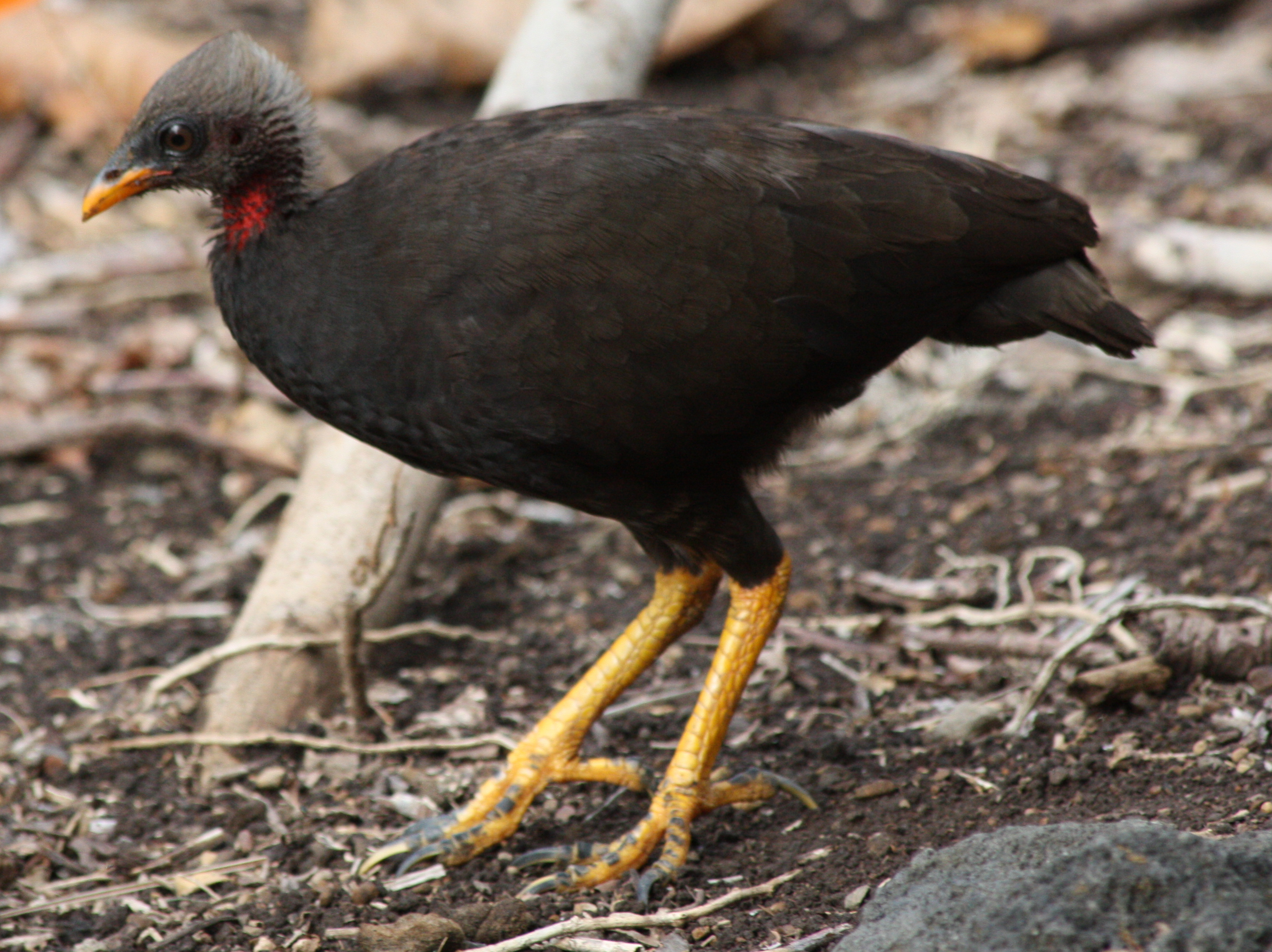
Великоніг мікронезійський (Megapodius laperouse)

- Великоніг мікронезійський, Megapodius laperouse (Північні Маріанські Острови; знищений на Гуамі)  EN

Родина: Краксові (Cracidae) 
- Чачалака східна, Ortalis vetula  LC

Родина: Токрові (Odontophoridae) 

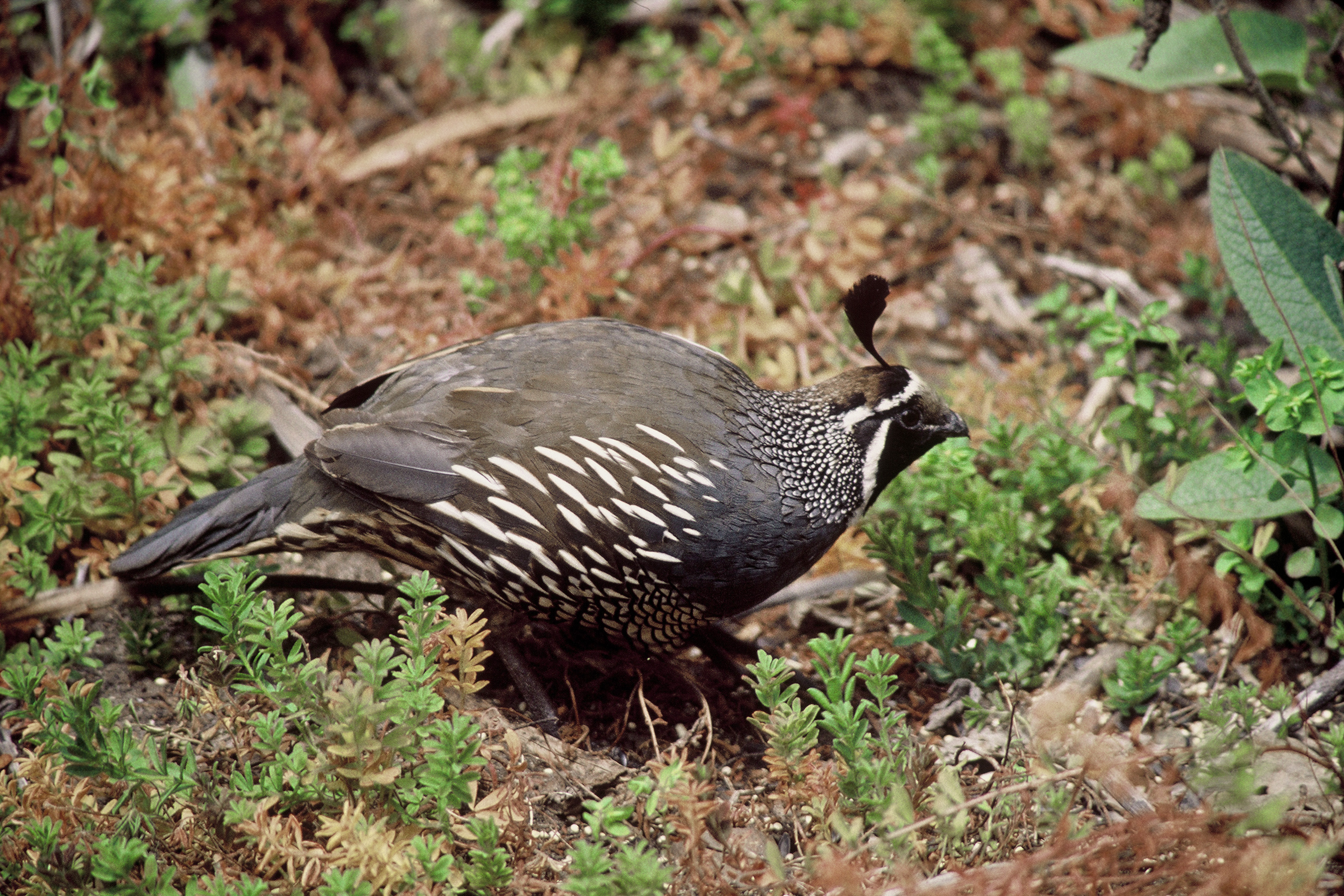
Перепелиця каліфорнійська (Callipepla californica)

- Перепелиця гірська, Oreortyx pictus  LC
- Перепелиця віргінська, Colinus virginianus  NT
- Перепелиця чубата, Colinus cristatus (Американські Віргінські острови) (Ex) (I)[9]  LC
- Перепелиця строкатобока, Callipepla squamata  LC
- Перепелиця каліфорнійська, Callipepla californica  LC
- Перепелиця жовтогруда, Callipepla gambelii  LC
- Перепелиця-клоун мексиканська, Cyrtonyx montezumae  LC

Родина: Фазанові (Phasianidae) 

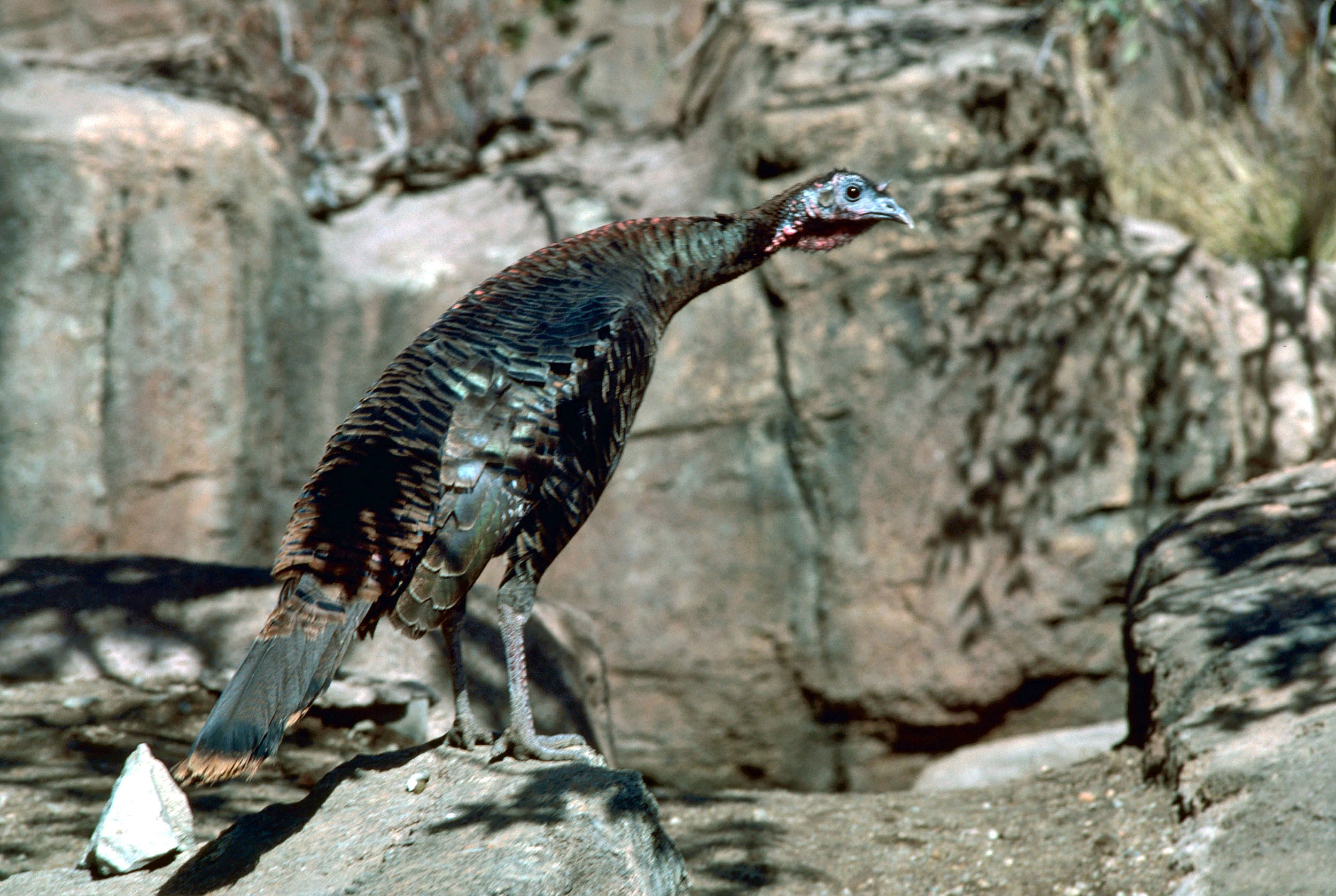
Індик великий (Meleagris gallopavo)

- Індик великий, Meleagris gallopavo  LC
- Орябок американський, Bonasa umbellus  LC
- Дикуша канадська, Canachites canadensis  LC
- Куріпка біла, Lagopus lagopus  LC
- Куріпка тундрова, Lagopus muta  LC
- Куріпка білохвоста, Lagopus leucura  LC
- Тетерук гострохвостий, Centrocercus urophasianus  NT
- Тетерук колорадський, Centrocercus minimus (EM)  EN
- Тетерук жовтобровий, Dendragapus obscurus  LC
- Тетерук гірський, Dendragapus fuliginosus  LC
- Тетерук манітобський, Tympanuchus phasianellus  LC
- Тетерук лучний, Tympanuchus cupido (EM) [note 2][10][11]  NT
- Тетерук малий, Tympanuchus pallidicinctus (EM)  VU
- Куріпка сіра, Perdix perdix (I)  LC
- Фазан звичайний, Phasianus colchicus (I)  LC
- Лофур непальський, Lophura leucomelanos (I)  LC
- Павич звичайний, Pavo cristatus (I)  LC
- Турач сірий, Ortygornis pondicerianus (I)  LC
- Турач туркменський, Francolinus francolinus (I)  LC
- Курка банківська, Gallus gallus (I) (Всі території США — AS, GU, MP, PR, VI, UM)  LC
- Улар гімалайський, Tetraogallus himalayensis (I)  LC
- Кеклик кремовогорлий, Alectoris chukar (I)  LC
- Турач суданський, Pternistis erckelii (I)  LC
- Перепілка китайська, Synoicus chinensis (Гуам) (I)  LC
- Перепілка японська, Coturnix japonica (I)  NT

## Фламінгоподібні(Phoenicopteriformes)
Родина: Фламінгові (Phoenicopteridae) 

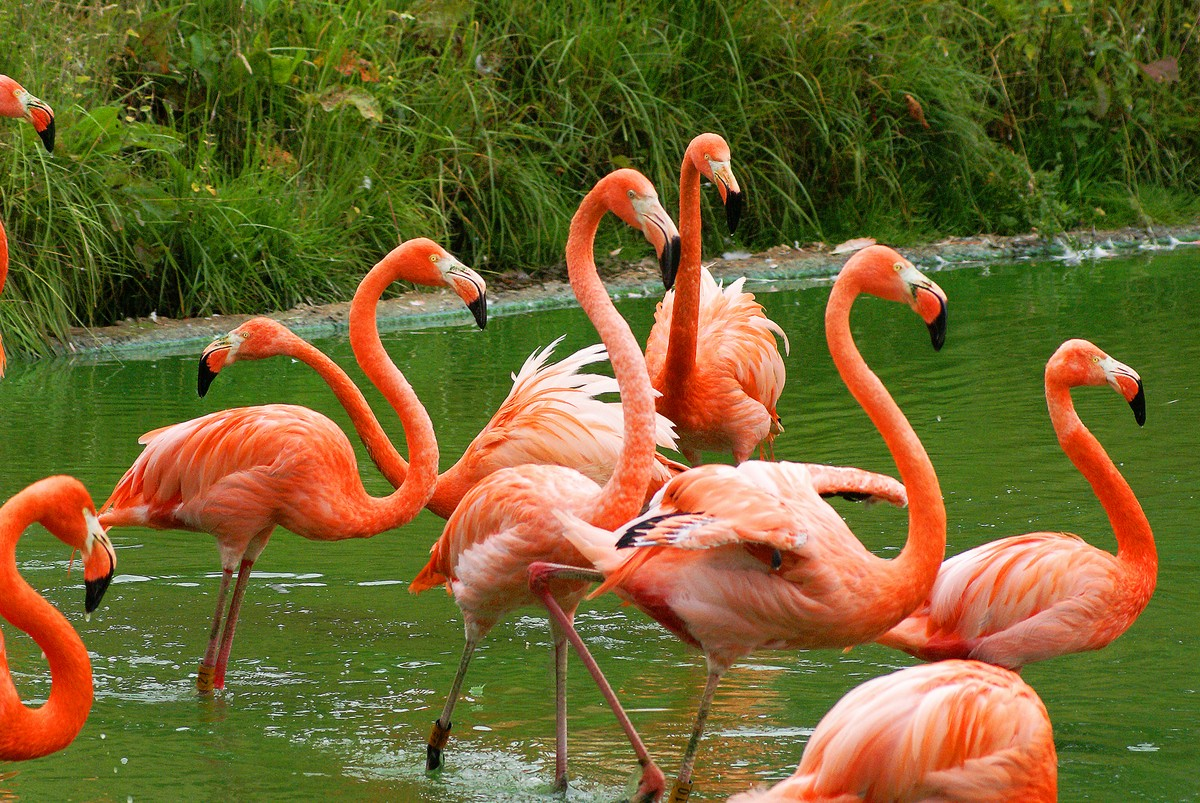
Фламінго червоний (Phoenicopterus ruber)

- Фламінго червоний, Phoenicopterus ruber  LC

## Пірникозоподібні(Podicipediformes)
Родина: Пірникозові (Podicipedidae) 

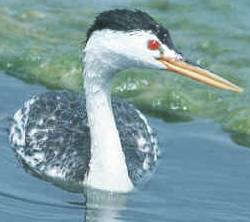
Пірникоза Кларка (Aechmophorus clarkii)

- Пірникоза домініканська, Tachybaptus dominicus  LC
- Пірникоза мала, Tachybaptus ruficollis (Північні Маріанські Острови) (A)  LC
- Пірникоза рябодзьоба, Podilymbus podiceps  LC
- Пірникоза червоношия, Podiceps auritus  VU
- Пірникоза сірощока, Podiceps grisegena  LC
- Пірникоза чорношия, Podiceps nigricollis  LC
- Пірникоза західна, Aechmophorus occidentalis  LC
- Пірникоза Кларка, Aechmophorus clarkii  LC

## Рябкоподібні(Pterocliformes)
Родина: Рябкові (Pteroclidae) 
- Рябок пустельний, Pterocles exustus (I)  LC

## Голубоподібні(Columbiformes)
Родина: Голубові (Columbidae) 

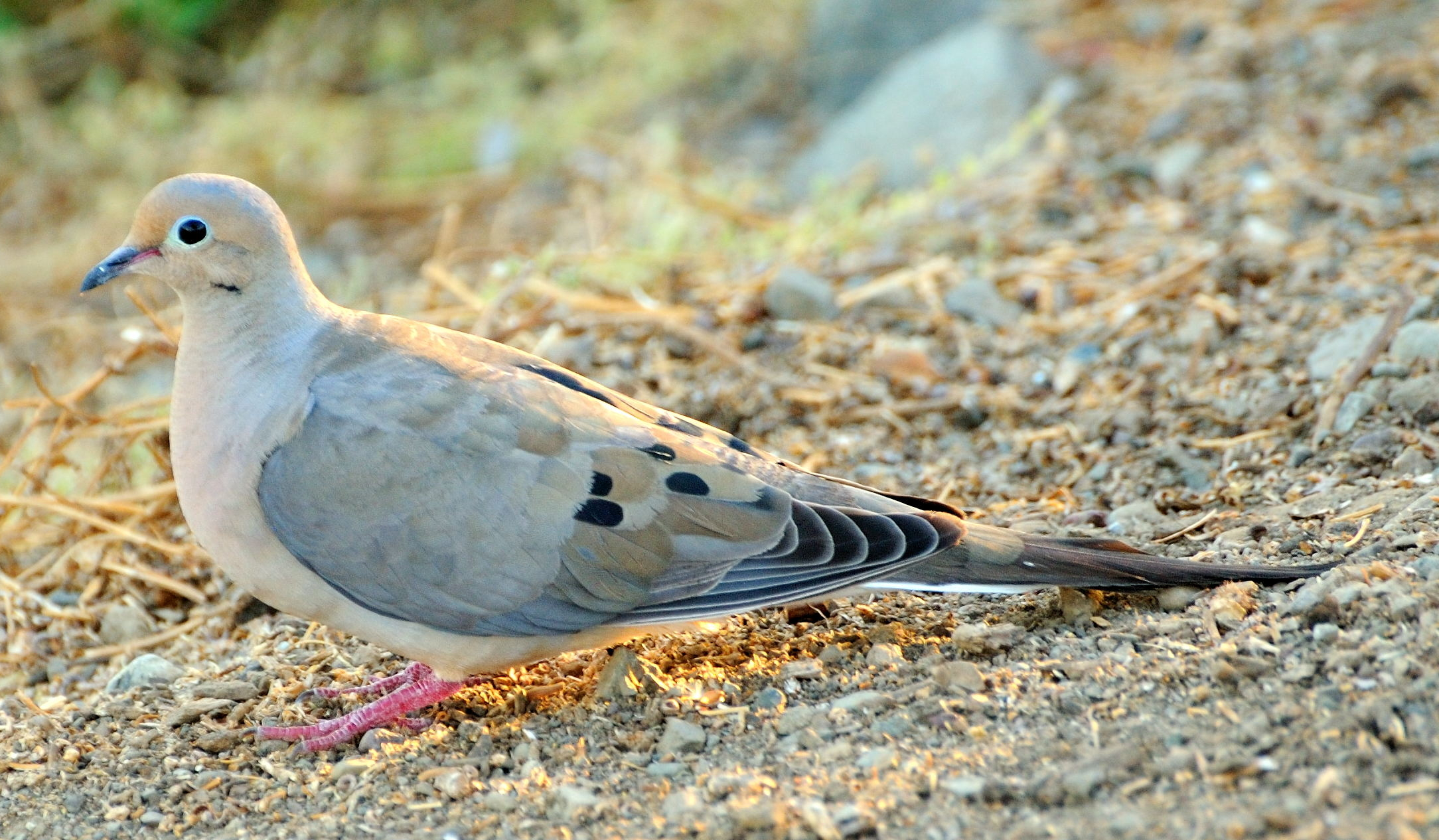
Зенаїда північна (Zenaida macroura)

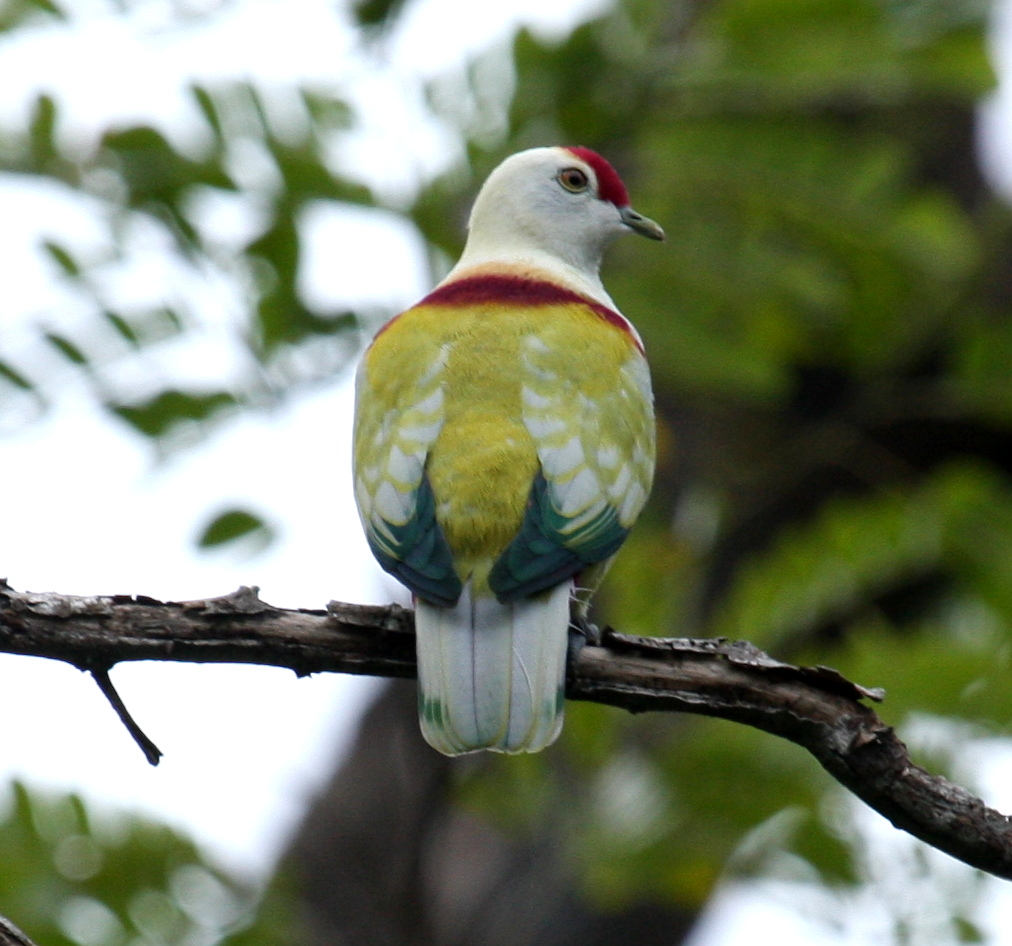
Тілопо райдужний (Ptilinopus perousii)

- Голуб сизий, Columba livia (I)  LC
- Голуб пурпуровошиїй, Patagioenas squamosa (A)  LC
- Голуб карибський, Patagioenas leucocephala  NT
- Голуб жовтодзьобий, Patagioenas flavirostris  LC
- Голуб антильський, Patagioenas inornata (Пуерто-Рико)  NT
- Голуб каліфорнійський, Patagioenas fasciata  LC
- Горлиця велика, Streptopelia orientalis (C)  LC
- Streptopelia dusumieri (Гуам, Північні Маріанські Острови) (I)  VU
- Горлиця садова, Streptopelia decaocto (I)  LC
- Streptopelia roseogrisea (Пуерто-Рико) (I)  LC
- Горлиця китайська, Spilopelia chinensis (I)  LC
- Alopecoenas stairi (Американське Самоа)  VU
- Alopecoenas xanthonurus (Гуам, Північні Маріанські Острови)  NT
- Geopelia cuneata (Пуерто-Рико) (I)  LC
- Geopelia striata (I)  LC
- Голуб мандрівний, Ectopistes migratorius (E)  EX
- Горличка-інка мексиканська, Columbina inca  LC
- Талпакоті строкатоголовий, Columbina passerina  LC
- Талпакоті коричневий, Columbina talpacoti  LC
- Голубок бурий, Geotrygon montana (A)  LC
- Голубок зеленоголовий, Geotrygon chrysia (C)  LC
- Голубок білощокий, Geotrygon mystacea (Пуерто-Рико, Американські Віргінські острови) (A)  VU
- Горличка білолоба, Leptotila verreauxi  LC
- Zenaida asiatica  LC
- Zenaida aurita (A)  LC
- Зенаїда північна, Zenaida macroura  LC
- Тілопо райдужний, Ptilinopus perousii (Американське Самоа)  LC
- Тілопо фіджійський, Ptilinopus porphyraceus (Американське Самоа)  LC
- Тілопо маріанський, Ptilinopus roseicapilla (Північні Маріанські Острови; знищений на Гуамі) (ENM)  EN
- Пінон тонганський, Ducula pacifica (Американське Самоа)  LC

## Зозулеподібні(Cuculiformes)
Родина: Зозулеві (Cuculidae) 

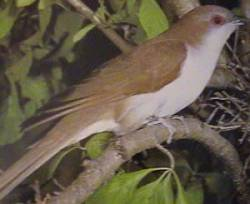
Кукліло чорнодзьобий (Coccyzus erythropthalmus)

- Ані великий, Crotophaga major (Американські Віргінські острови) (A)  LC
- Ані товстодзьобий, Crotophaga ani  LC
- Ані малий, Crotophaga sulcirostris  LC
- Таязура-подорожник каліфорнійська, Geococcyx californianus  LC
- Зозуля звичайна, Cuculus canorus  LC
- Зозуля сибірська, Cuculus optatus (C)  LC
- Зозуля каштановокрила, Clamator coromandus (Гуам) (A)  LC
- Кукліло бурий, Coccyzus melacoryphus (A)  LC
- Кукліло північний, Coccyzus americanus  LC
- Кукліло мангровий, Coccyzus minor  LC
- Кукліло чорнодзьобий, Coccyzus erythropthalmus  LC
- Тако пуерто-риканський, Coccyzus vieilloti (Пуерто-Рико) (EP)  LC
- Коель новозеландський, Urodynamis taitensis (Американське Самоа, Зовнішні малі острови США) [note 3]  LC

## Дрімлюгоподібні(Caprimulgiformes)
Родина: Дрімлюгові (Caprimulgidae) 

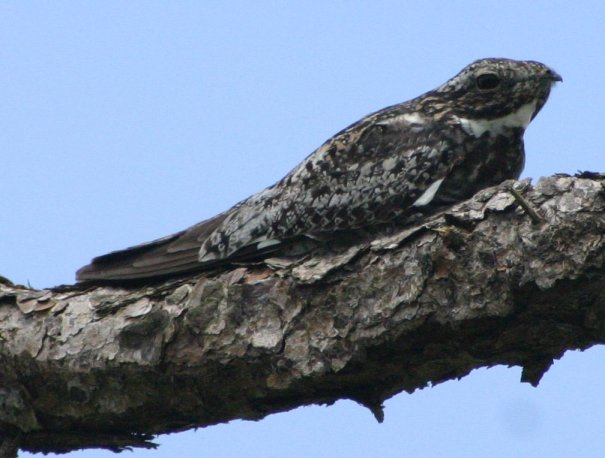
Анаперо віргінський (Chordeiles minor)

- Анаперо малий, Chordeiles acutipennis  LC
- Анаперо віргінський, Chordeiles minor  LC
- Анаперо антильський, Chordeiles gundlachii  LC
- Пораке рудощокий, Nyctidromus albicollis  LC
- Пораке чорнощокий, Phalaenoptilus nuttallii  LC
- Дрімлюга каролінський, Antrostomus carolinensis  NT
- Тукухіло, Antrostomus ridgwayi  LC
- Дрімлюга канадський, Antrostomus vociferus  NT
- Дрімлюга мексиканський, Antrostomus arizonae  LC
- Дрімлюга пуерто-риканський, Antrostomus noctitherus (Пуерто-Рико) (EP)  EN
- Дрімлюга білохвостий, Hydropsalis cayennensis (Пуерто-Рико) (A)  LC
- Дрімлюга маньчжурський, Caprimulgus jotaka (A)  LC

Родина: Потуєві (Nyctibiidae) 
- Поту ямайський, Nyctibius jamaicensis (Пуерто-Рико) (A)  LC

## Серпокрильцеподібні(Apodiformes)
Родина: Серпокрильцеві (Apodidae) 

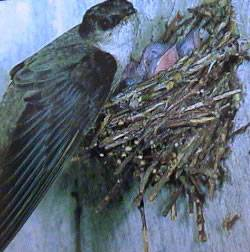
Голкохвіст східний (Chaetura pelagica)

- Свіфт західний, Cypseloides niger  VU
- Свіфт болівійський, Streptoprocne zonaris (C)  LC
- Голкохвіст східний, Chaetura pelagica  VU
- Голкохвіст сірочеревий, Chaetura vauxi  LC
- Голкохвіст вохристогузий, Chaetura brachyura (Американські Віргінські острови)  LC
- Колючохвіст білогорлий, Hirundapus caudacutus (A)  LC
- Салангана світлогуза, Aerodramus spodiopygius (Американське Самоа)  LC
- Салангана бура, Aerodramus vanikorensis (Гуам)  LC
- Салангана маріанська, Aerodramus bartschi (I) [note 4]  EN
- Салангана каролінська, Aerodramus inquietus (Гуам, Північні Маріанські Острови)  LC
- Серпокрилець чорний, Apus apus (A)  LC
- Серпокрилець сибірський, Apus pacificus (A)  LC
- Серпокрилець білочеревий, Apus melba (Пуерто-Рико) (A)  LC
- Серпокрилець білогорлий, Aeronautes saxatalis  LC
- Серпокрилець-крихітка антильський, Tachornis phoenicobia (A)  LC

Родина: Колібрієві (Trochilidae) 

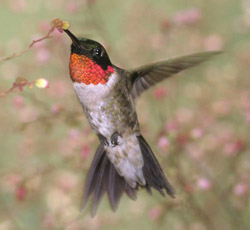
Колібрі рубіновогорлий (Archilochus colubris)

- Колібрі зелений, Colibri thalassinus  LC
- Колібрі-манго зеленогрудий, Anthracothorax prevostii (C)  LC
- Anthracothorax aurulentus (Пуерто-Рико, Американські Віргінські острови)  LC
- Колібрі-манго смарагдовий, Anthracothorax viridis (Пуерто-Рико) (EP)  LC
- Колібрі аметистовогорлий, Eulampis jugularis (Пуерто-Рико, Американські Віргінські острови) (A)  LC
- Колібрі карибський, Eulampis holosericeus (Пуерто-Рико, Американські Віргінські острови)  LC
- Колібрі-герцог північний, Eugenes fulgens  LC
- Колібрі-ангел біловусий, Heliomaster constantii (C)  LC
- Колібрі-самоцвіт аметистовологорлий, Lampornis amethystinus (A)  LC
- Колібрі-самоцвіт синьогорлий, Lampornis clemenciae  LC
- Колібрі-аметист багамський, Nesophlox evelynae (A)  LC
- Колібрі-білозір пустельний, Calothorax lucifer  LC
- Колібрі рубіновогорлий, Archilochus colubris  LC
- Колібрі фіолетовогорлий, Archilochus alexandri  LC
- Mellisuga minima (Пуерто-Рико) (A)  LC
- Каліпта рубіновоголова, Calypte anna  LC
- Каліпта аметистовоголова, Calypte costae  LC
- Каліопа, Selasphorus calliope  LC
- Колібрі-крихітка вогнистий, Selasphorus rufus  NT
- Колібрі-крихітка каліфорнійський, Selasphorus sasin  LC
- Колібрі-крихітка широкохвостий, Selasphorus platycercus  LC
- Колібрі-ельф мексиканський, Selasphorus heloisa (A)  LC
- Колібрі-смарагд пуерто-риканський, Riccordia maugaeus (Пуерто-Рико) (EP)  LC
- Цинантус синьогорлий, Cynanthus latirostris  LC
- Колібрі-сапфір мексиканський, Basilinna leucotis  LC
- Колібрі-сапфір чорнолобий, Basilinna xantusii (A)  LC
- Колібрі чубатий, Orthorhyncus cristatus (Пуерто-Рико, Американські Віргінські острови)  LC
- Амазилія-берил рудокрила, Saucerottia beryllina  LC
- Агиртрія фіолетовоголова, Ramosomyia violiceps  LC
- Амазилія руда, Amazilia rutila (A)  LC
- Амазилія юкатанська, Amazilia yucatanensis  LC

## Журавлеподібні(Gruiformes)
Родина: Пастушкові (Rallidae) 

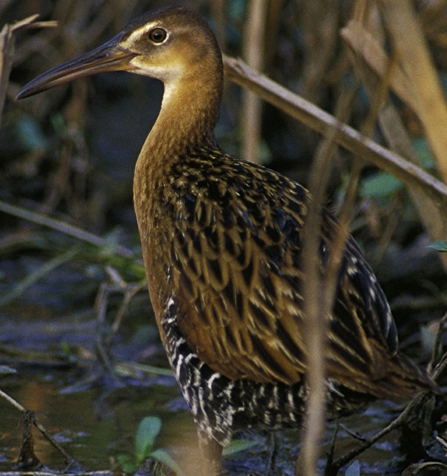
Пастушок королівський (Rallus elegans)

- Пастушок золотодзьобий, Neocrex erythrops (A)  LC
- Пастушок строкатий, Pardirallus maculatus (A)  LC
- Пастушок гвіанський, Aramides axillaris (A)  LC
- Пастушок каліфорнійський, Rallus obsoletus  NT
- Пастушок узбережний, Rallus crepitans  LC
- Пастушок королівський, Rallus elegans  NT
- Пастушок віргінський, Rallus limicola  LC
- Деркач лучний, Crex crex (C)  LC
- Погонич каролінський, Porzana carolina  LC
- Курочка латиноамериканська, Gallinula galeata  LC
- Курочка водяна, Gallinula chloropus (Гуам, Північні Маріанські Острови)  LC
- Лиска звичайна, Fulica atra (A)  LC
- Лиска гавайська, Fulica alai (EH)  VU
- Лиска американська, Fulica americana  LC
- Султанка американська, Porphyrio martinicus  LC
- Султанка пурпурова, Porphyrio porphyrio (I)  LC
- Султанка зондська, Porphyrio indicus (Американське Самоа)
- Султанка австралійська, Porphyrio melanotus (Американське Самоа)
- Погонич білобровий, Poliolimnas cinereus (раніше Гуам) (Ex)  LC
- Погонич-пігмей жовтий, Coturnicops noveboracensis  LC
- Погонич жовтоволий, Laterallus flaviventer (Пуерто-Рико)  LC
- Погонич американський, Laterallus jamaicensis  EN
- Пастушок смугастий, Gallirallus philippensis (Американське Самоа)  LC
- Пастушок гуамський, Gallirallus owstoni (Гуам, Північні Маріанські Острови) (EG / ENM)  CR
- Пастушок вакійський, Gallirallus wakensis (Зовнішні малі острови США — Острів Вейк) (EU) (E)  EX
- Погонич лайсанський, Zapornia palmeri (EH) (E)  EX
- Погонич гавайський, Zapornia sandwichensis (EH) (E)  EX
- Погонич австралійський, Zapornia tabuensis (Американське Самоа)  LC

Родина: Лапчастоногові (Heliornithidae) 
- Лапчастоніг неотропічний, Heliornis fulica (A)  LC

Родина: Арамові (Aramidae) 
- Арама, Aramus guarauna  LC

Родина: Журавлеві (Gruidae) 

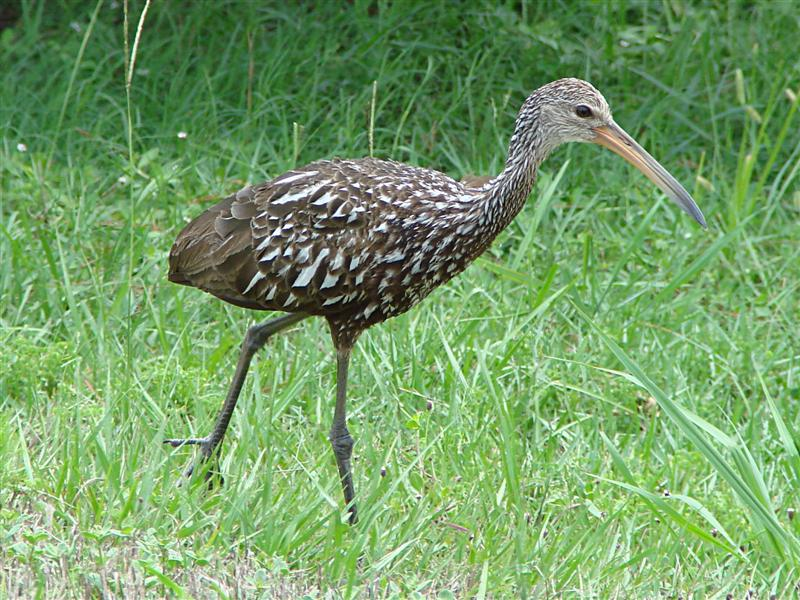
Арама (Aramus guarauna)

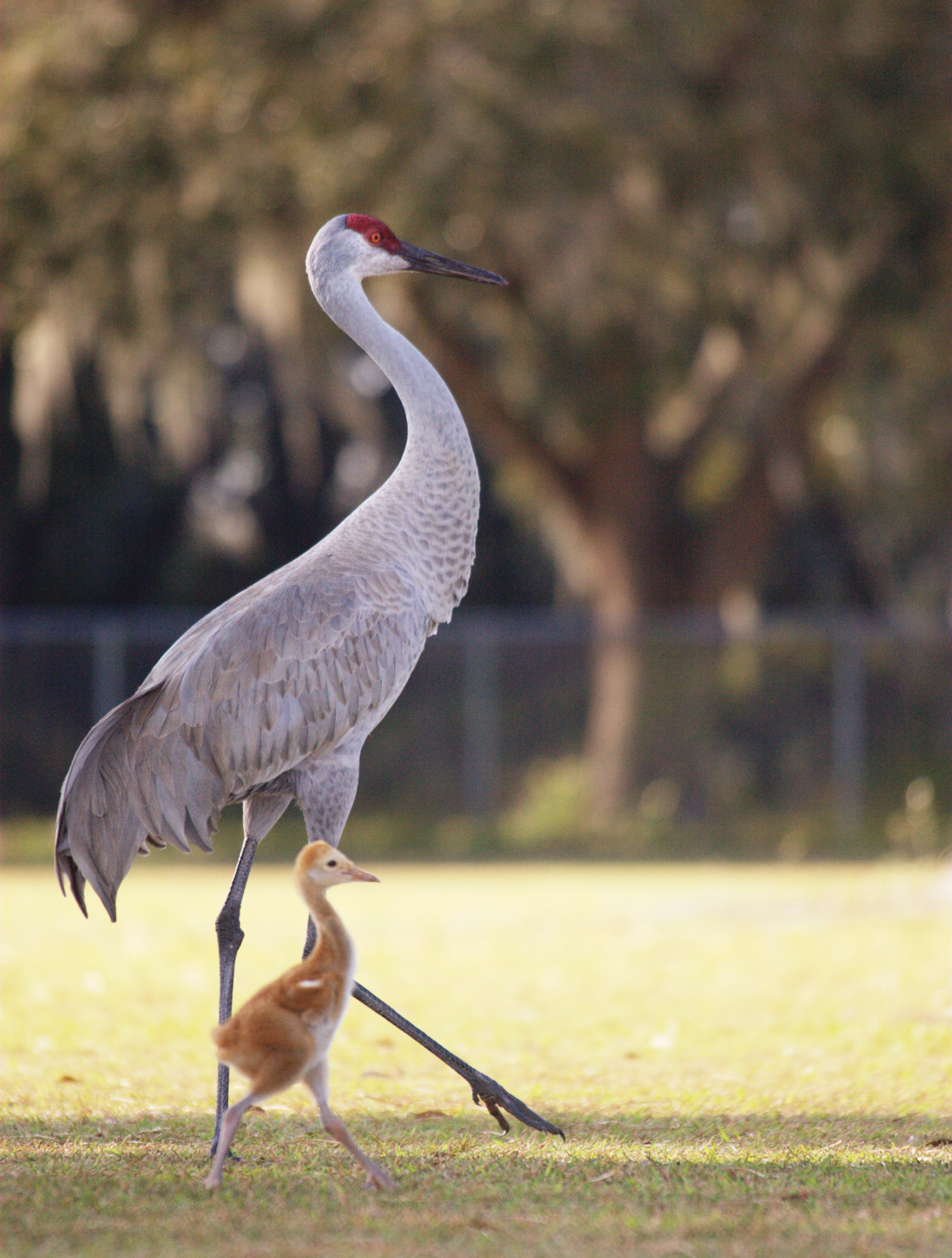
Журавель канадський (Antigone canadensis)

- Журавель канадський, Antigone canadensis  LC
- Журавель сірий, Grus grus (C)  LC
- Журавель американський, Grus americana  EN
- Журавель чорний, Grus monacha (A)  VU

## Сивкоподібні(Charadriiformes)
Родина: Лежневі (Burhinidae) 
- Лежень американський, Burhinus bistriatus (A)  LC

Родина: Чоботарові (Recurvirostridae) 

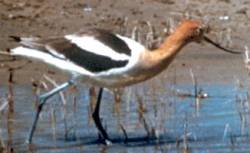
Чоботар американський (Recurvirostra americana)

- Кулик-довгоніг чорнокрилий, Himantopus himantopus (A) [note 5]  LC
- Himantopus mexicanus  LC
- Чоботар американський, Recurvirostra americana  LC

Родина: Куликосорокові (Haematopodidae) 

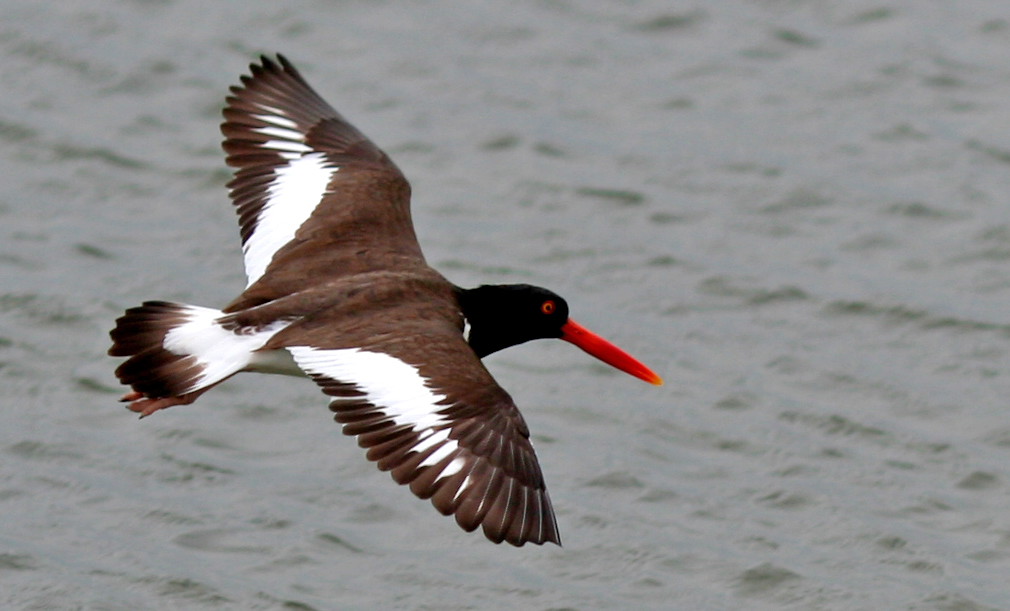
Кулик-сорока американський (Haematopus palliatus)

- Кулик-сорока євразійський, Haematopus ostralegus (A)  NT
- Кулик-сорока американський, Haematopus palliatus  LC
- Кулик-сорока чорний, Haematopus bachmani  LC

Родина: Сивкові (Charadriidae) 

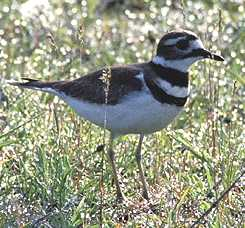
Пісочник крикливий (Charadrius vociferus)

- Чайка чубата, Vanellus vanellus (C)  NT
- Чайка білошия, Vanellus miles (Американське Самоа) (A)  LC
- Сивка морська, Pluvialis squatarola  LC
- Сивка звичайна, Pluvialis apricaria (C)  LC
- Сивка американська, Pluvialis dominica  LC
- Сивка бурокрила, Pluvialis fulva  LC
- Хрустан євразійський, Charadrius morinellus (C)  LC
- Пісочник крикливий, Charadrius vociferus  LC
- Пісочник великий, Charadrius hiaticula  LC
- Пісочник канадський, Charadrius semipalmatus  LC
- Пісочник жовтоногий, Charadrius melodus  NT
- Пісочник малий, Charadrius dubius (A)  LC
- Пісочник монгольський, Charadrius mongolus  LC
- Пісочник товстодзьобий, Charadrius leschenaultii (A)  LC
- Пісочник довгодзьобий, Charadrius wilsonia  LC
- Пісочник пампасовий, Charadrius collaris (A)  LC
- Пісочник морський, Charadrius alexandrinus (Гуам, Північні Маріанські Острови)  LC
- Пісочник американський, Charadrius nivosus  NT
- Пісочник гірський, Charadrius montanus  NT

Родина: Яканові (Jacanidae) 
- Якана довгохвоста, Hydrophasianus chirurgus (Північні Маріанські Острови) (A)  LC
- Якана жовтолоба, Jacana spinosa (C)  LC

Родина: Баранцеві (Scolopacidae) 

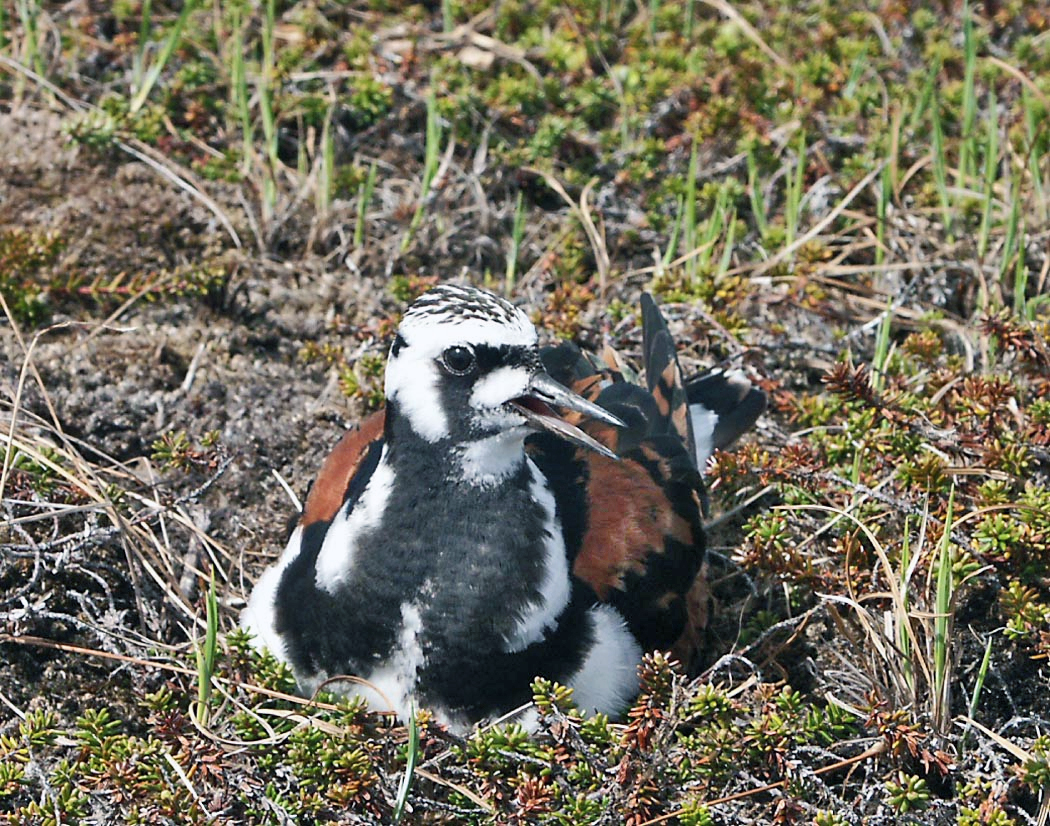
Крем'яшник звичайний (Arenaria interpres)

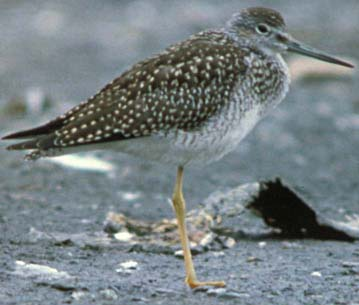
Коловодник строкатий (Tringa melanoleuca)

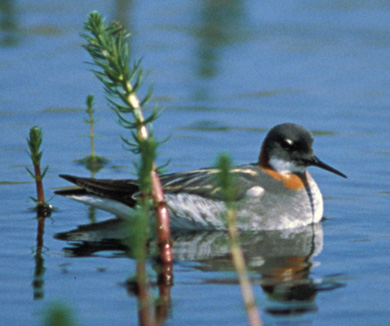
Плавунець круглодзьобий (Phalaropus lobatus)

- Бартрамія, Bartramia longicauda  LC
- Кульон аляскинський, Numenius tahitiensis  NT
- Кульон гудзонський, Numenius hudsonicus  LC
- Кульон-крихітка, Numenius minutus (A)  LC
- Кульон ескімоський, Numenius borealis (ймовірно вимер)  CR
- Кульон американський, Numenius americanus  LC
- Кульон східний, Numenius madagascariensis (C)  EN
- Кульон тонкодзьобий, Numenius tenuirostris (A)  CR
- Кульон великий, Numenius arquata (C)  NT
- Грицик малий, Limosa lapponica  NT
- Грицик великий, Limosa limosa  NT
- Грицик канадський, Limosa haemastica  LC
- Грицик чорнохвостий, Limosa fedoa  LC
- Крем'яшник звичайний, Arenaria interpres  LC
- Крем'яшник чорний, Arenaria melanocephala  LC
- Побережник великий, Calidris tenuirostris (C)  EN
- Побережник ісландський, Calidris canutus  LC
- Побережник американський, Calidris virgata  LC
- Брижач, Calidris pugnax  LC
- Побережник болотяний, Limicola falcinellus (C)  LC
- Побережник гострохвостий, Calidris acuminata  LC
- Побережник довгоногий, Calidris himantopus  LC
- Побережник червоногрудий, Calidris ferruginea  NT
- Побережник білохвостий, Calidris temminckii (A)  LC
- Побережник довгопалий, Calidris subminuta  LC
- Лопатень, Calidris pygmaea (C)  CR
- Побережник рудоголовий, Calidris ruficollis  NT
- Побережник білий, Calidris alba  LC
- Побережник чорногрудий, Calidris alpina  LC
- Побережник берингійський, Calidris ptilocnemis  LC
- Побережник морський, Calidris maritima  LC
- Побережник канадський, Calidris bairdii  LC
- Побережник малий, Calidris minuta (C)  LC
- Побережник-крихітка, Calidris minutilla  LC
- Побережник білогрудий, Calidris fuscicollis  LC
- Жовтоволик, Calidris subruficollis  NT
- Побережник арктичний, Calidris melanotos  LC
- Побережник тундровий, Calidris pusilla  NT
- Побережник аляскинський, Calidris mauri  LC
- Неголь короткодзьобий, Limnodromus griseus  LC
- Неголь довгодзьобий, Limnodromus scolopaceus  LC
- Баранець малий, Lymnocryptes minimus (C)  LC
- Слуква лісова, Scolopax rusticola (A)  LC
- Слуква американська, Scolopax minor  LC
- Баранець японський, Gallinago hardwickii (Гуам) (A)  LC
- Баранець-самітник, Gallinago solitaria (A)  LC
- Баранець азійський, Gallinago stenura (A)  LC
- Баранець звичайний, Gallinago gallinago  LC
- Баранець американський Gallinago delicata  LC
- Баранець лісовий, Gallinago megala (Гуам, Північні Маріанські Острови)  LC
- Мородунка, Xenus cinereus  LC
- Набережник палеарктичний, Actitis hypoleucos  LC
- Набережник плямистий, Actitis macularius  LC
- Коловодник лісовий, Tringa ochropus (C)  LC
- Коловодник малий, Tringa solitaria  LC
- Коловодник попелястий, Tringa brevipes  NT
- Коловодник аляскинський, Tringa incana  LC
- Коловодник жовтоногий, Tringa flavipes  LC
- Коловодник американський, Tringa semipalmata  LC
- Коловодник чорний, Tringa erythropus (C)  LC
- Коловодник великий, Tringa nebularia  LC
- Коловодник строкатий, Tringa melanoleuca  LC
- Коловодник звичайний, Tringa totanus (A)  LC
- Коловодник болотяний, Tringa glareola  LC
- Коловодник ставковий, Tringa stagnatilis (A)  LC
- Плавунець довгодзьобий, Phalaropus tricolor  LC
- Плавунець круглодзьобий, Phalaropus lobatus  LC
- Плавунець плоскодзьобий, Phalaropus fulicarius  LC

Родина: Дерихвостові (Glareolidae) 
- Дерихвіст забайкальський, Glareola maldivarum (A)  LC

Родина: Поморникові (Stercorariidae) 

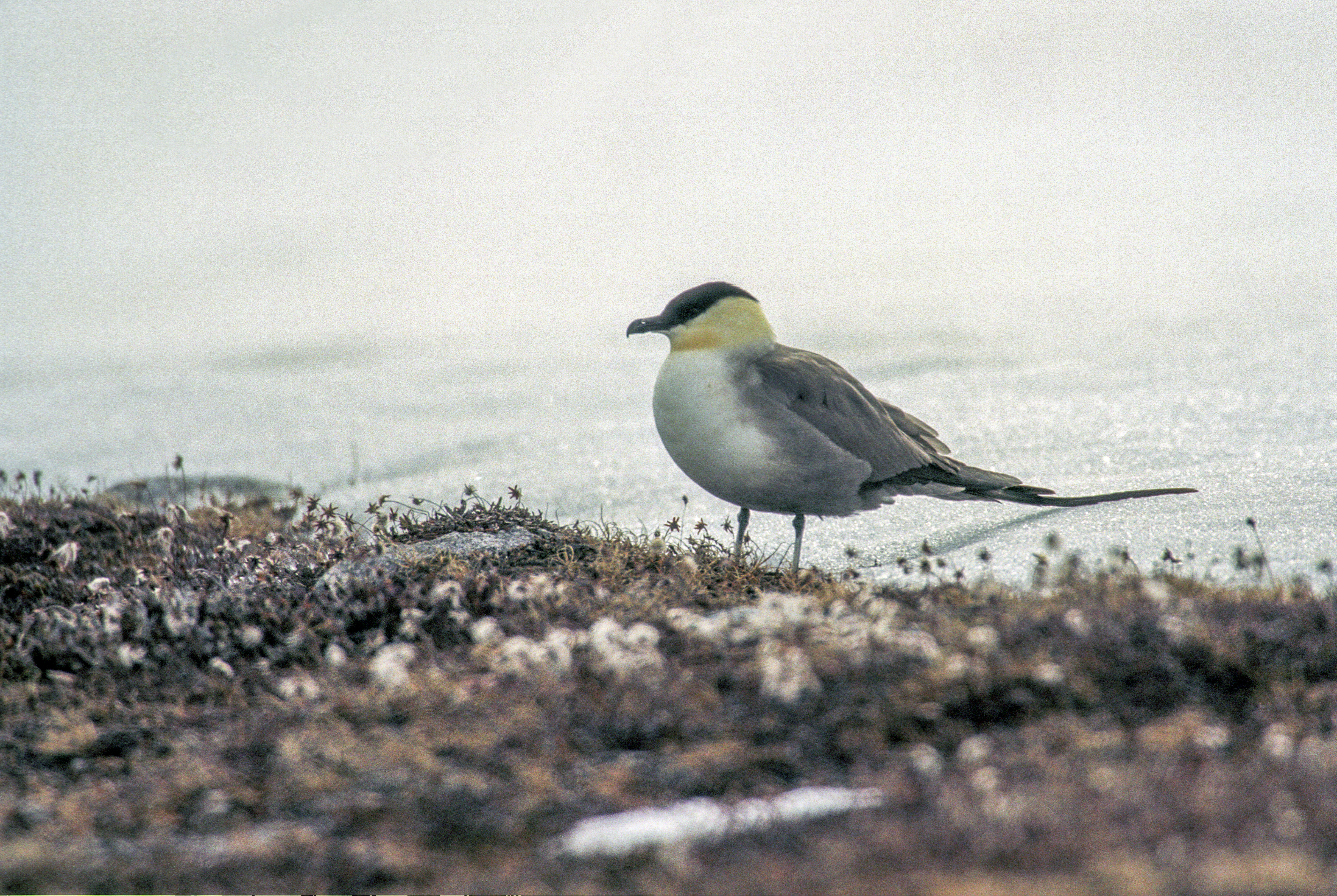
Поморник довгохвостий (Stercorarius longicaudus)

- Поморник великий, Stercorarius skua  LC
- Поморник антарктичний, Stercorarius maccormicki  LC
- Поморник середній, Stercorarius pomarinus  LC
- Поморник короткохвостий, Stercorarius parasiticus  LC
- Поморник довгохвостий, Stercorarius longicaudus  LC

Родина: Алькові (Alcidae) 
- Люрик, Alle alle  LC
- Кайра тонкодзьоба, Uria aalge  LC
- Кайра товстодзьоба, Uria lomvia  LC
- Гагарка мала, Alca torda  NT
- Гагарка велика, Pinguinus impennis (E)  EX
- Чистун арктичний, Cepphus grylle  LC
- Чистун тихоокеанський, Cepphus columba  LC
- Пижик охотський, Brachyramphus perdix (A)  NT
- Пижик довгодзьобий, Brachyramphus marmoratus  EN
- Пижик короткодзьобий, Brachyramphus brevirostris (A)  NT
- Моржик тихоокеанський, Synthliboramphus scrippsi  VU
- Моржик крикливий, Synthliboramphus hypoleucus  EN
- Моржик каліфорнійський, Synthliboramphus craveri  VU
- Моржик чорногорлий, Synthliboramphus antiquus  LC
- Моржик чубатий, Synthliboramphus wumizusume (Зовнішні малі острови США) (A)  VU
- Пижик алеутський, Ptychoramphus aleuticus  NT
- Конюга білочерева, Aethia psittacula  LC
- Конюга-крихітка, Aethia pusilla  LC
- Конюга мала, Aethia pygmaea  LC
- Конюга велика, Aethia cristatella  LC
- Дзьоборіг, Cerorhinca monocerata  LC
- Іпатка атлантична, Fratercula arctica  VU
- Іпатка тихоокеанська, Fratercula corniculata  LC
- Топорик, Fratercula cirrhata  LC

Родина: Мартинові (Laridae) 

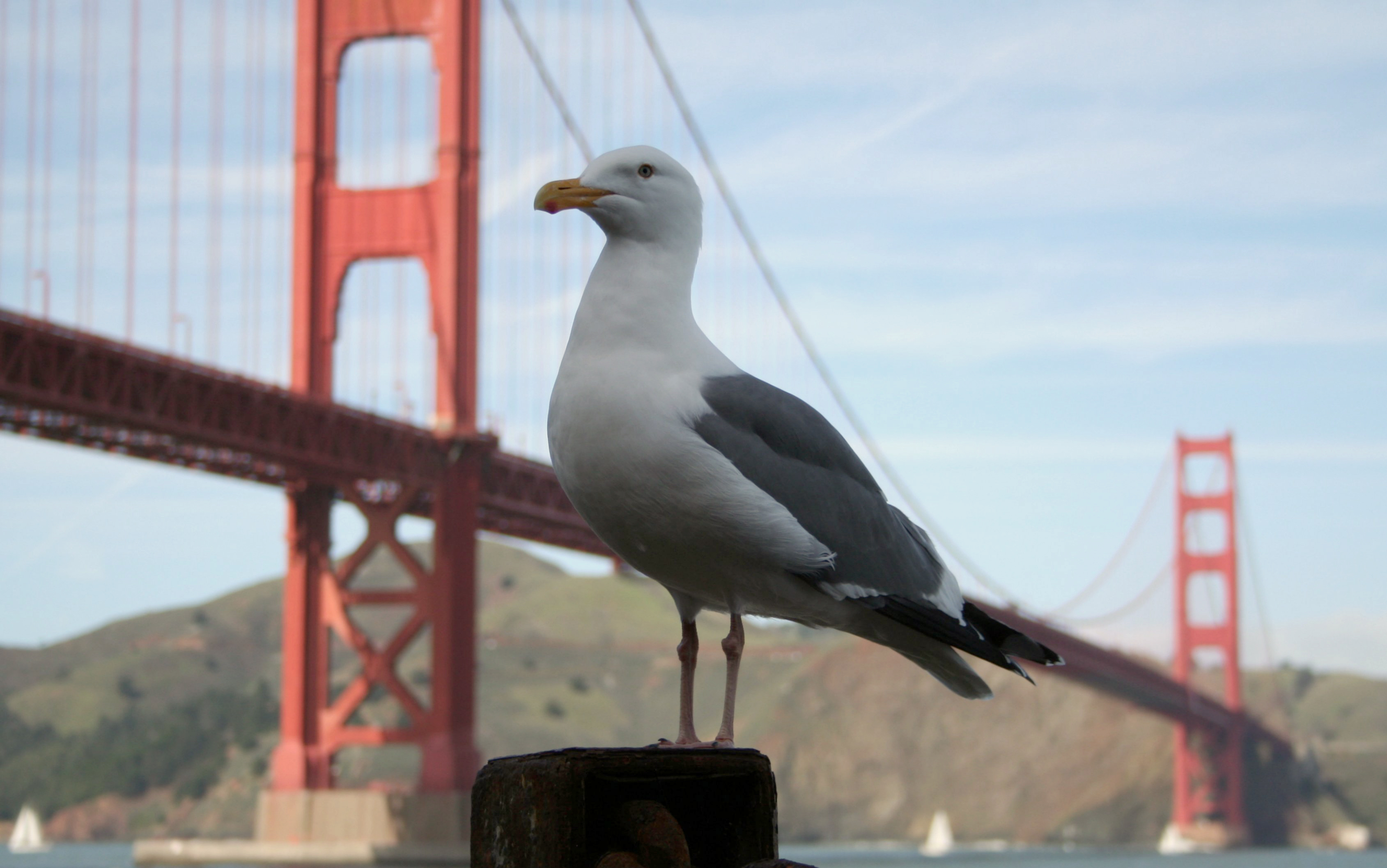
Мартин західний (Larus occidentalis)

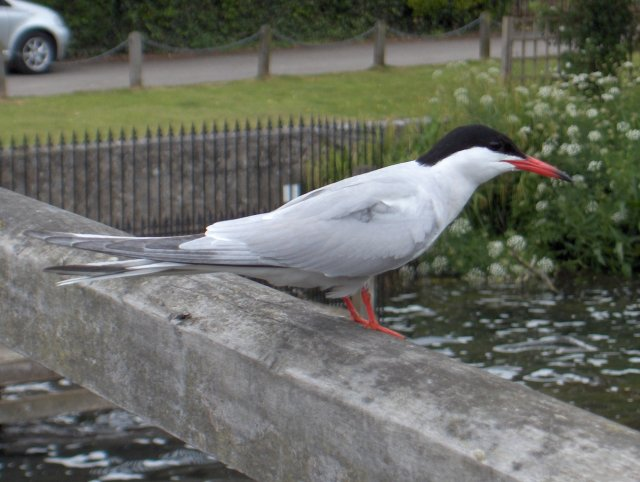
Крячок річковий (Sterna hirundo)

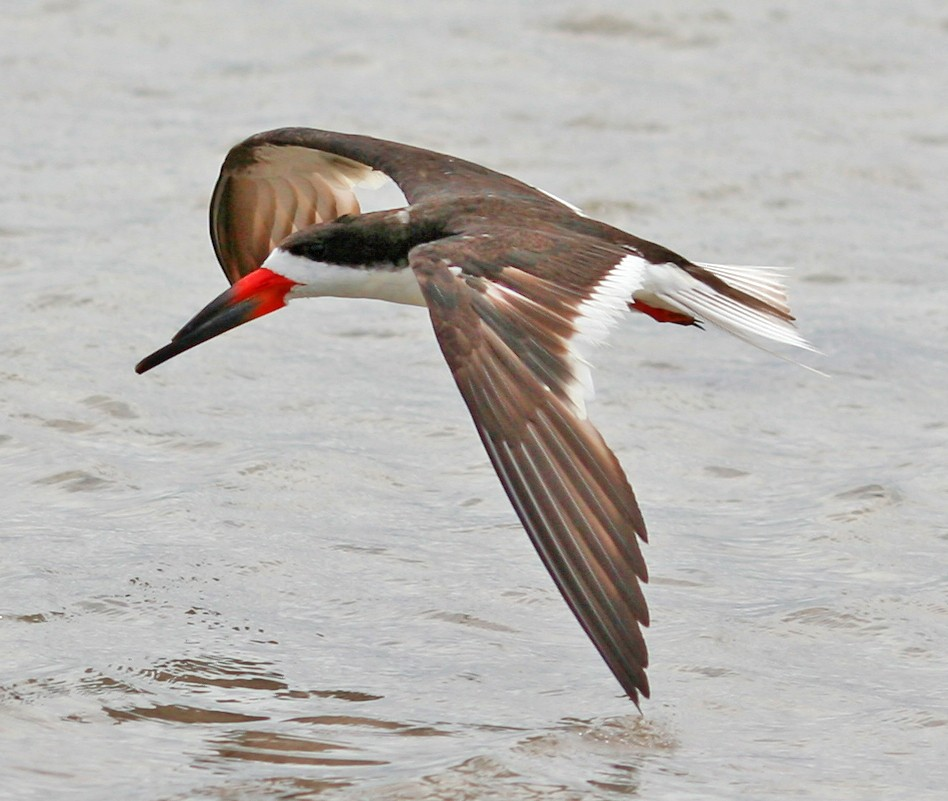
Водоріз американський (Rynchops niger)

- Мартин галапагоський, Creagrus furcatus (A)  LC
- Мартин трипалий, Rissa tridactyla  VU
- Мартин червононогий, Rissa brevirostris  VU
- Мартин білий, Pagophila eburnea  NT
- Мартин вилохвостий, Xema sabini  LC
- Мартин канадський, Chroicocephalus philadelphia  LC
- Мартин австралійський, Chroicocephalus novaehollandiae (Зовнішні малі острови США) (A)  LC
- Мартин сіроголовий, Chroicocephalus cirrocephalus (A)  LC
- Мартин звичайний, Chroicocephalus ridibundus  LC
- Мартин малий, Hydrocoloeus minutus  LC
- Мартин рожевий, Rhodostethia rosea  LC
- Leucophaeus atricilla  LC
- Мартин ставковий, Leucophaeus pipixcan  LC
- Мартин каспійський, Ichthyaetus ichthyaetus  LC
- Мартин перуанський, Larus belcheri (A)  LC
- Мартин чорнохвостий, Larus crassirostris (C)  LC
- Мартин червонодзьобий, Larus heermanni  NT
- Мартин сизий, Larus canus  LC
- Мартин аляскинський, Larus brachyrhynchus
- Мартин делаверський, Larus delawarensis  LC
- Мартин західний, Larus occidentalis  LC
- Мартин мексиканський, Larus livens  LC
- Мартин каліфорнійський, Larus californicus  LC
- Мартин американський, Larus smithsonianus  LC
- Larus michahellis (C)  LC
- Мартин гренландський, Larus glaucoides  LC
- Мартин чорнокрилий, Larus fuscus  LC
- Мартин охотський, Larus schistisagus  LC
- Мартин берингійський, Larus glaucescens  LC
- Мартин полярний, Larus hyperboreus  LC
- Мартин морський, Larus marinus  LC
- Мартин домініканський, Larus dominicanus (C)  LC
- Крячок бурий, Anous stolidus  LC
- Крячок атоловий, Anous minutus  LC
- Крячок сірий, Anous ceruleus  LC
- Крячок білий, Gygis alba  LC
- Крячок строкатий, Onychoprion fuscatus  LC
- Крячок полінезійський, Onychoprion lunatus (Американське Самоа, Північні Маріанські Острови, Зовнішні малі острови США)  LC
- Крячок бурокрилий, Onychoprion anaethetus  LC
- Крячок камчатський, Onychoprion aleuticus  VU
- Крячок малий, Sternula albifrons (C)  LC
- Крячок карибський, Sternula antillarum  LC
- Крячок великодзьобий, Phaetusa simplex (A)  LC
- Крячок чорнодзьобий, Gelochelidon nilotica  LC
- Крячок каспійський, Hydroprogne caspia  LC
- Крячок чорний, Chlidonias niger  LC
- Крячок білокрилий, Chlidonias leucopterus (C)  LC
- Крячок білощокий, Chlidonias hybrida (A)  LC
- Крячок рожевий, Sterna dougallii  LC
- Крячок індонезійський, Sterna sumatrana (Американське Самоа, Гуам, Північні Маріанські Острови) (A)  LC
- Крячок річковий, Sterna hirundo  LC
- Крячок полярний, Sterna paradisaea  LC
- Крячок неоарктичний, Sterna forsteri  LC
- Крячок королівський, Thalasseus maximus  LC
- Крячок жовтодзьобий, Thalasseus bergii (A)  LC
- Крячок рябодзьобий, Sterna sandvicensis (A)  LC
- Крячок каліфорнійський, Thalasseus elegans (A)  NT
- Водоріз американський, Rynchops niger (A)  LC

## Фаетоноподібні(Phaethontiformes)
Родина: Фаетонові (Phaethontidae) 

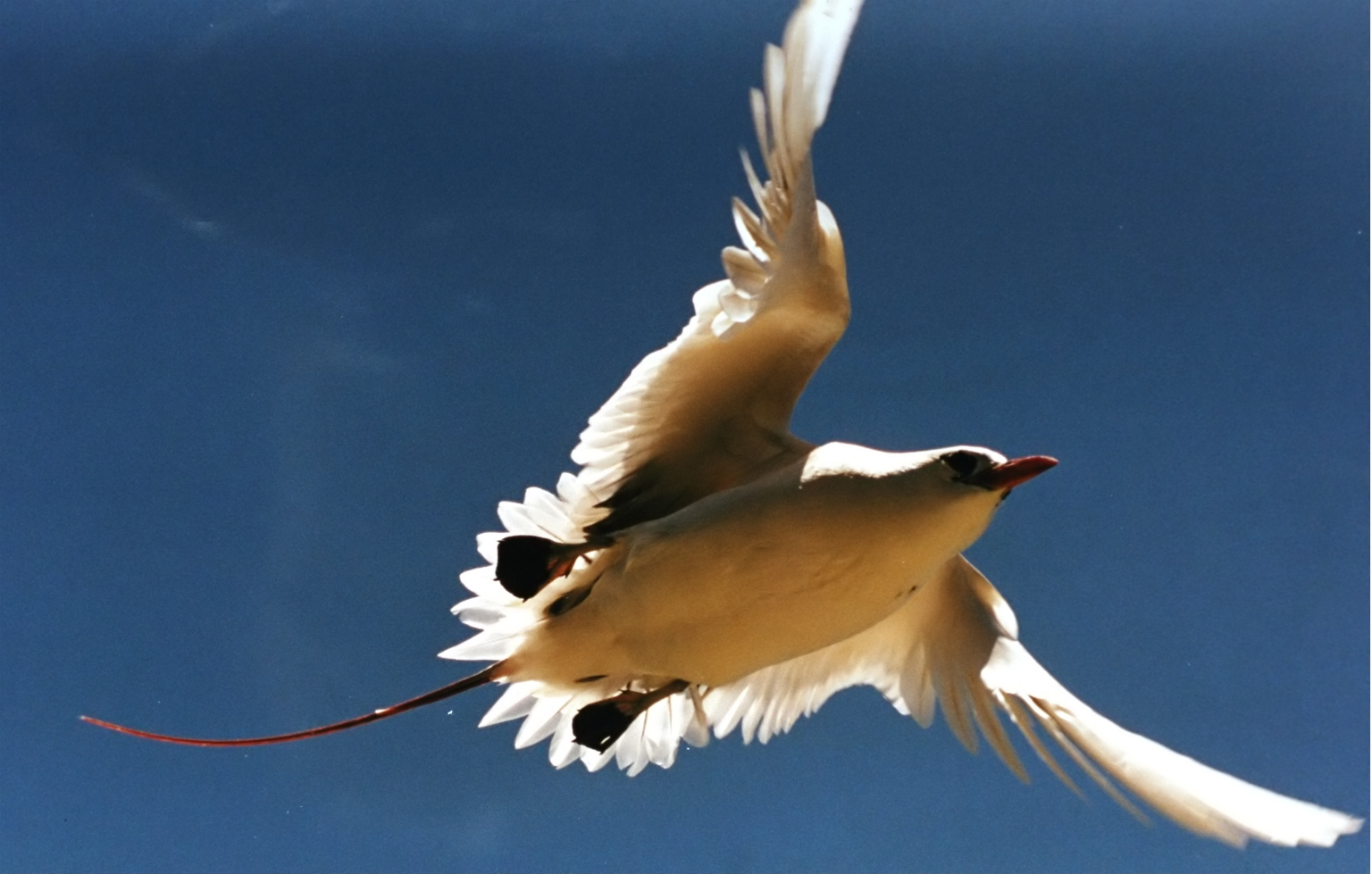
Фаетон червонохвостий (Phaethon rubricauda)

- Фаетон білохвостий, Phaethon lepturus  LC
- Фаетон червонодзьобий, Phaethon aethereus  LC
- Фаетон червонохвостий, Phaethon rubricauda  LC

## Гагароподібні(Gaviiformes)
Родина: Гагарові (Gaviidae) 

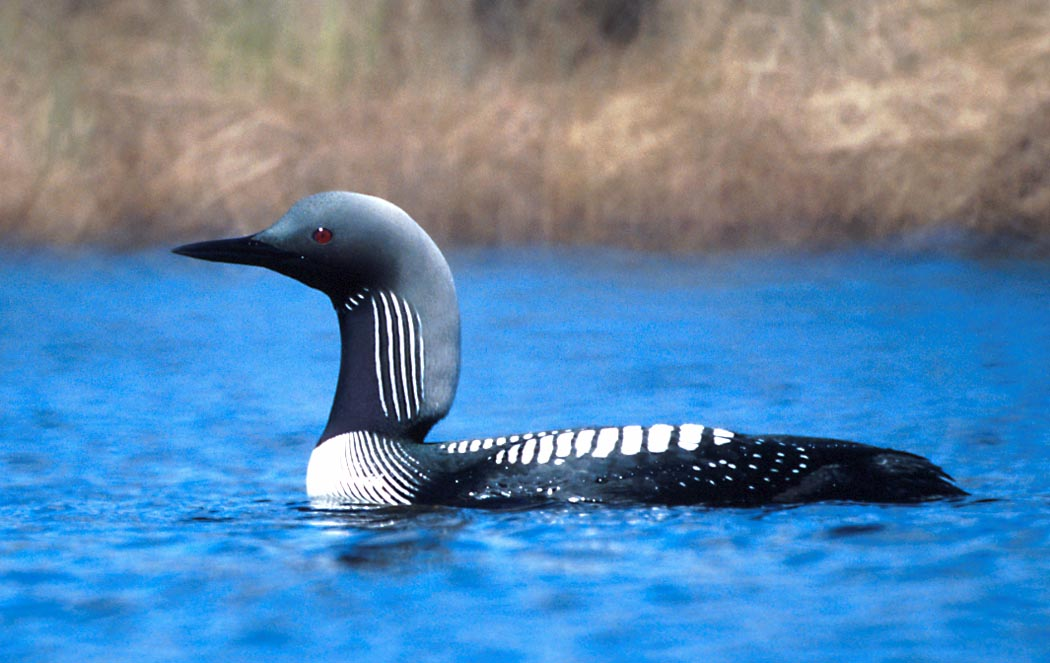
Гагара білошия (Gavia pacifica)

- Гагара червоношия, Gavia stellata  LC
- Гагара чорношия, Gavia arctica  LC
- Гагара білошия, Gavia pacifica  LC
- Гагара полярна, Gavia immer  LC
- Гагара білодзьоба, Gavia adamsii  NT

## Буревісникоподібні(Procellariiformes)
Родина: Альбатросові (Diomedeidae) 

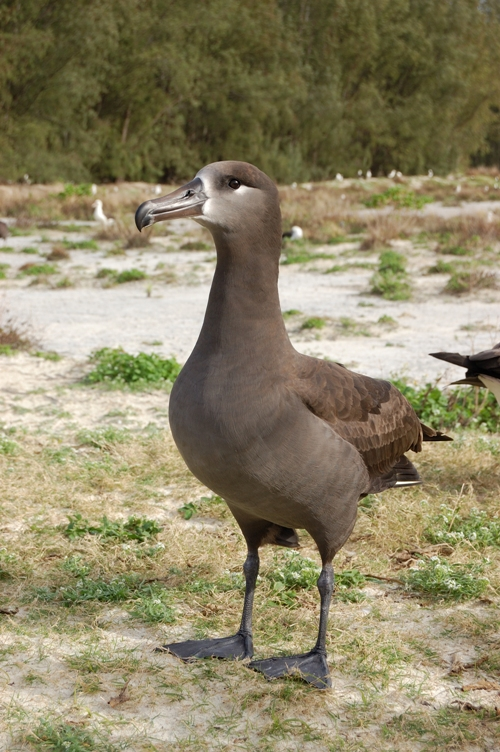
Альбатрос чорноногий (Phoebastria nigripes)

- Альбатрос смугастодзьобий, Thalassar chlororhynchus (C)  LC
- Thalassarche steadi (C)  NT
- Альбатрос чатемський, Thalassarche eremita (A)  VU
- Альбатрос баунтійський, Thalassarche salvini (A)  VU
- Альбатрос чорнобровий, Thalassarche melanophris (A)  LC
- Альбатрос довгохвостий, Phoebetria palpebrata (A)  NT
- Альбатрос мандрівний, Diomedea exulans (A)  VU
- Альбатрос гавайський, Phoebastria immutabilis  NT
- Альбатрос чорноногий, Phoebastria nigripes  NT
- Альбатрос жовтоголовий, Phoebastria albatrus  VU

Родина: Океанникові (Oceanitidae) 

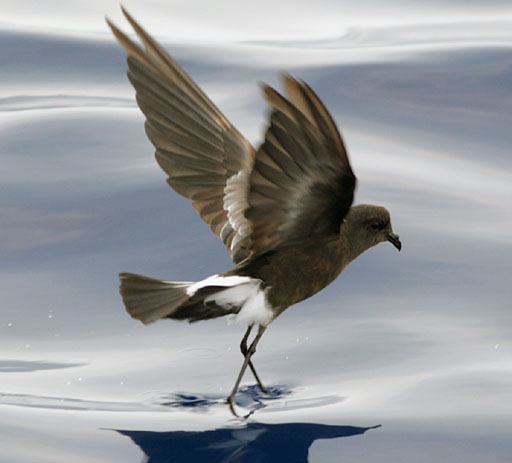
Океанник Вільсона (Oceanites oceanicus)

- Океанник Вільсона, Oceanites oceanicus  LC
- Океанник білобровий, Pelagodroma marina  LC
- Фрегета чорночерева, Fregetta tropica(A)  LC
- Океанник білогорлий, Nesofregetta fuliginosa (Американське Самоа) [note 6]  EN

Родина: Качуркові (Hydrobatidae) 
- Качурка морська, Hydrobates pelagicus (C)  LC
- Качурка сиза, Hydrobates furcatus  LC
- Качурка кільчаста, Hydrobates hornbyi (A)  NT
- Качурка вилохвоста, Hydrobates monorhis (A)  NT
- Качурка північна, Hydrobates leucorhous  VU
- Качурка негроанська, Hydrobates socorroensis  EN
- Качурка фаралонська, Hydrobates homochroa  EN
- Качурка мадерійська, Hydrobates castro  LC
- Качурка галапагоська, Hydrobates tethys (C)  LC
- Качурка чорна, Hydrobates melania  LC
- Качурка гавайська, Hydrobates tristrami  LC
- Качурка каліфорнійська, Hydrobates microsoma  VU
- Качурка Матсудайра, Oceanodroma matsudairae (Гуам, Північні Маріанські Острови)  VU

Родина: Буревісникові (Procellariidae) 

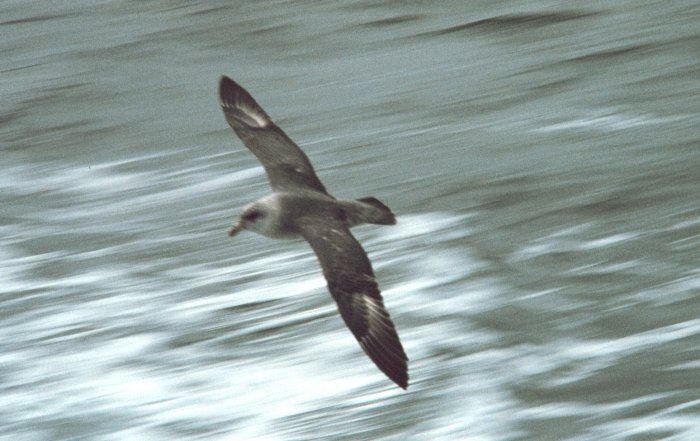
Буревісник кочівний (Fulmarus glacialis)

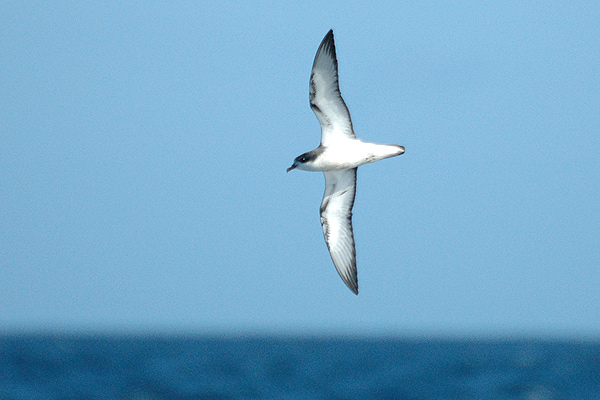
Тайфунник Кука (Pterodroma cookii)

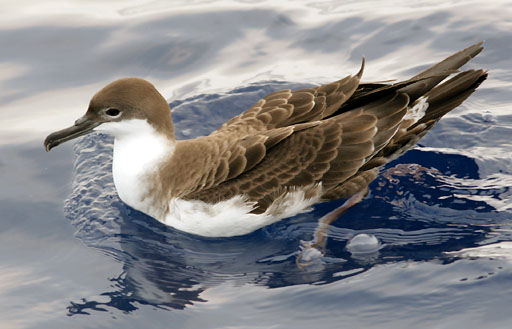
Буревісник великий (Ardenna gravis)

- Буревісник кочівний, Fulmarus glacialis  LC
- Тайфунник північний, Pterodroma gouldi (A)  LC
- Тайфунник Соландра, Pterodroma solandri (C)  VU
- Тайфунник кубинський, Pterodroma hasitata (C)  LC
- Тайфунник тринідадський, Pterodroma arminjoniana  VU
- Тайфунник-провісник, Pterodroma heraldica (C)  LC
- Тайфунник Мерфі, Pterodroma ultima  LC
- Тайфунник Піла, Pterodroma inexpectata  NT
- Тайфунник бермудський, Pterodroma cahow  EN
- Тайфунник кубинський, Pterodroma hasitata  EN
- Тайфунник тихоокеанський, Pterodroma externa  VU
- Тайфунник гавайський, Pterodroma sandwichensis  VU
- Тайфунник макаулійський, Pterodroma cervicalis  VU
- Тайфунник бонінський, Pterodroma hypoleuca  LC
- Тайфунник австралійський, Pterodroma nigripennis  LC
- Тайфунник азорський, Pterodroma feae  NT
- Тайфунник мадерійський, Pterodroma madeira (A)  VU
- Тайфунник Кука, Pterodroma cookii  VU
- Тайфунник білолобий, Pterodroma leucoptera (Американське Самоа)  VU
- Тайфунник коротконогий, Pterodroma brevipes (Американське Самоа)  VU
- Тайфунник Штейнегера, Pterodroma longirostris (C)  VU
- Тайфунник макронезійський, Pterodroma alba (Американське Самоа, Зовнішні малі острови США)  EN
- Тайфунник таїтійський, Pseudobulweria rostrata (A)  NT
- Бульверія тонкодзьоба, Bulweria bulwerii  LC
- Бульверія товстодзьоба, Bulweria fallax (A)  NT
- Буревісник білогорлий, Procellaria aequinoctialis (A)  VU
- Буревісник чорний, Procellaria parkinsoni (A)  VU
- Буревісник тихоокеанський, Calonectris leucomelas (C)  NT
- Буревісник атлантичний, Calonectris borealis  LC
- Буревісник кабо-вердійський, Calonectris edwardsii (A)  NT
- Буревісник клинохвостий, Ardenna pacificus  LC
- Буревісник Бюлера, Ardenna bulleri  VU
- Буревісник тонкодзьобий, Ardenna tenuirostris  LC
- Буревісник сивий, Ardenna griseus  NT
- Буревісник великий, Ardenna gravis  LC
- Буревісник рожевоногий, Ardenna creatopus  VU
- Буревісник світлоногий, Ardenna carneipes  LC
- Буревісник острівний, Puffinus nativitatis  NT
- Буревісник малий, Puffinus puffinus  LC
- Буревісник гавайський, Puffinus auricularis  CR
- Буревісник молокайський, Puffinus newelli (A)  CR
- Буревісник бонінський, Puffinus bryani (A)  CR
- Буревісник каліфорнійський, Puffinus opisthomelas  NT
- Буревісник-крихітка каприкорновий, Puffinus assimilis (Зовнішні малі острови США)  LC
- Буревісник екваторіальний, Puffinus lherminieri  LC
- Буревісник реюньйонський, Puffinus bailloni (Американське Самоа, Гуам, Північні Маріанські Острови, Зовнішні малі острови США)  LC
- Буревісник канарський, Puffinus baroli (A)

## Лелекоподібні(Ciconiiformes)
Родина: Лелекові (Ciconiidae) 

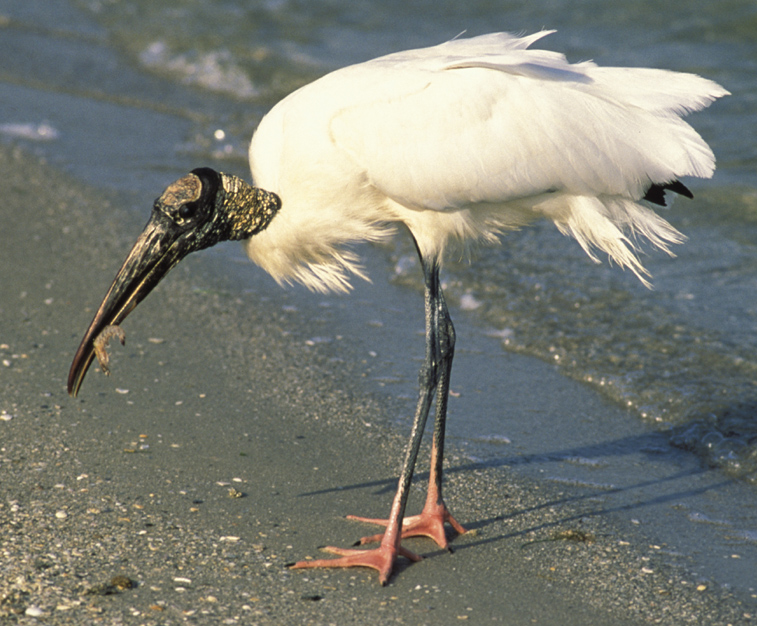
Міктерія (Mycteria americana)

- Ябіру неотропічний, Jabiru mycteria (C)  LC
- Міктерія, Mycteria americana  LC

## Сулоподібні(Suliformes)
Родина: Фрегатові (Fregatidae) 

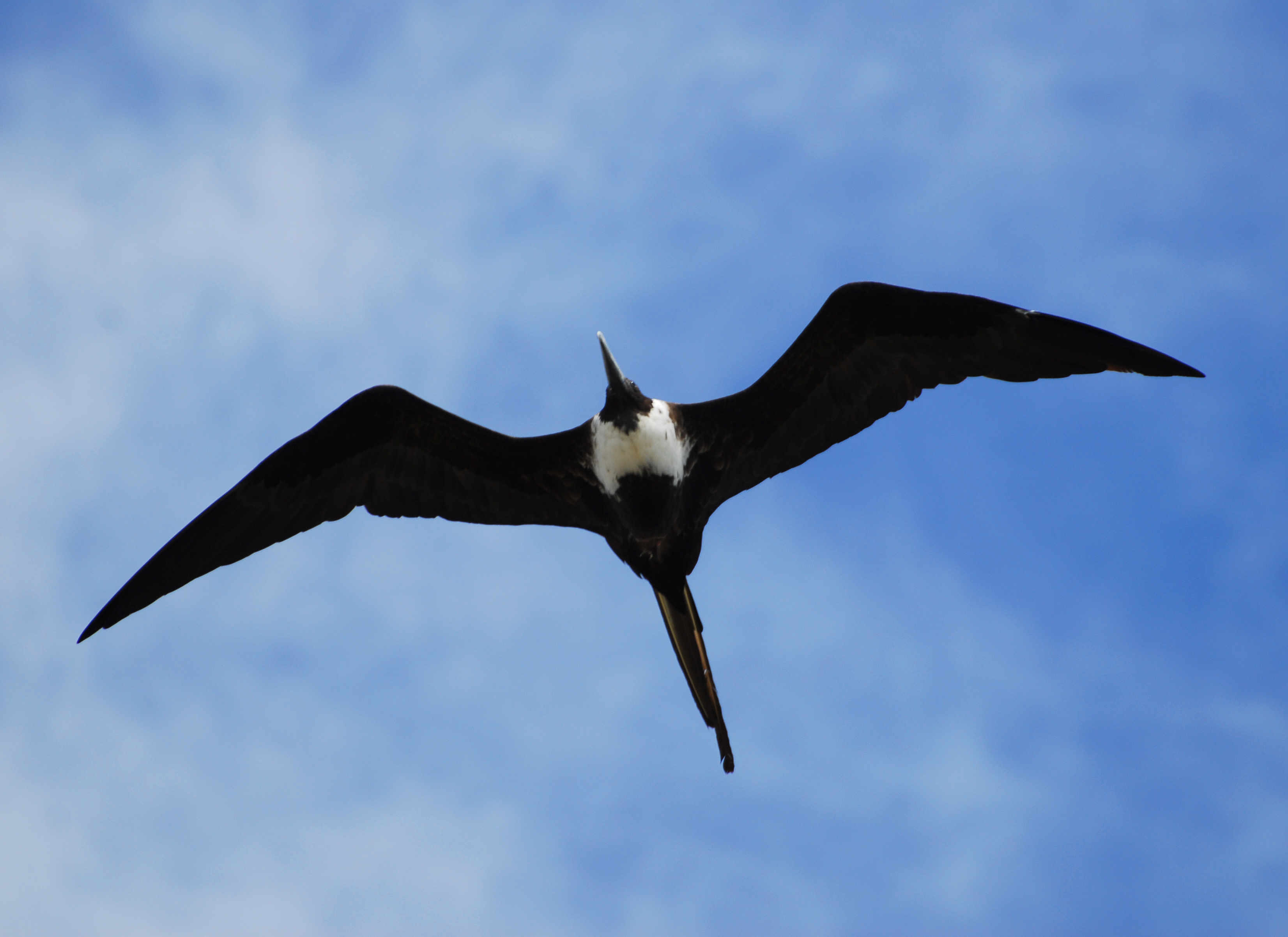
Фрегат карибський (Fregata magnificens)

- Фрегат-арієль, Fregata ariel (C)  LC
- Фрегат карибський, Fregata magnificens  LC
- Фрегат тихоокеанський, Fregata minor  LC

Родина: Сулові (Sulidae) 

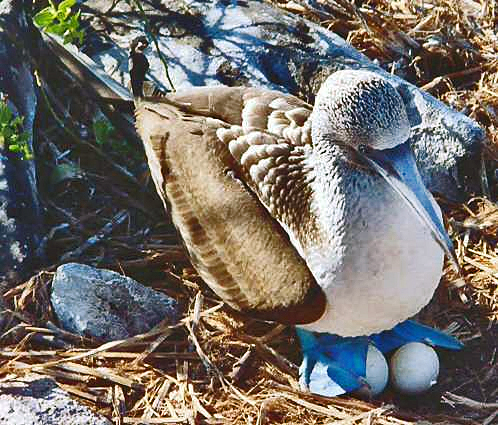
Сула блакитнонога (Sula nebouxii)

- Сула жовтодзьоба, Sula dactylatra  LC
- Сула насканська, Sula granti (C)  LC
- Сула блакитнонога, Sula nebouxii (C)  LC
- Сула білочерева, Sula leucogaster  LC
- Сула червононога, Sula sula  LC
- Сула чорнокрила, Papasula abbotti (Північні Маріанські Острови) (A)  EN
- Сула атлантична, Morus bassanus  LC

Родина: Змієшийкові (Anhingidae) 

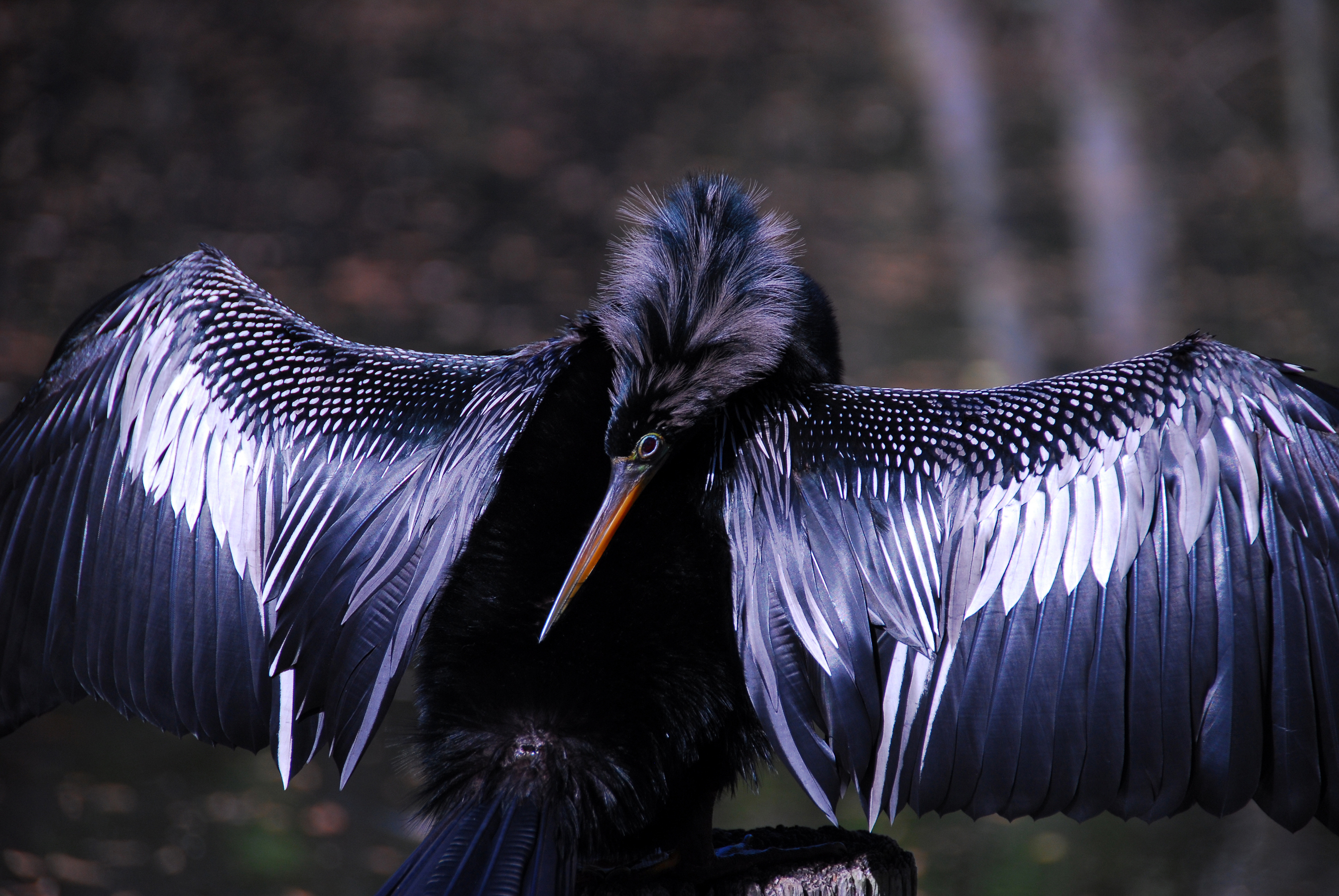
Змієшийка американська (Anhinga anhinga)

- Змієшийка американська, Anhinga anhinga  LC

Родина: Бакланові (Phalacrocoracidae) 

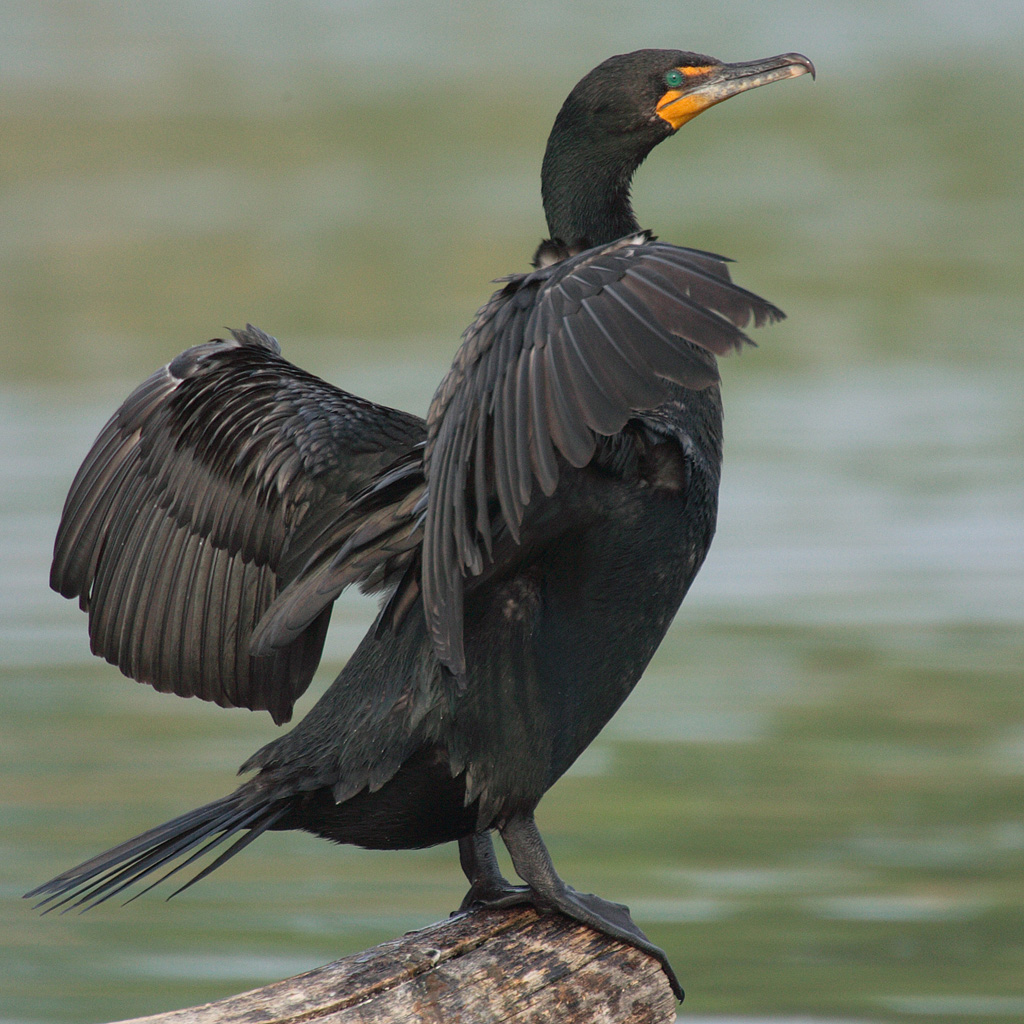
Баклан вухатий (Nannopterum auritum)

- Баклан строкатий, Microcarbo melanoleucos (Північні Маріанські Острови) (A)  LC
- Баклан синьогорлий, Urile penicillatus  LC
- Баклан тихоокеанський, Urile urile  LC
- Баклан берингійський, Urile pelagicus  LC
- Баклан великий, Phalacrocorax carbo  LC
- Баклан вухатий, Nannopterum auritum  LC
- Баклан бразильський, Nannopterum brasilianum  LC

## Пеліканоподібні(Pelecaniformes)
Родина: Пеліканові (Pelecanidae) 

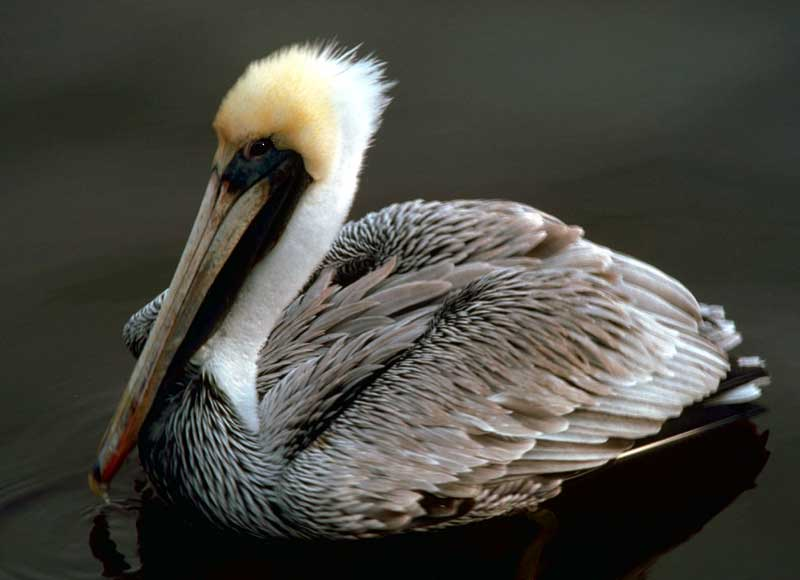
Пелікан бурий (Pelecanus occidentalis)

- Пелікан рогодзьобий, Pelecanus erythrorhynchos  LC
- Пелікан бурий, Pelecanus occidentalis  LC

Родина: Чаплеві (Ardeidae) 

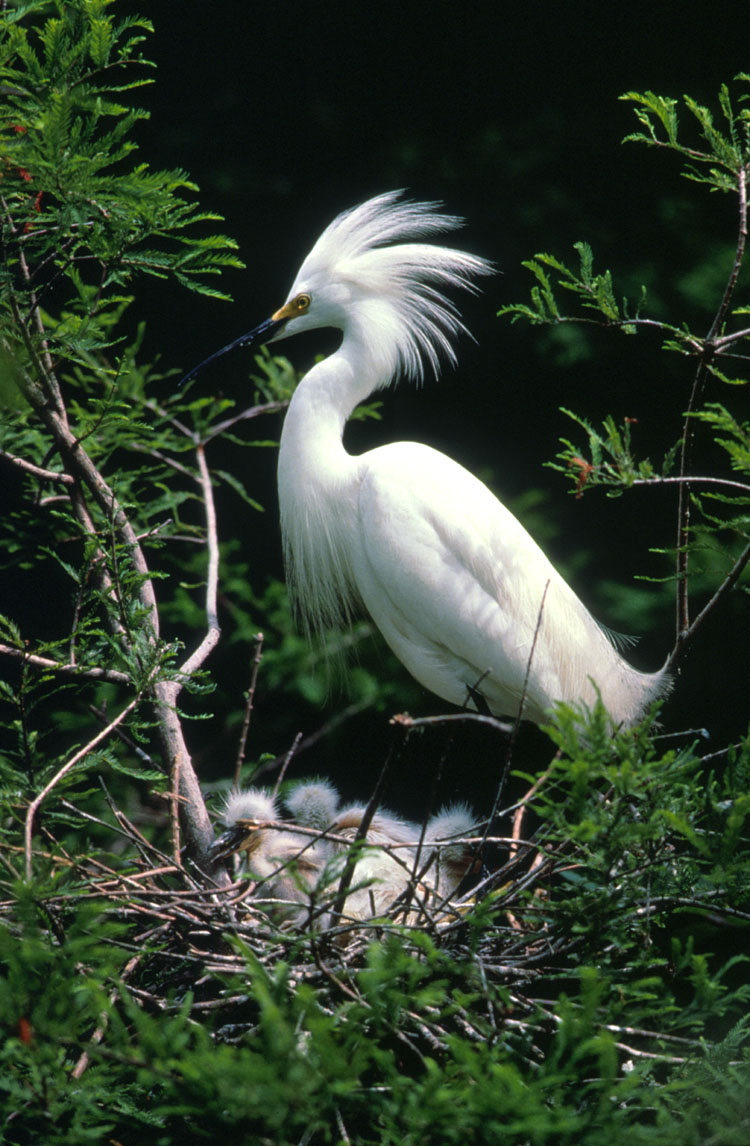
Чепура американська (Egretta thula)

- Бугай американський, Botaurus lentiginosus  LC
- Бугайчик китайський, Ixobrychus sinensis (A)  LC
- Бугайчик рудий, Ixobrychus cinnamomeus (Північні Маріанські Острови) (A)  LC
- Бугайчик чорний, Ixobrychus flavicollis (Гуам) (A)  LC
- Бугайчик американський, Ixobrychus exilis  LC
- Бушля мексиканська, Tigrisoma mexicanum (A)  LC
- Чапля північна, Ardea herodias  LC
- Чапля сіра, Ardea cinerea (A)  LC
- Чепура велика, Ardea alba  LC
- Чепура середня, Ardea intermedia (A)  LC
- Чепура австралійська, Egretta novaehollandiae (Американське Самоа) (A)  LC
- Чепура жовтодзьоба, Egretta eulophotes (A)  VU
- Чепура мала, Egretta garzetta (C)  LC
- Чапля рифова, Egretta gularis (A)  LC
- Чепура тихоокеанська, Egretta sacra (Американське Самоа, Гуам, Північні Маріанські Острови)  LC
- Чепура американська, Egretta thula  LC
- Чепура блакитна, Egretta caerulea  LC
- Чепура трибарвна, Egretta tricolor  LC
- Чепура рудошия, Egretta rufescens  NT
- Чапля єгипетська, Bubulcus ibis  LC
- Чапля китайська, Ardeola bacchus (A)  LC
- Чапля зелена, Butorides virescens  LC
- Чапля мангрова, Butorides striata (Пуерто-Рико) (A)  LC
- Квак звичайний, Nycticorax nycticorax  LC
- Квак каледонський, Nycticorax caledonicus (Північні Маріанські Острови) (A)  LC
- Квак чорногорлий, Nyctanassa violacea  LC

Родина: Ібісові (Threskiornithidae) 

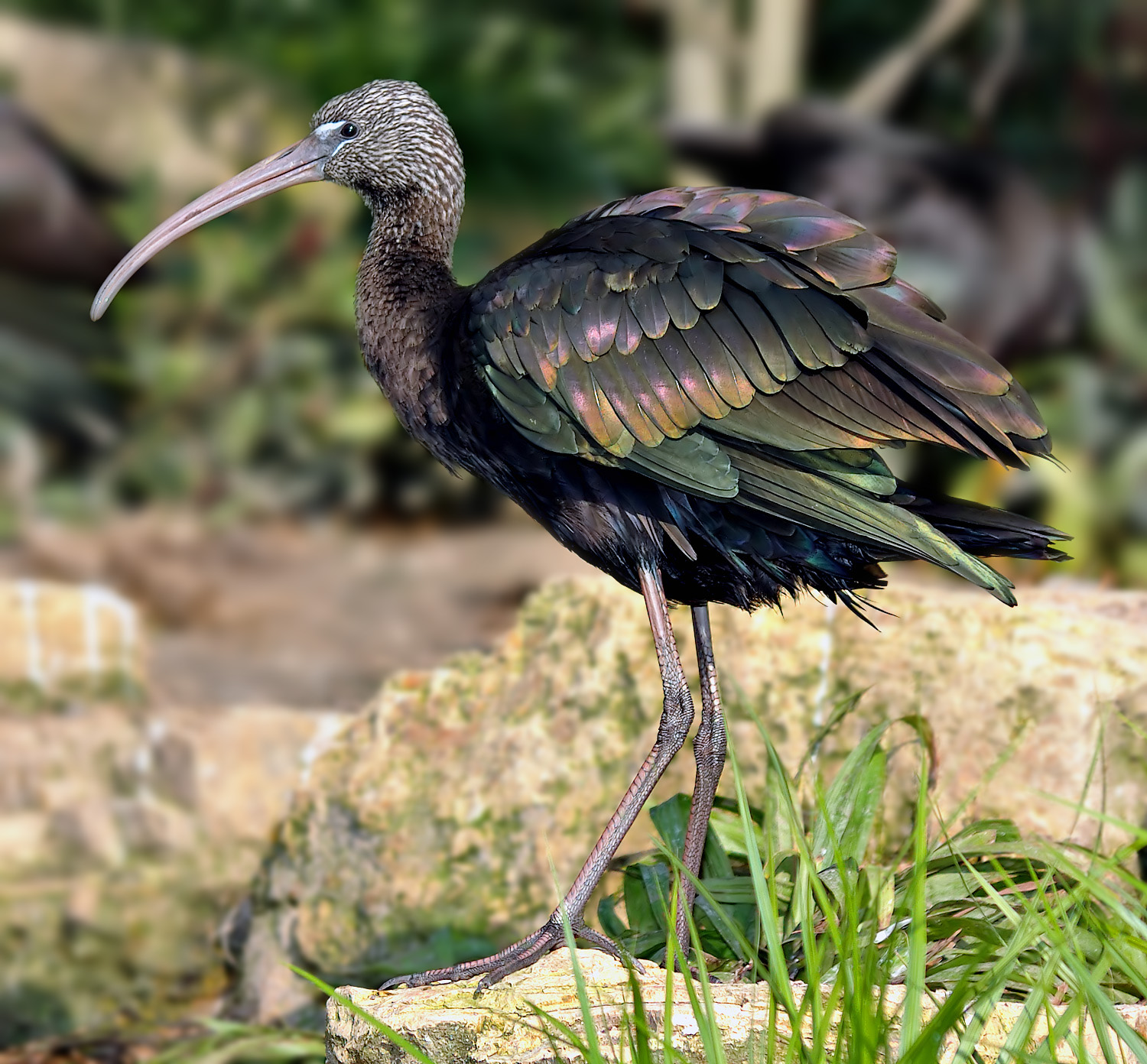
Коровайка бура (Plegadis falcinellus)

- Ібіс білий, Eudocimus albus  LC
- Ібіс червоний, Eudocimus ruber (A)  LC
- Коровайка бура, Plegadis falcinellus  LC
- Коровайка американська, Plegadis chihi  LC
- Косар рожевий, Platalea ajaja  LC
- Ібіс священний, Threskiornis aethiopicus (I)  LC

## Катартоподібні(Cathartiformes)
Родина: Катартові (Cathartidae) 

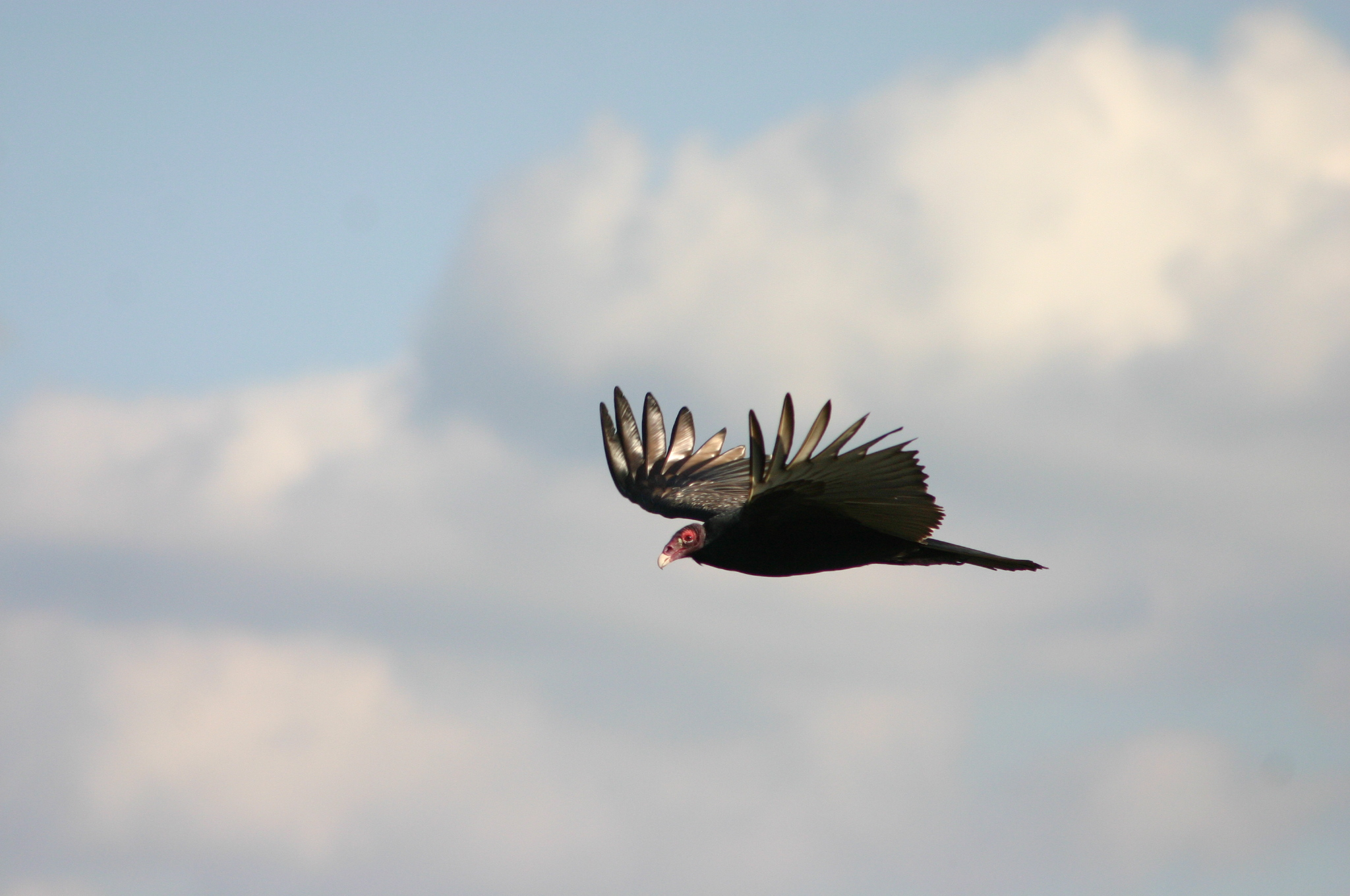
Катарта червоноголова (Cathartes aura)

- Кондор каліфорнійський, Gymnogyps californianus (Ex)[note 7][12][13][14][15]  CR
- Урубу, Coragyps atratus  LC
- Катарта червоноголова, Cathartes aura  LC

## Яструбоподібні(Accipitriformes)
Родина: Скопові (Pandionidae) 
- Скопа, Pandion haliaetus  LC

Родина: Яструбові (Accipitridae) 

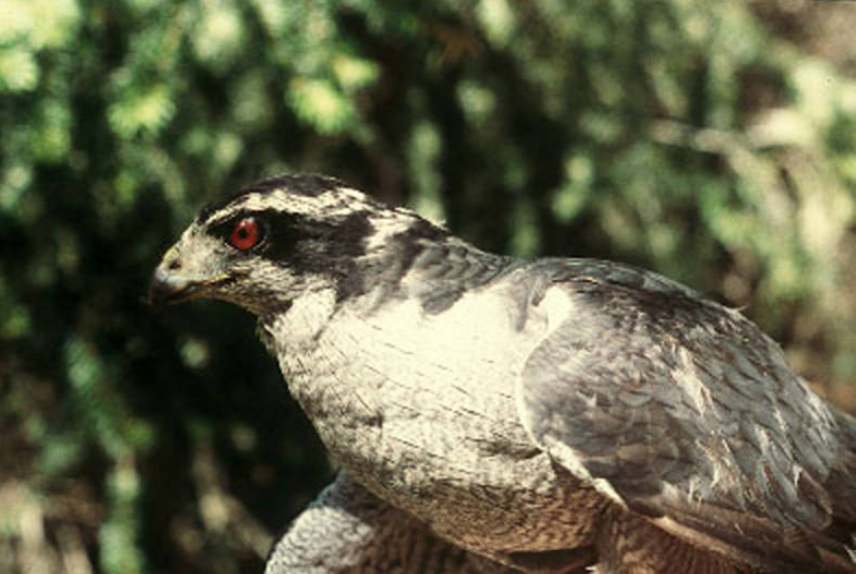
Яструб великий Accipiter gentilis

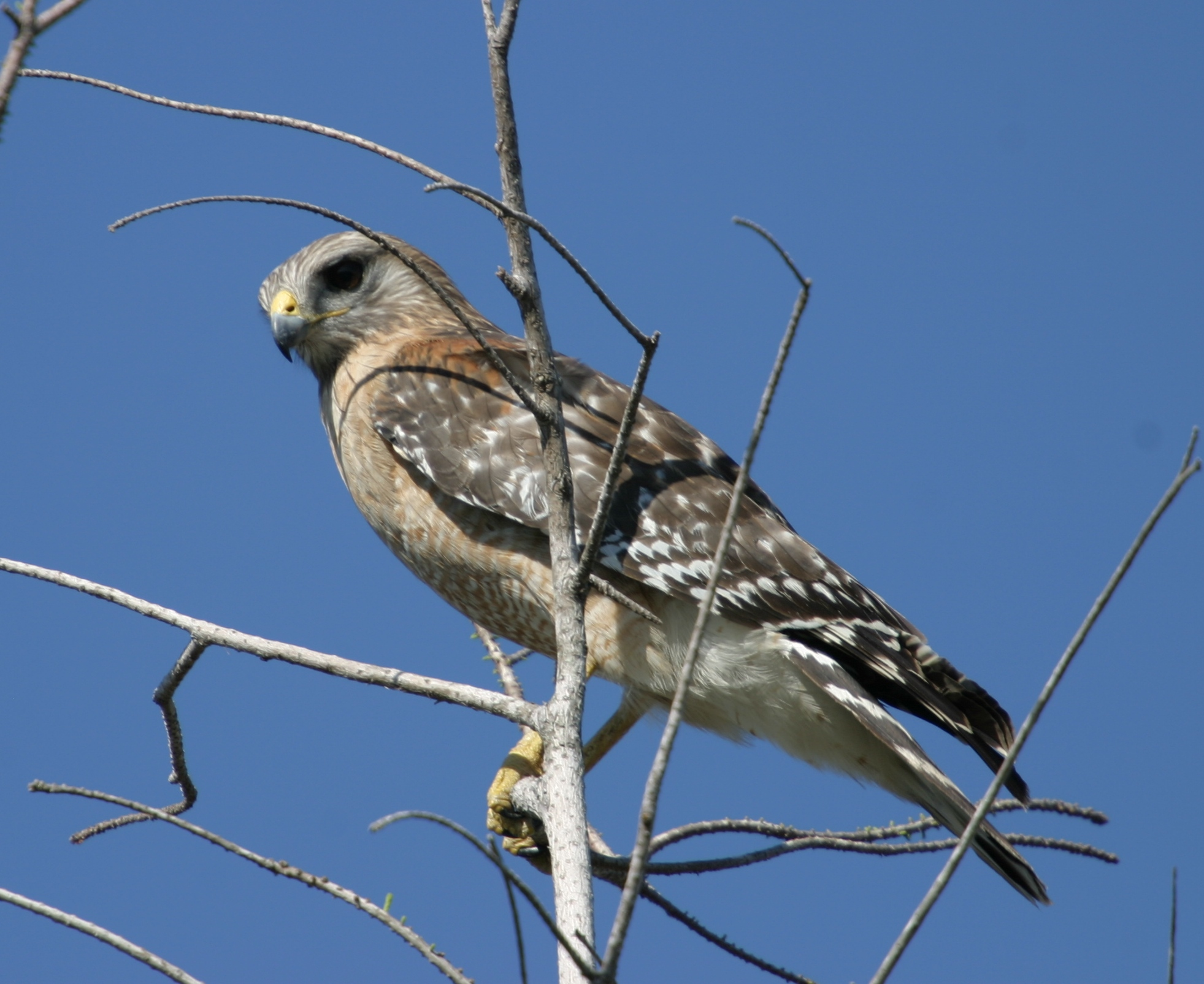
Канюк рудоплечий (Buteo lineatus)

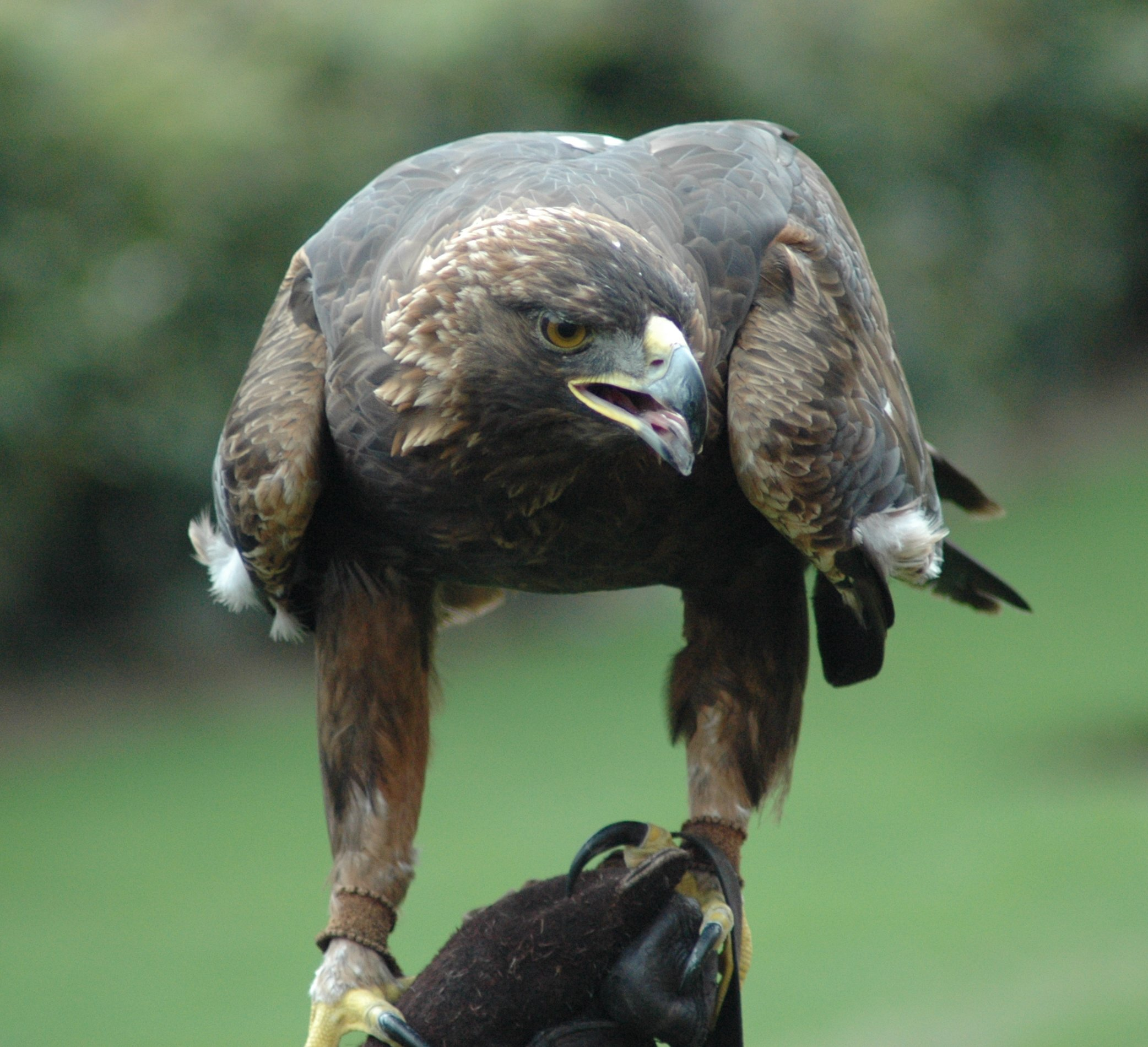
Беркут (Aquila chrysaetos)

- Шуліка білохвостий, Elanus leucurus  LC
- Chondrohierax uncinatus  LC
- Elanoides forficatus  LC
- Беркут, Aquila chrysaetos  LC
- Harpagus bidentatus (A)  LC
- Канюк яструбиний, Butastur indicus (Гуам) (A)  LC
- Лунь американський, Circus hudsonius  LC
- Лунь очеретяний, Circus aeruginosus (Пуерто-Рико) (A)  LC
- Circus spilonotus (Північні Маріанські Острови) (A)  LC
- Лунь польовий, Circus cyaneus (Зовнішні малі острови США) (A)  LC
- Яструб китайський, Accipiter soloensis (A)  LC
- Яструб неоарктичний, Accipiter striatus  LC
- Яструб чорноголовий, Accipiter cooperii  LC
- Яструб великий, Accipiter gentilis  LC
- Яструб малий, Accipiter nisus (A)  LC
- Шуліка чорний, Milvus migrans (A)  LC
- Орлан білоголовий, Haliaeetus leucocephalus  LC
- Орлан-білохвіст, Haliaeetus albicilla (C)  LC
- Орлан білоплечий, Haliaeetus pelagicus (C)  VU
- Ictinia mississippiensis  LC
- Geranospiza caerulescens (A)  LC
- Шуліка-слимакоїд червоноокий, Rostrhamus sociabilis  LC
- Buteogallus anthracinus  LC
- Buteogallus urubitinga (A)  LC
- Канюк великодзьобий, Rupornis magnirostris (C)  LC
- Канюк пустельний, Parabuteo unicinctus  LC
- Канюк білохвостий, Geranoaetus albicaudatus  LC
- Buteo plagiatus  LC
- Buteo lineatus  LC
- Канюк ширококрилий, Buteo platypterus  LC
- Buteo solitarius (EH)  NT
- Buteo brachyurus  LC
- Канюк прерієвий, Buteo swainsoni  LC
- Buteo albonotatus  LC
- Канюк неоарктичний, Buteo jamaicensis  LC
- Зимняк, Buteo lagopus  LC
- Buteo regalis  LC
- Канюк степовий, Buteo rufinus (A)  LC
- Канюк звичайний, Buteo buteo (Північні Маріанські Острови)  LC
- Buteo japonicus (Північні Маріанські Острови) (A)  LC

## Совоподібні(Strigiformes)
Родина: Сипухові (Tytonidae) 
- Сипуха крапчаста, Tyto alba  LC

Родина: Совові (Strigidae) 

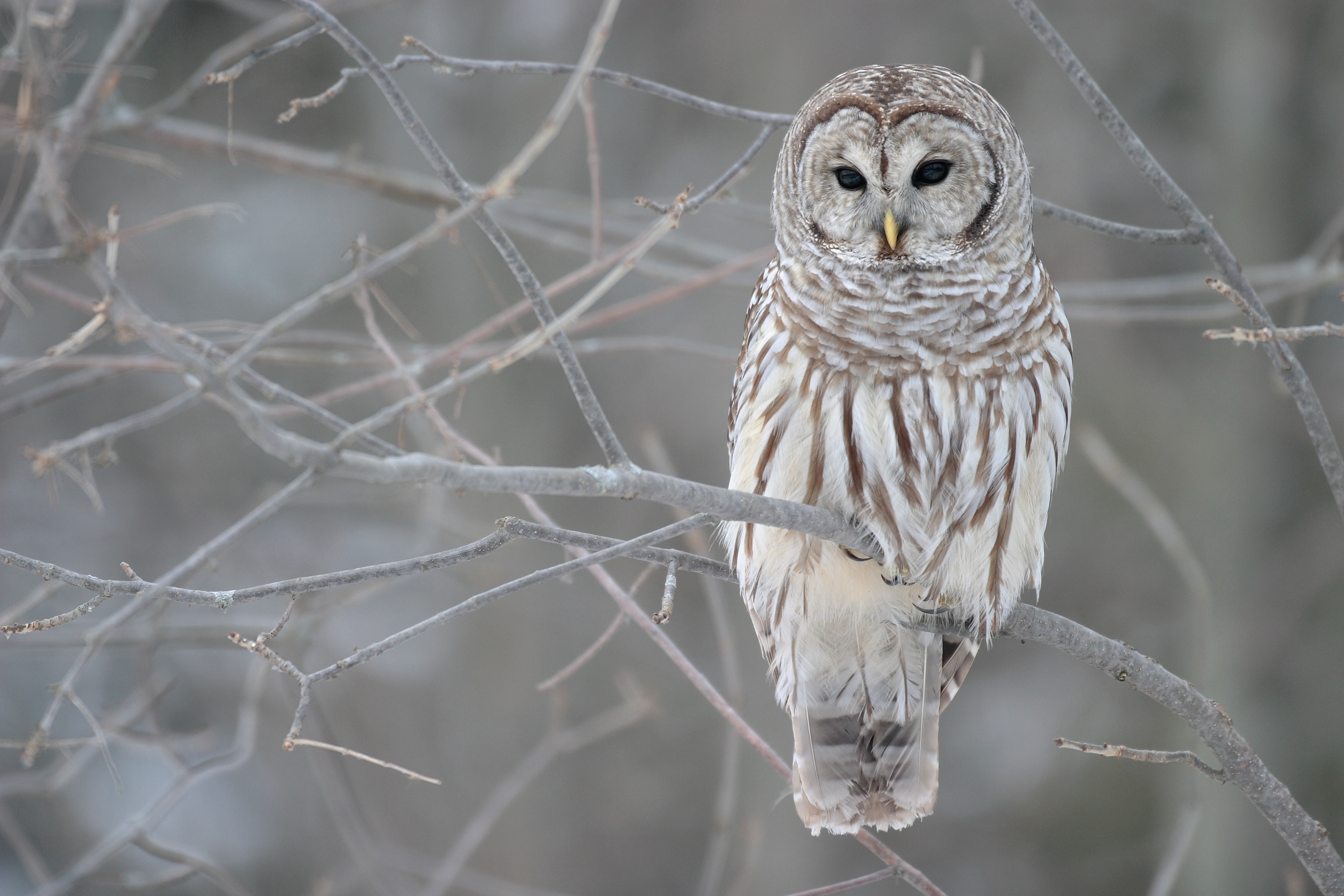
Сова неоарктична (Strix varia)

- Сплюшка східноазійська, Otus sunia (A)  LC
- Сплюшка канадська, Psiloscops flammeolus  LC
- Сплюшка пуерто-риканська, Gymnasio nudipes (Пуерто-Рико) (EP)  LC
- Сплюшка вусата, Megascops trichopsis  LC
- Сплюшка західна, Megascops kennicottii  LC
- Сплюшка північна, Megascops asio  LC
- Пугач віргінський, Bubo virginianus  LC
- Сова біла, Bubo scandiacus  VU
- Сова яструбина, Surnia ulula  LC
- Сичик-горобець каліфорнійський, Glaucidium californicum
- Сичик-горобець гірський, Glaucidium gnoma  LC
- Сичик-горобець рудий, Glaucidium brasilianum  LC
- Сичик-ельф мексиканський, Micrathene whitneyi  LC
- Сич американський, Athene cunicularia  LC
- Сова-лісовик бура, Ciccaba virgata (A)  LC
- Сова плямиста, Strix occidentalis  NT
- Сова неоарктична, Strix varia  LC
- Сова бородата, Strix nebulosa  LC
- Сова вухата, Asio otus  LC
- Сова темна, Asio stygius (A)  LC
- Сова болотяна, Asio flammeus  LC
- Сич волохатий, Aegolius funereus  LC
- Сич північний, Aegolius acadicus  LC
- Сова-голконіг японська, Ninox japonica (A)  LC

## Трогоноподібні(Trogoniformes)
Родина: Трогонові (Trogonidae) 

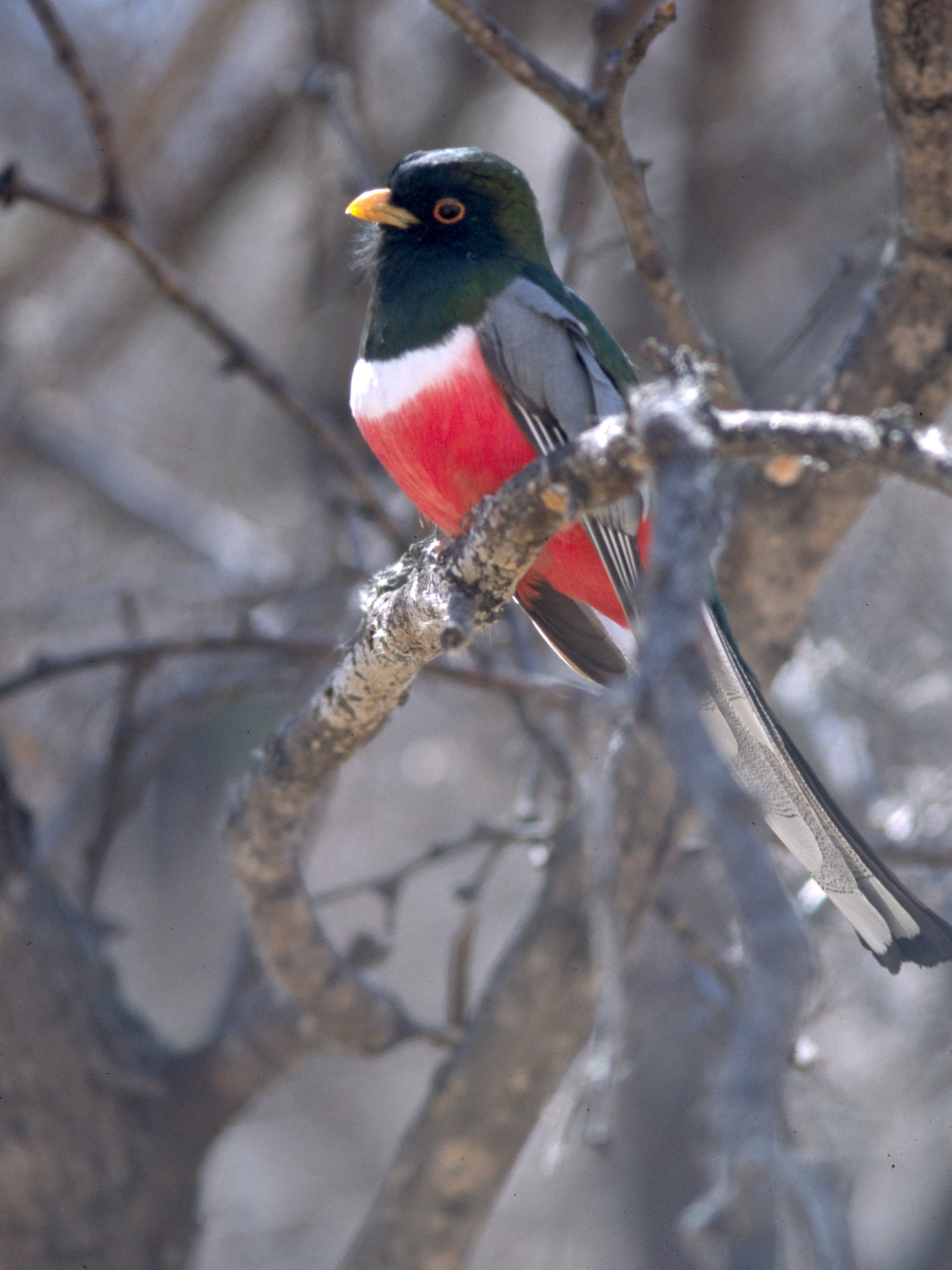
Трогон ошатноперий (Trogon elegans)

- Трогон ошатноперий, Trogon elegans  LC
- Трогон вухатий, Euptilotis neoxenus (C)  LC

## Bucerotiformes
Родина: Одудові (Upupidae) 
- Одуд, Upupa epops (A)  LC

## Сиворакшоподібні(Coraciiformes)
Родина: Тодієві (Todidae) 
- Тоді пуерто-риканський, Todus mexicanus (Пуерто-Рико) (EP)  LC

Родина: Рибалочкові (Alcedinidae) 

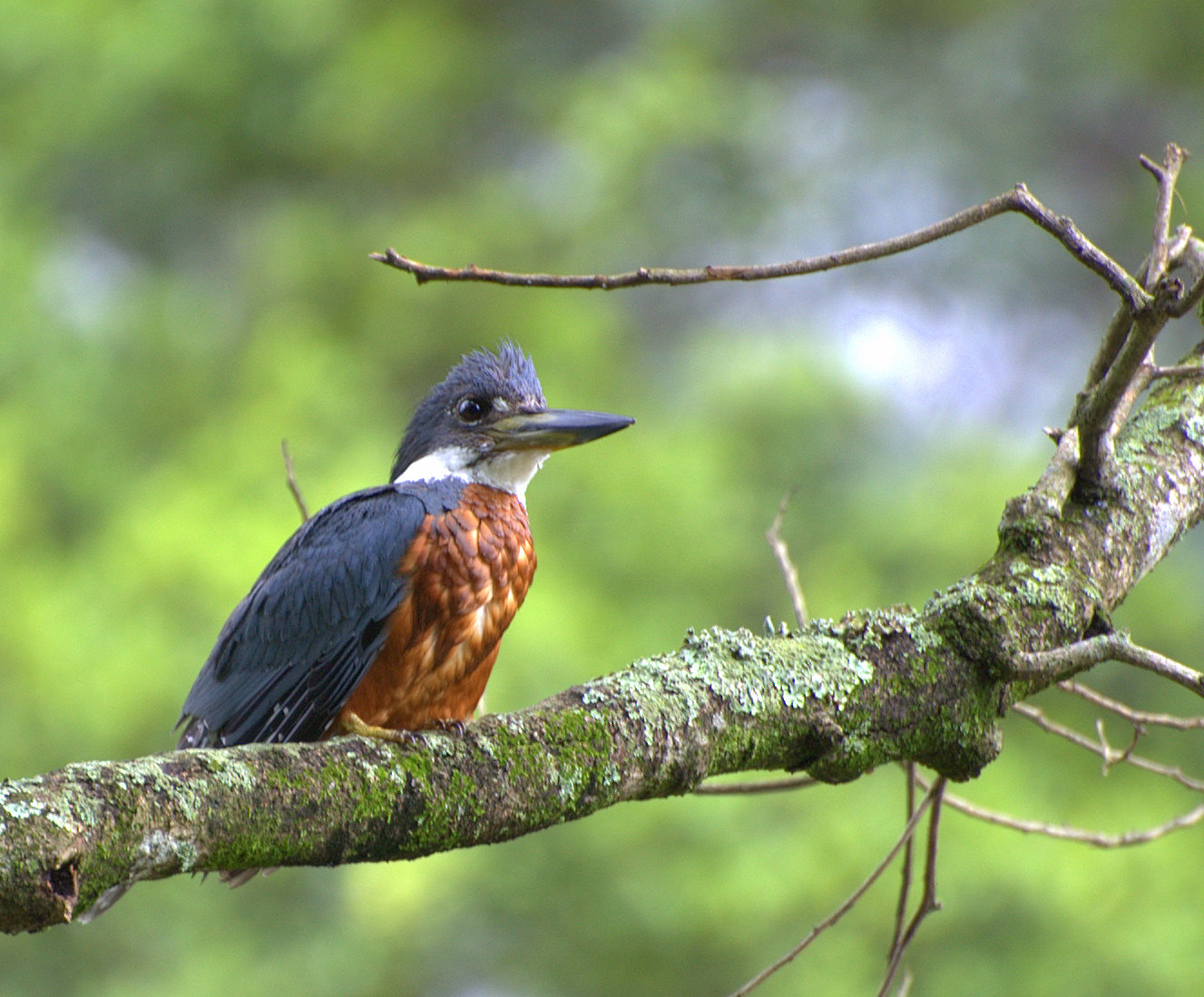
Рибалочка-чубань неотропічний (Megaceryle torquata)

- Рибалочка блакитний, Alcedo atthis (Гуам) (A)  LC
- Альціон садовий, Todiramphus sacer (Американське Самоа)
- Альціон мікронезійський, Todiramphus cinnamominus (Гуам) (EG)  EN
- Альціон маріанський, Todiramphus albicilla (Північні Маріанські Острови) (ENM)
- Рибалочка-чубань неотропічний, Megaceryle torquata  LC
- Рибалочка-чубань північний, Megaceryle alcyon  LC
- Рибалочка амазонійський, Chloroceryle amazona (A)  LC
- Рибалочка зелений, Chloroceryle americana  LC

Родина: Сиворакшові (Coraciidae) 
- Широкорот східний, Eurystomus orientalis (Гуам, Північні Маріанські Острови) (A)  LC

## Дятлоподібні(Piciformes)
Родина: Дятлові (Picidae) 

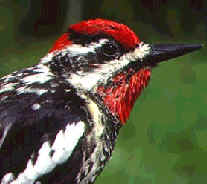
Дятел-смоктун білочеревий (Sphyrapicus nuchalis)

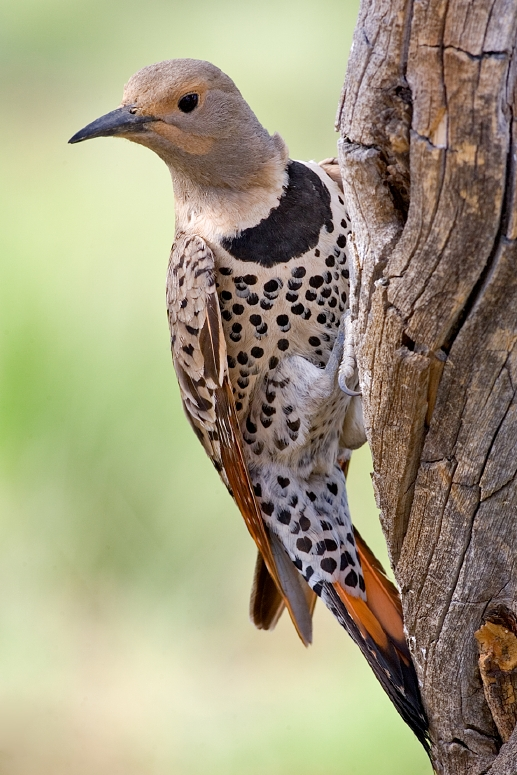
Декол золотистий (Colaptes auratus)

- Крутиголовка звичайна, Jynx torquilla (A)  LC
- Melanerpes lewis  LC
- Melanerpes portoricensis (Пуерто-Рико, знищений на Американських Віргінських островах) (EP)  LC
- Гіла червоноголова, Melanerpes erythrocephalus  LC
- Гіла чорновола, Melanerpes formicivorus  LC
- Melanerpes uropygialis  LC
- Melanerpes aurifrons  LC
- Гіла каролінська, Melanerpes carolinus  LC
- Sphyrapicus thyroideus  LC
- Дятел-смоктун жовточеревий, Sphyrapicus varius  LC
- Sphyrapicus nuchalis  LC
- Sphyrapicus ruber  LC
- Picoides dorsalis  LC
- Дятел північний, Picoides arcticus  LC
- Дятел звичайний, Dendrocopos major (C)  LC
- Дятел пухнастий, Dryobates pubescens  LC
- Dryobates nuttallii  LC
- Dryobates scalaris  LC
- Dryobates borealis (EM)  NT
- Дятел волохатий, Dryobates villosus  LC
- Dryobates albolarvatus  LC
- Dryobates arizonae  LC
- Декол золотистий, Colaptes auratus  LC
- Colaptes chrysoides  LC
- Жовна північна, Dryocopus pileatus  LC
- Дятел-кардинал великодзьобий, Campephilus principalis (E?)(Ex?)  CR

## Соколоподібні(Falconiformes)
Родина: Соколові (Falconidae) 

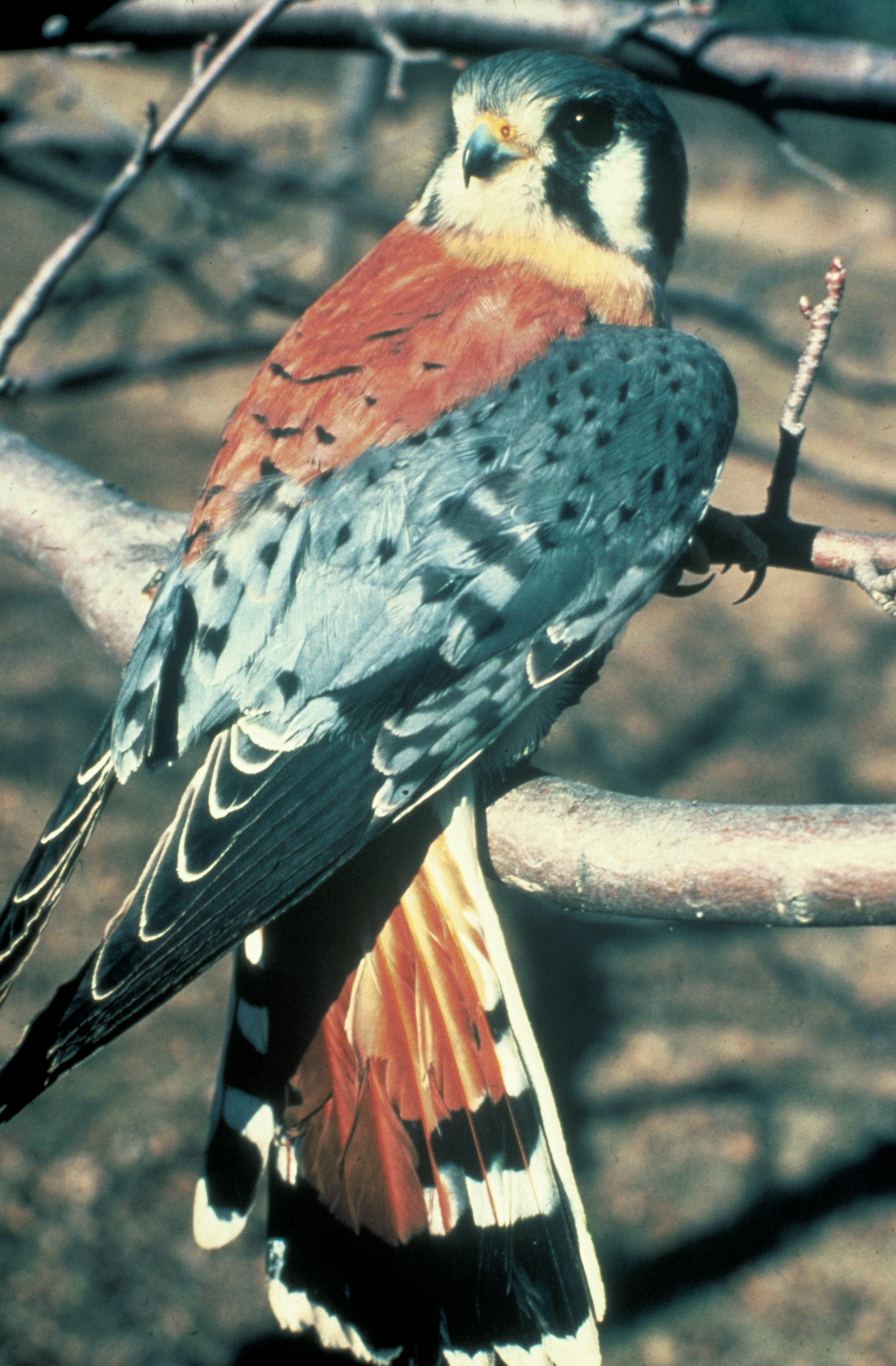
Боривітер американський (Falco sparverius)

- Рарія білошия, Micrastur semitorquatus (A)  LC
- Каракара аргентинська, Caracara plancus  LC
- Боривітер звичайний, Falco tinnunculus (C)  LC
- Боривітер американський, Falco sparverius  LC
- Кібчик червононогий, Falco vespertinus (A)  NT
- Кібчик амурський, Falco amurensis (Північні Маріанські Острови) (A)  LC
- Підсоколик малий, Falco columbarius  LC
- Підсоколик великий, Falco subbuteo (C)  LC
- Сокіл мексиканський, Falco femoralis  LC
- Кречет, Falco rusticolus  LC
- Сапсан, Falco peregrinus  LC
- Сокіл прерієвий, Falco mexicanus  LC

## Папугоподібні(Psittaciformes)
Родина: Какадові (Cacatuidae) 

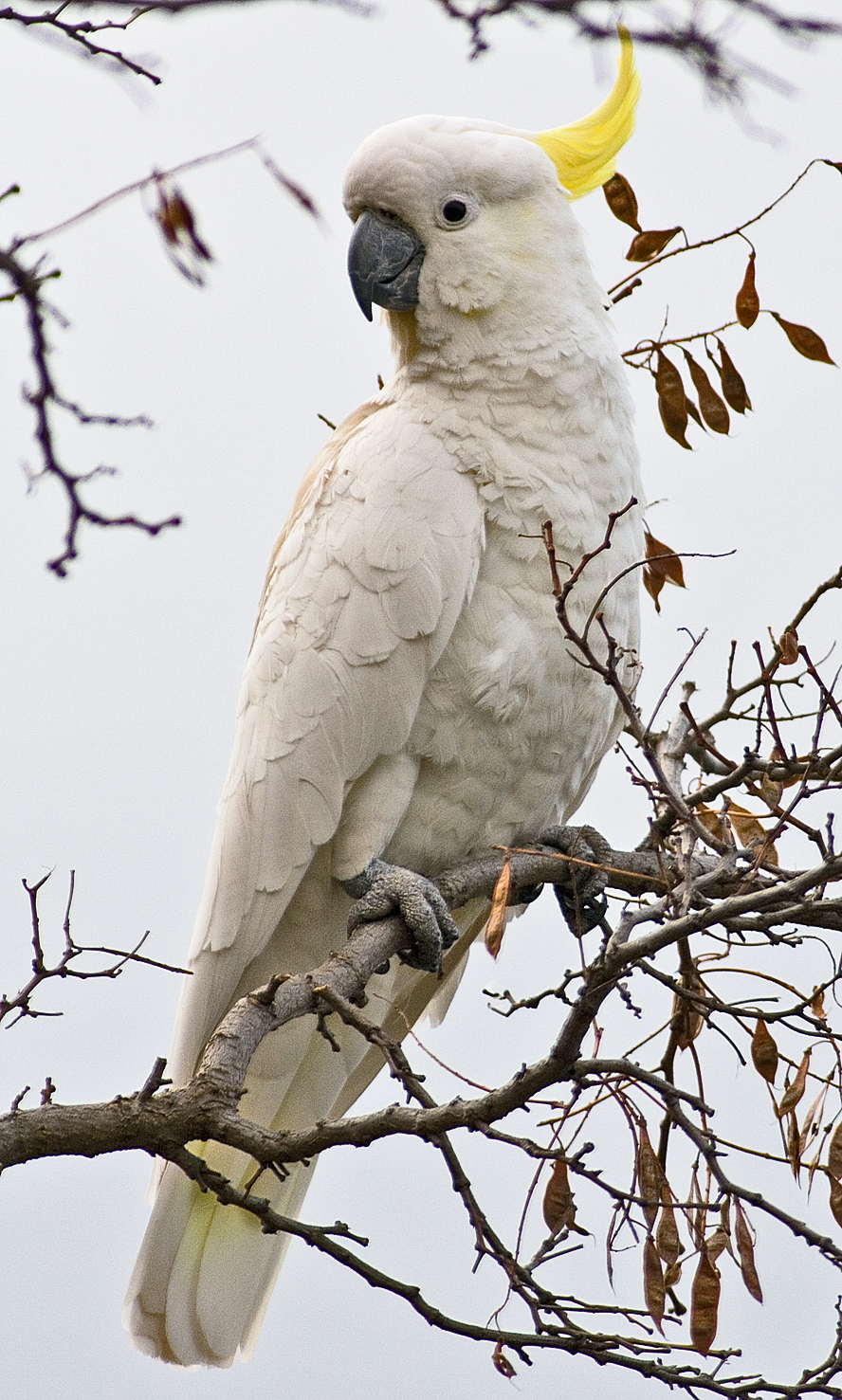
Какаду жовточубий (Cacatua galerita)

- Какаду танімбарський, Cacatua goffiniana (Пуерто-Рико) (I)  LC
- Какаду жовточубий, Cacatua galerita (Пуерто-Рико) (I)  LC
- Какаду білий, Cacatua alba (Пуерто-Рико) (I)  EN

Родина: Папугові (Psittacidae) 

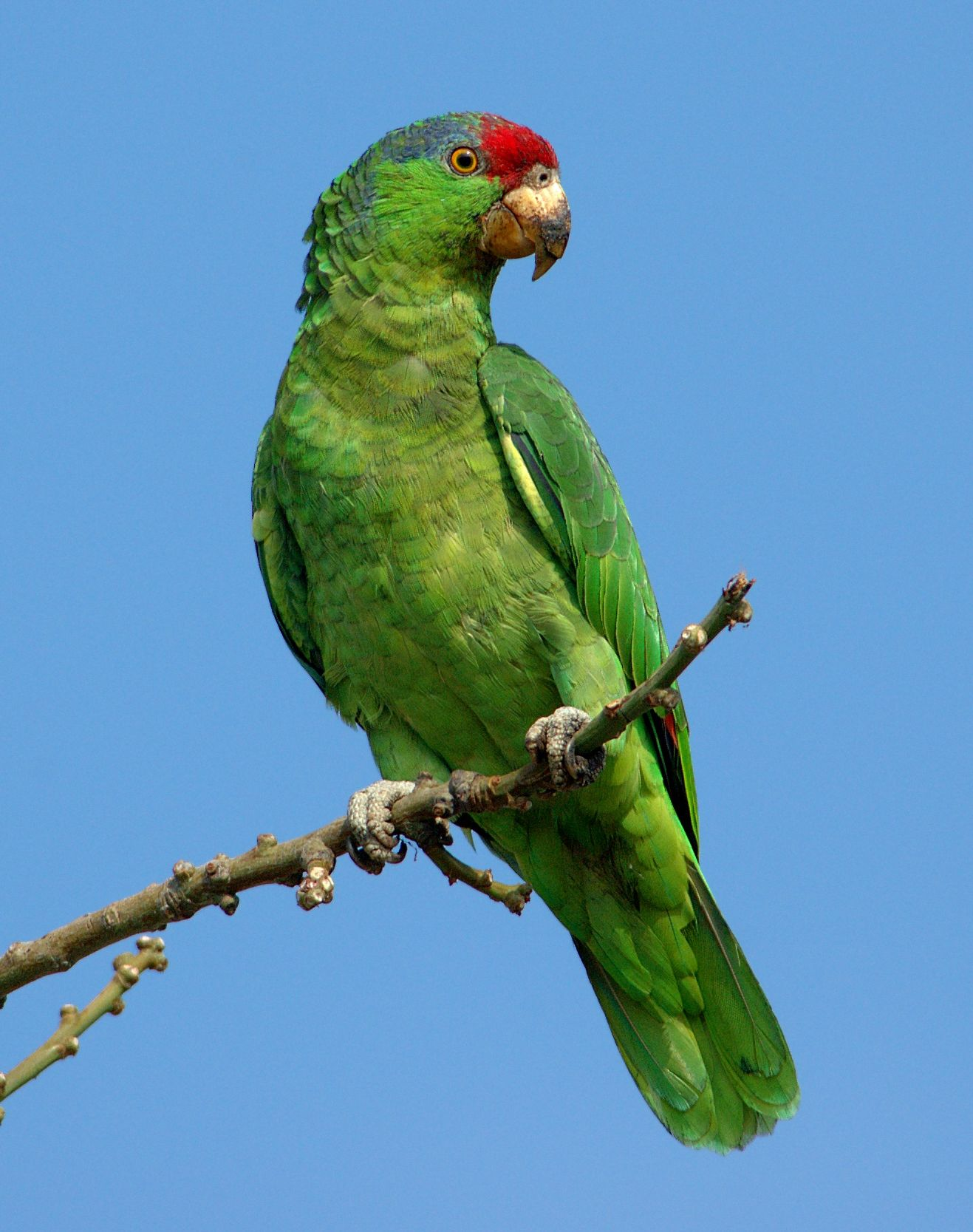
Амазон зеленощокий (Amazona viridigenalis)

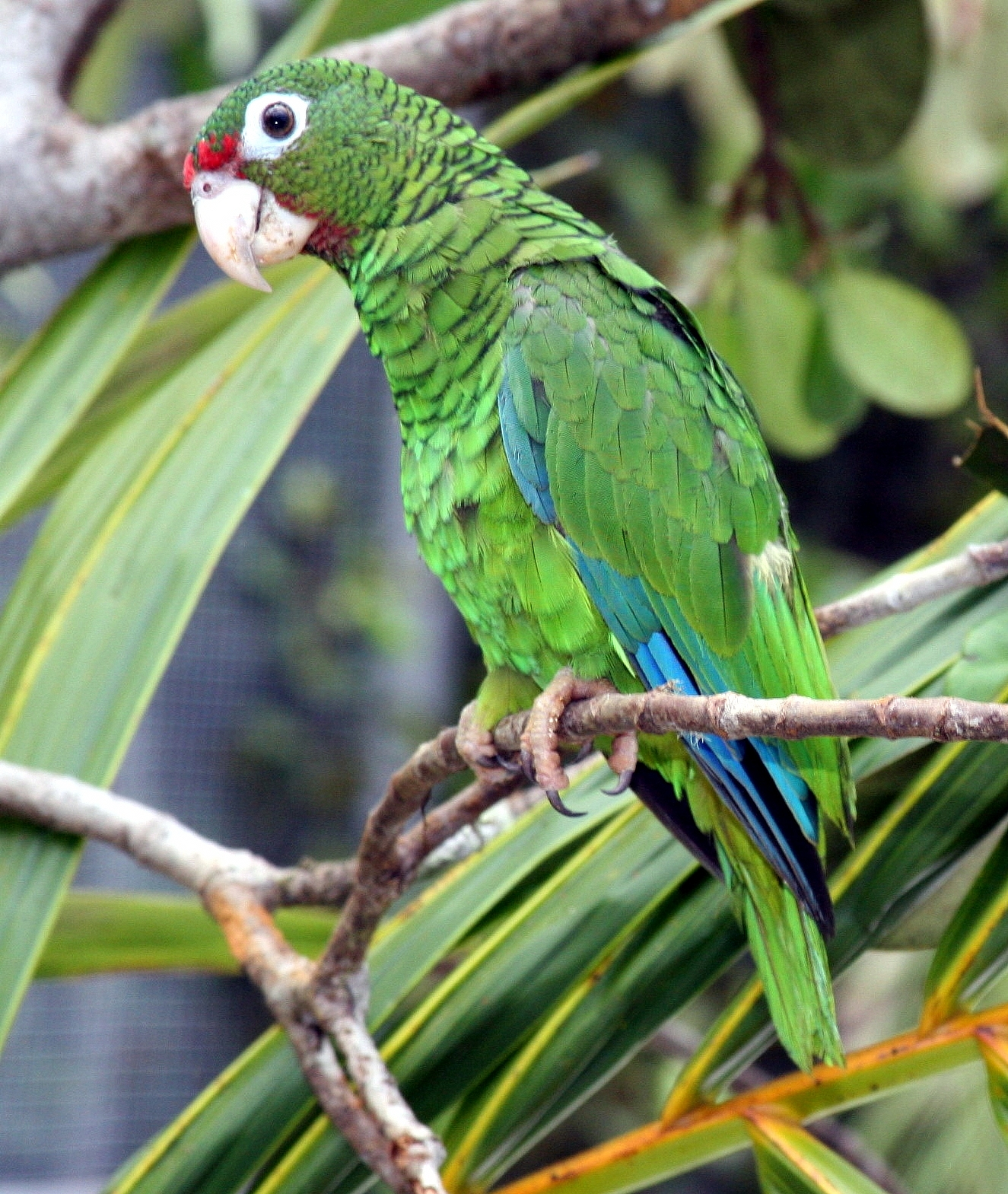
Амазон пуерто-риканський (Amazona vittata)

- Калита сіроволий, Myiopsitta monachus (I)  LC
- Папуга каролінський, Conuropsis carolinensis (E)  EX
- Аратинга мексиканський, Eupsittula canicularis (Пуерто-Рико) (I)  LC
- Аратинга рудоволий, Eupsittula pertinax (Пуерто-Рико, Американські Віргінські острови) (I)(Ex?)  LC
- Нандая, Aratinga nenday (I)  LC
- Аратинга зелений, Psittacara holochlorus  LC
- Аратинга пуерто-риканський, Psittacara maugei (Пуерто-Рико) (EP)  EX
- Аратинга гаїтянський, Psittacara chloropterus (Пуерто-Рико) (I)  VU
- Аратинга червонощокий, Psittacara mitratus (I)  LC
- Аратинга червоноголовий, Psittacara erythrogenys (Пуерто-Рико) (I)  NT
- Ара товстодзьобий, Rhynchopsitta pachyrhyncha (Ex)  EN
- Тіріка амазонійський, Brotogeris versicolurus (I)  LC
- Хірірі, Brotogeris chiriri (I)  LC
- Амазон білолобий, Amazon albifrons (Пуерто-Рико) (I)  LC
- Амазон домініканський, Amazona ventralis (Пуерто-Рико, Американські Віргінські острови) (I)  VU
- Амазон пуерто-риканський, Amazona vittata (Пуерто-Рико) (EP)  CR
- Амазон венесуельський, Amazona amazonica (Пуерто-Рико) (I)  LC
- Амазон зеленощокий, Amazona viridigenalis (I)  EN
- Amazona oratrix (Пуерто-Рико) (I)  EN

Родина: Psittaculidae

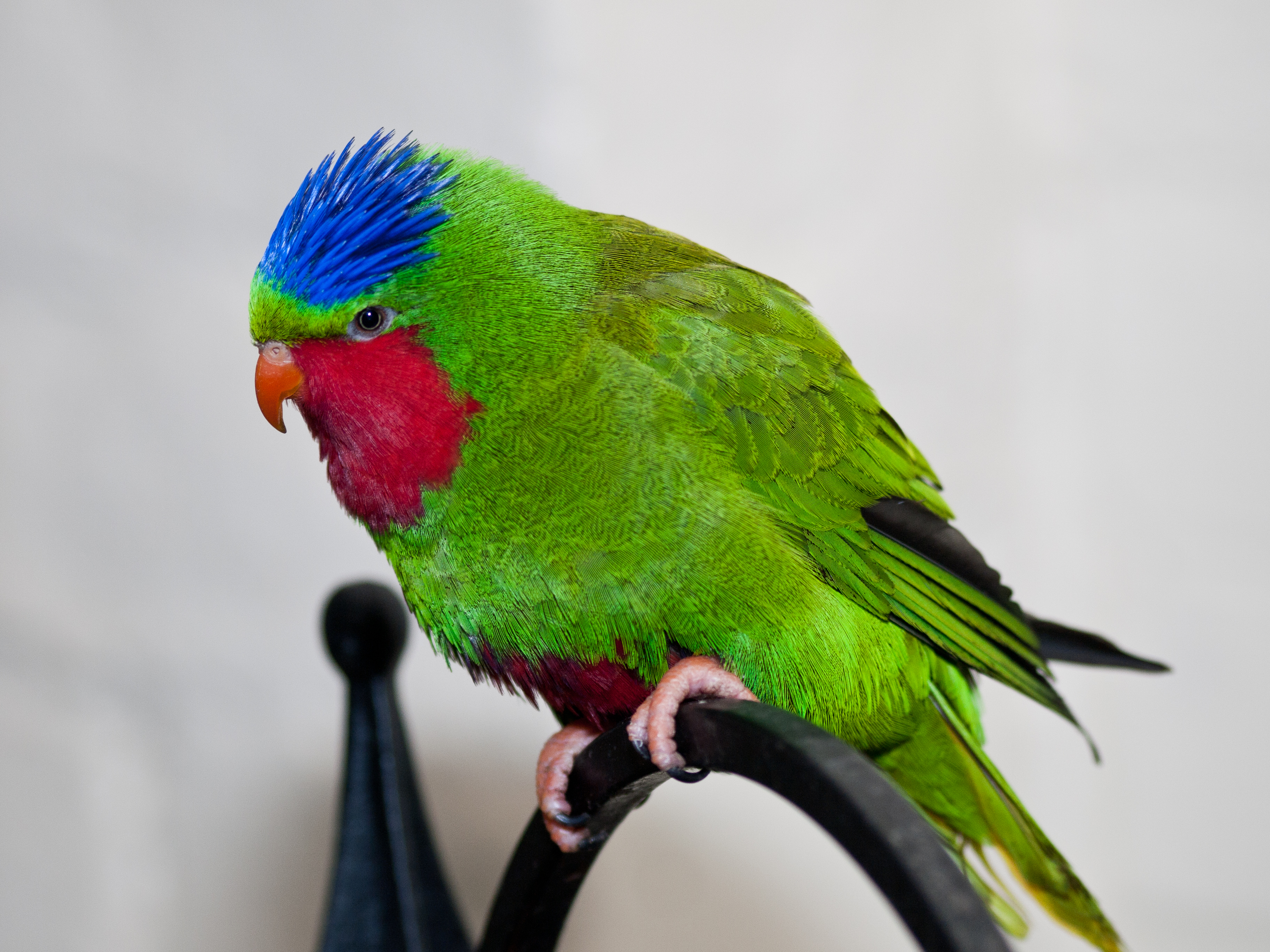
Лорі-віні синьоголовий (Vini australis)

- Папуга Крамера, Psittacula krameri (I)  LC
- Лорі-віні синьоголовий, Vini australis (Американське Самоа)  LC
- Нерозлучник рожевощокий, Agapornis roseicollis (I)  LC

## Горобцеподібні(Passeriformes)
Родина: Бекардові (Tityridae) 
- Бекарда маскова, Tityra semifasciata (A)  LC
- Бекард сосновий, Pachyramphus major (A)  LC
- Бекард великий, Pachyramphus aglaiae  LC

Родина: Медолюбові (Meliphagidae) 

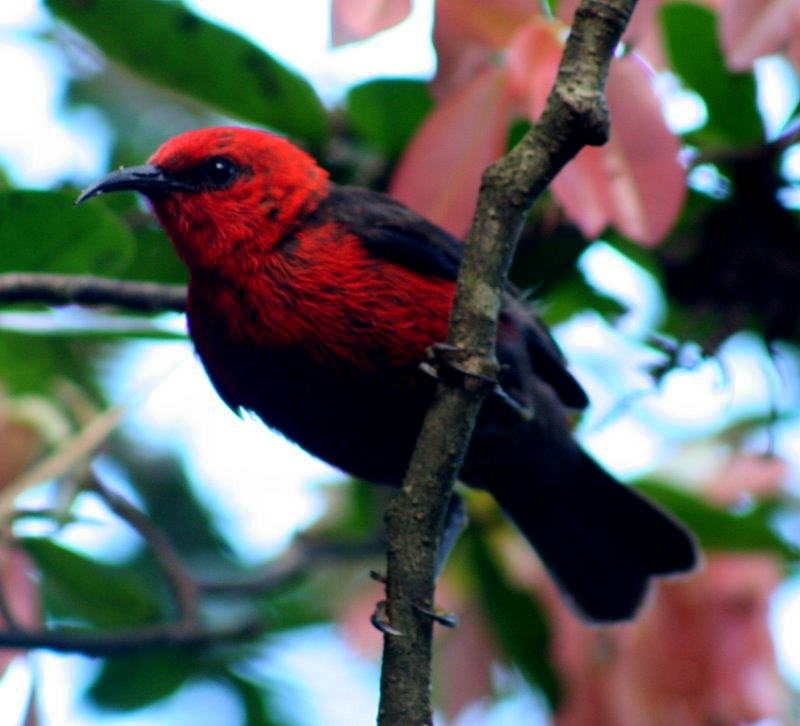
Медовичка мікронезійська (Myzomela rubratra)

- Медовичка мікронезійська, Myzomela rubratra (Північні Маріанські Острови; знищений на Гуамі)  LC
- Медовичка кардиналова, Myzomela cardinalis (Американське Самоа, знищений на Гуамі)  LC
- Мао самоанський, Gymnomyza samoensis (Американське Самоа) (Ex)  EN
- Фулегайо полінезійський, Foulehaio carunculatus (Американське Самоа)  LC

Родина: Личинкоїдові (Campephagidae) 
- Личинкоїд сірий, Pericrocotus divaricatus (Північні Маріанські Острови) (A)  LC

Родина: Дронгові (Dicruridae) 
- Дронго чорний, Dicrurus macrocercus (Гуам, Північні Маріанські Острови) (I)  LC

Родина: Віялохвісткові (Rhipiduridae) 
- Віялохвістка рудолоба, Rhipidura rufifrons (Гуам, Північні Маріанські Острови) (Ex)  LC

Родина: Тиранові (Tyrannidae) 

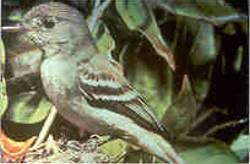
Піві-малюк вербовий (Empidonax traillii)

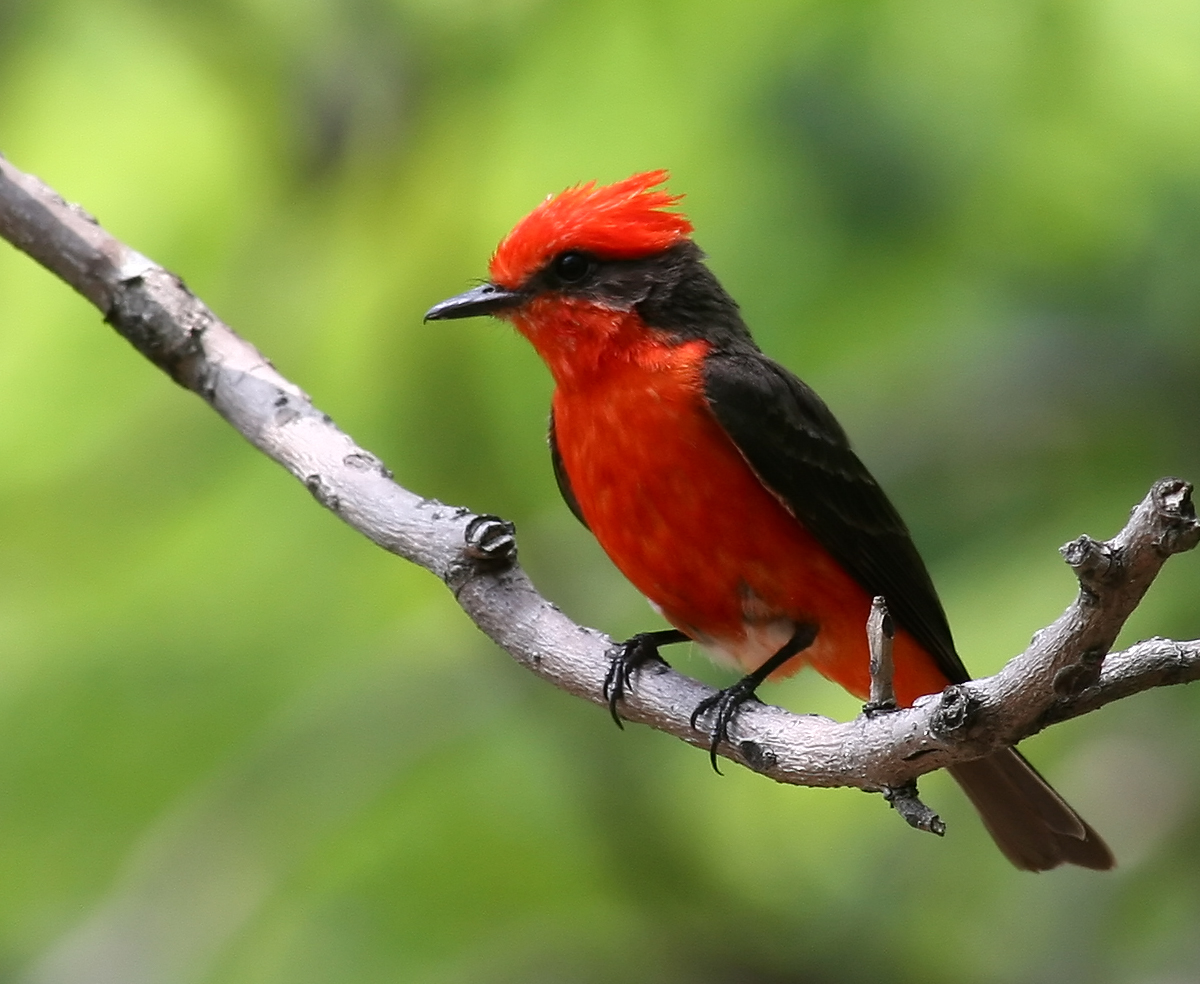
Москверо карміновий (Pyrocephalus obscurus)

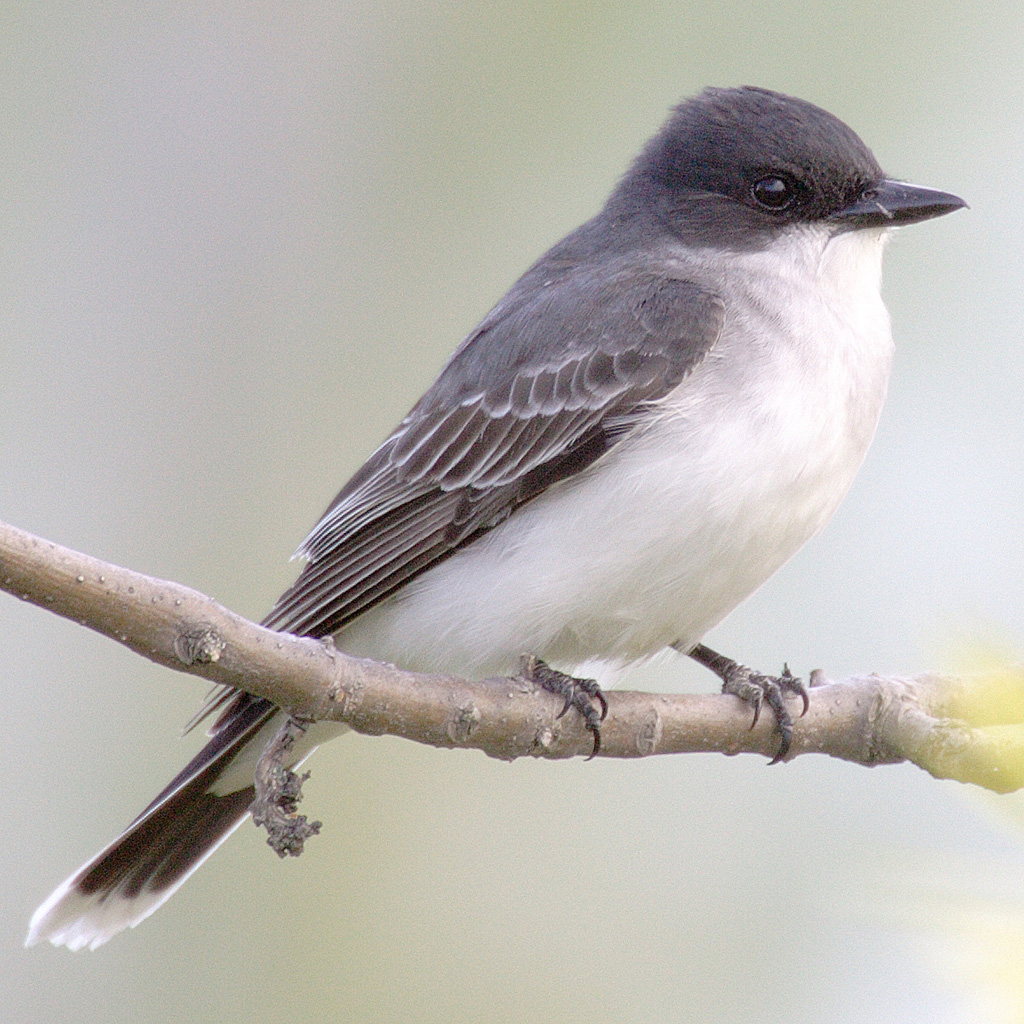
Тиран королівський (Tyrannus tyrannus)

- Тиранчик-тонкодзьоб північний, Camptostoma imberbe  LC
- Тиранець зелений, Myiopagis viridicata (A)  LC
- Еленія карибська, Elaenia martinica (Пуерто-Рико, Американські Віргінські острови)  LC
- Еленія чилійська, Elaenia chilensis (A)  LC
- Копетон темноголовий, Myiarchus tuberculifer  LC +
- Копетон світлочеревий, Myiarchus cinerascens  LC
- Копетон світлогорлий, Myiarchus nuttingi  LC
- Копетон чубатий, Myiarchus crinitus  LC
- Копетон блідий, Myiarchus tyrannulus  LC
- Копетон кубинський, Myiarchus sagrae  LC
- Копетон острівний, Myiarchus stolidus (Американські Віргінські острови) (A)  LC
- Копетон антильський, Myiarchus antillarum (Пуерто-Рико) (EP)  LC
- Pitangus sulphuratus  LC
- Бієнтевіо червоноголовий, Myiozetetes similis (A)  LC
- Тиран жовточеревий, Myiodynastes luteiventris  LC
- Тиран-розбійник, Legatus leucophaius (C)  LC
- Empidonomus varius (A)  LC
- Туквіто чорноголовий, Griseotyrannus aurantioatrocristatus (A)  LC
- Тиран тропічний, Tyrannus melancholicus  LC
- Тиран техаський, Tyrannus couchii  LC
- Тиран-крикун, Tyrannus vociferans  LC
- Тиран товстодзьобий, Tyrannus crassirostris  LC
- Тиран західний, Tyrannus verticalis  LC
- Тиран королівський, Tyrannus tyrannus  LC
- Тиран сірий, Tyrannus dominicensis  LC
- Тиран темноголовий, Tyrannus caudifasciatus (A)  LC
- Тиран мексиканський, Tyrannus forficatus  LC
- Тиран вилохвостий, Tyrannus savana  LC
- Монудо рудий, Mitrephanes phaeocercus (C)  LC
- Піві північний, Contopus cooperi  NT
- Піві великий, Contopus pertinax  LC
- Піві бурий, Contopus sordidulus  LC
- Піві лісовий, Contopus virens  LC
- Піві карибський, Contopus caribaeus (A)  LC
- Піві гаїтянський, Contopus hispaniolensis (Пуерто-Рико) (A)  LC
- Піві антильський, Contopus latirostris (Пуерто-Рико)  LC
- Піві-малюк жовточеревий, Empidonax flaviventris  LC
- Піві-малюк оливковий, Empidonax virescens  LC
- Піві-малюк вільховий, Empidonax alnorum  LC
- Піві-малюк вербовий, Empidonax traillii  LC
- Піві-малюк сизий, Empidonax minimus  LC
- Піві-малюк ялиновий, Empidonax hammondii  LC
- Піві-малюк сірий, Empidonax wrightii  LC
- Піві-малюк чагарниковий, Empidonax oberholseri  LC
- Піві-малюк сосновий, Empidonax affinis (A)  LC
- Піві-малюк західний, Empidonax difficilis  LC
- Піві-малюк кордильєрський, Empidonax occidentalis  LC
- Sayornis nigricans  LC
- Sayornis phoebe  LC
- Sayornis saya  LC
- Pyrocephalus sobscurus  LC

Родина: Віреонові (Vireonidae) 

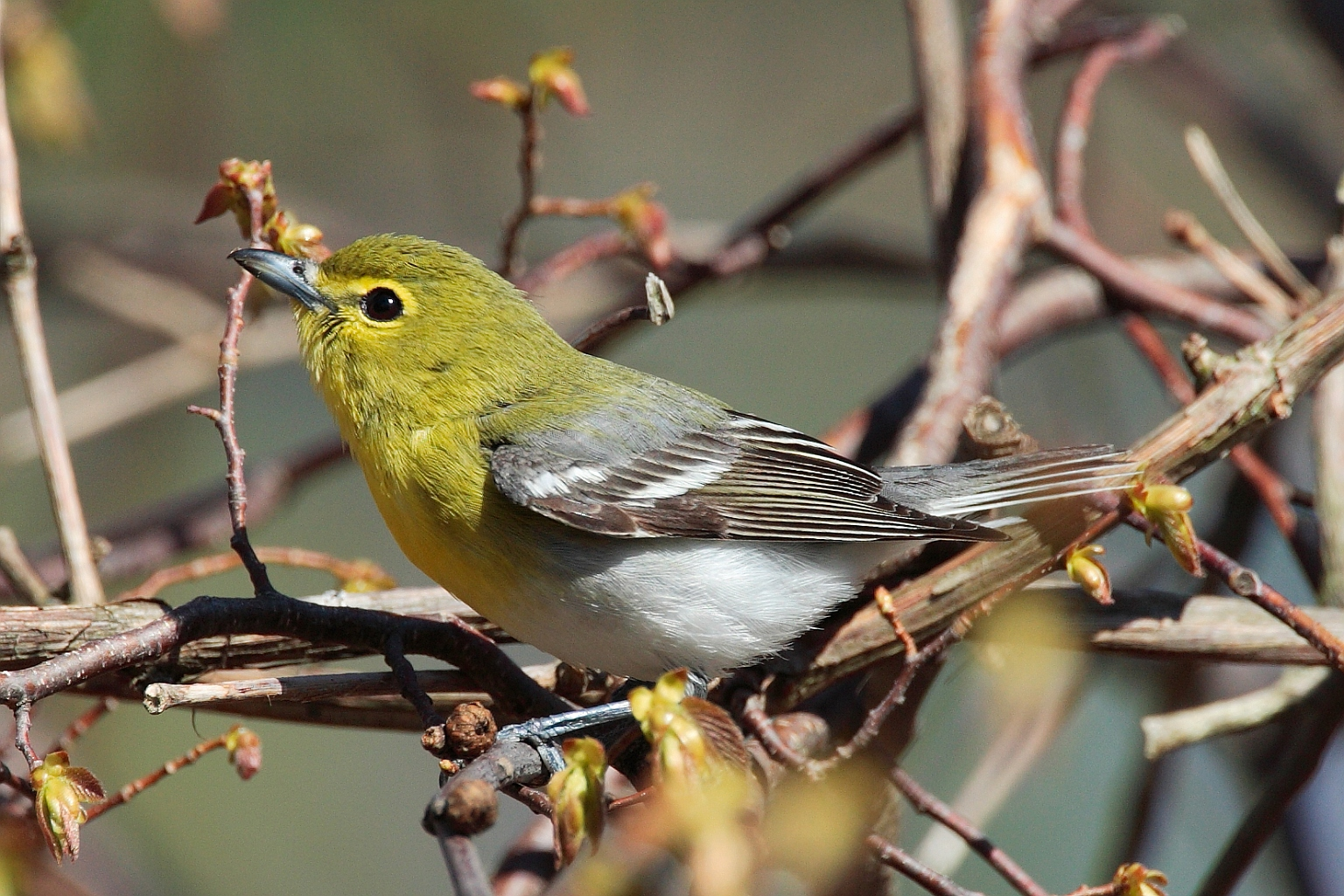
Віреон жовтогорлий (Vireo flavifrons)

- Віреон чорноголовий (Vireo atricapilla)  NT
- Віреон білоокий, Vireo griseus  LC
- Віреон товстодзьобий, Vireo crassirostris (C)  LC
- Віреон кубинський, Vireo gundlachii (A)  LC
- Віреон пуерто-риканський, Vireo latimeri (Пуерто-Рико) (EP)  LC
- Віреон короткокрилий, Vireo bellii  LC
- Віреон сірий, Vireo vicinior  LC
- Віреон короткодзьобий, Vireo huttoni  LC
- Віреон жовтогорлий, Vireo flavifrons  LC
- Віреон зеленоспинний, Vireo cassinii  LC
- Віреон сизоголовий, Vireo solitarius  LC
- Віреон попелястий, Vireo plumbeus  LC
- Віреон цитриновий, Vireo philadelphicus  LC
- Віреон світлобровий, Vireo gilvus  LC
- Віреон червоноокий, Vireo olivaceus  LC
- Віреон білочеревий, Vireo flavoviridis  LC
- Віреон чорновусий, Vireo altiloquus  LC
- Віреон великодзьобий, Vireo magister (A)  LC

Родина: Монархові (Monarchidae) 

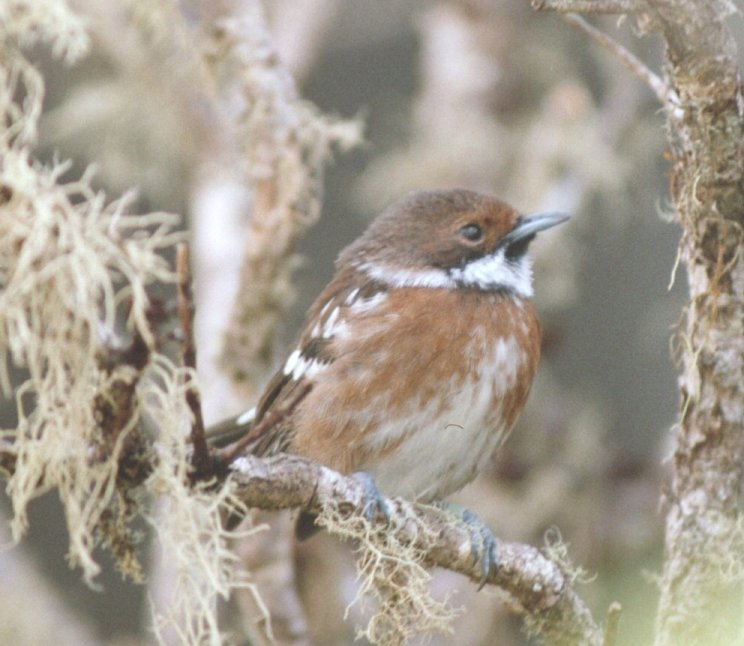
Елепайо (Chasiempis sandwichensis)

- Елепайо кауайський, Chasiempis sclateri (EH)  VU
- Елепайо оагуайський, Chasiempis ibidis (EH)  EN
- Елепайо гавайський, Chasiempis sandwichensis (EH)  VU
- Монарх-великодзьоб рудобокий, Clytorhynchus vitiensis (Американське Самоа)  LC
- Монарх тиніанський, Monarcha takatsukasae (Північні Маріанські Острови) (ENM)  VU
- Міагра гуамська, Myiagra freycineti (Гуам) (EG) (E)  EX

Родина: Сорокопудові (Laniidae) 

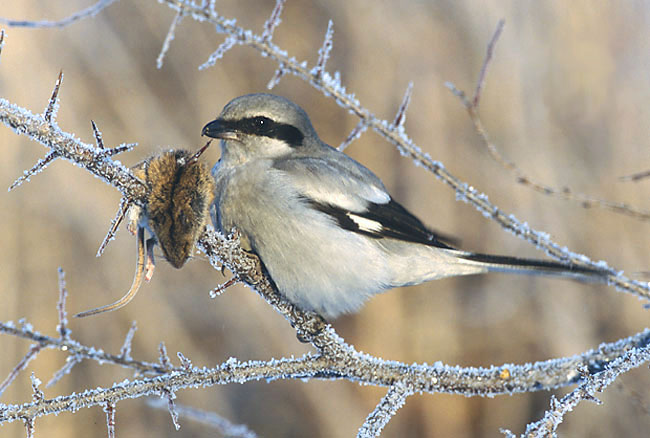
Сорокопуд північний (Lanius borealis)

- Сорокопуд сибірський, Lanius cristatus (C)  LC
- Сорокопуд терновий, Lanius collurio (A)  LC
- Сорокопуд американський, Lanius ludovicianus  NT
- Сорокопуд північний, Lanius borealis  LC

Родина: Воронові (Corvidae) 

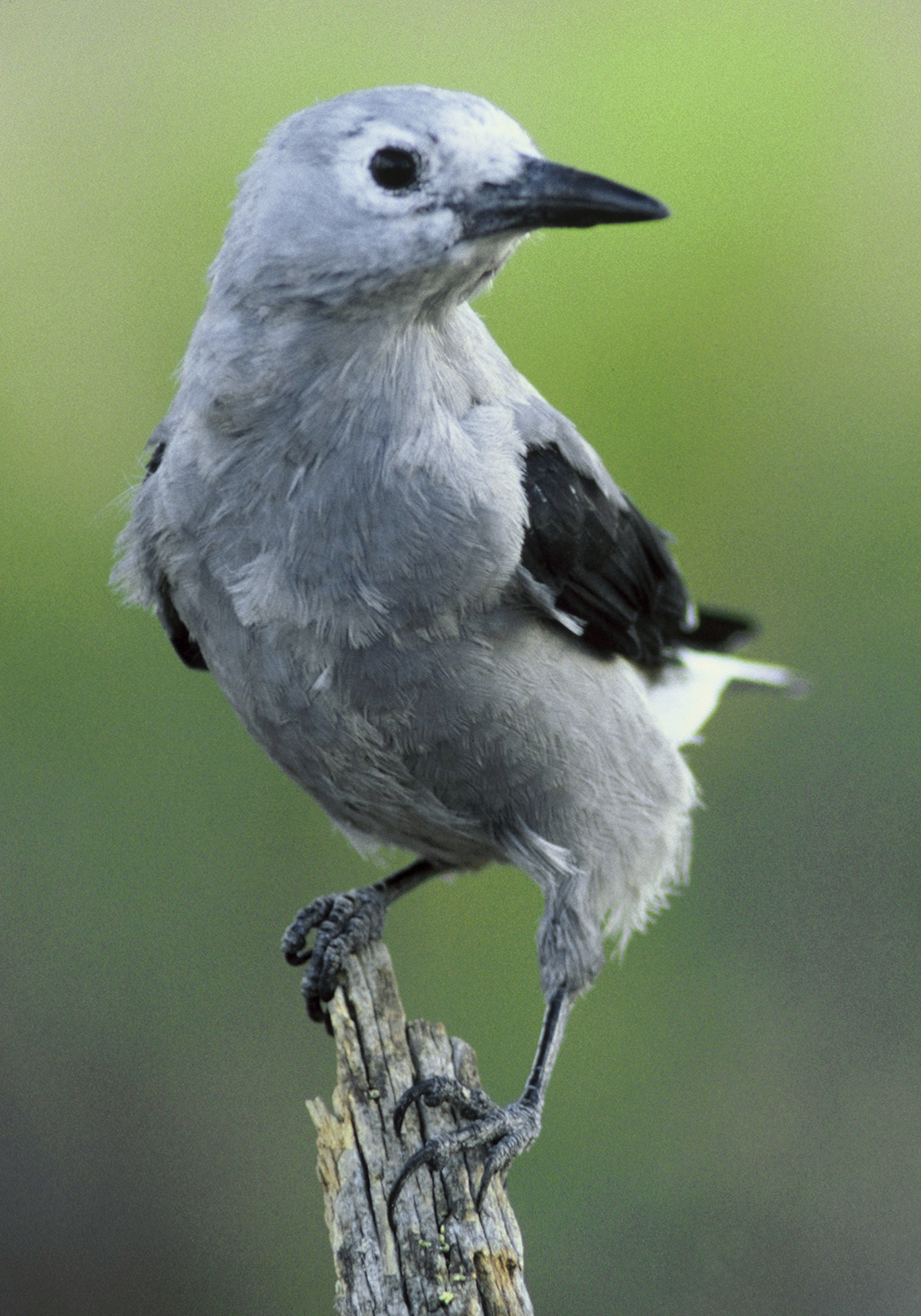
Горіхівка американська (Nucifraga columbiana)

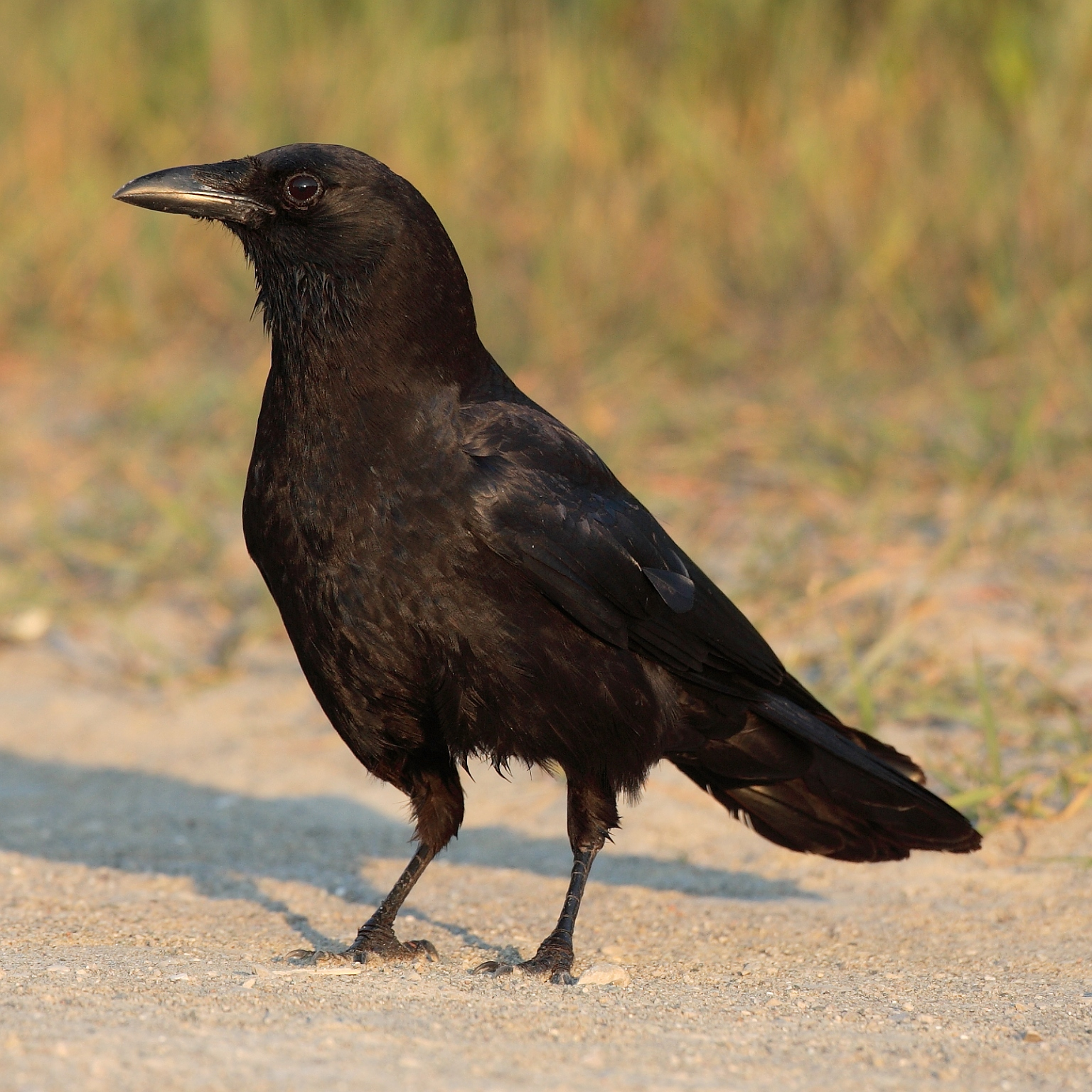
Ворона американська (Corvus brachyrhynchos)

- Кукша канадська, Perisoreus canadensis  LC
- Пая бура, Psilorhinus morio (C)  LC
- Пая жовточерева, Cyanocorax luxuosus  LC
- Сойка блакитна, Gymnorhinus cyanocephalus  VU
- Сизойка чорноголова, Cyanocitta stelleri  LC
- Сизойка блакитна, Cyanocitta cristata  LC
- Сойка чагарникова, Aphelocoma coerulescens (EM)  VU
- Сойка санта-крузька, Aphelocoma insularis (EM)  VU
- Сойка каліфорнійська, Aphelocoma californica
- Сойка сонорська, Aphelocoma woodhouseii
- Сойка сіровола, Aphelocoma wollweberi  LC
- Горіхівка американська, Nucifraga columbiana  LC
- Сорока канадська, Pica hudsonia  LC
- Сорока каліфорнійська, Pica nuttalli (EM)  VU
- Галка звичайна, Corvus monedula (C)  LC
- Ворона гуамська, Corvus kubaryi (Гуам, Північні Маріанські Острови)  CR
- Ворона американська, Corvus brachyrhynchos  LC
- Corvus leucognaphalus (Зовнішні малі острови США, Пуерто-Рико) (Ex)  VU
- Ворона мексиканська, Corvus imparatus  LC
- Ворона берегова, Corvus ossifragus (EM)  LC [16]
- Крук гавайський, Corvus hawaiiensis (EH)  EN
- Крук мексиканський, Corvus cryptoleucus (A)  LC
- Крук звичайний, Corvus corax  LC

Родина: Ремезові (Remizidae) 

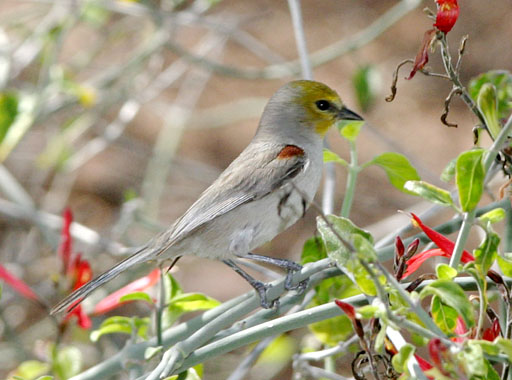
Ремез американський (Auriparus flaviceps)

- Ремез американський, Auriparus flaviceps  LC

Родина: Синицеві (Paridae) 

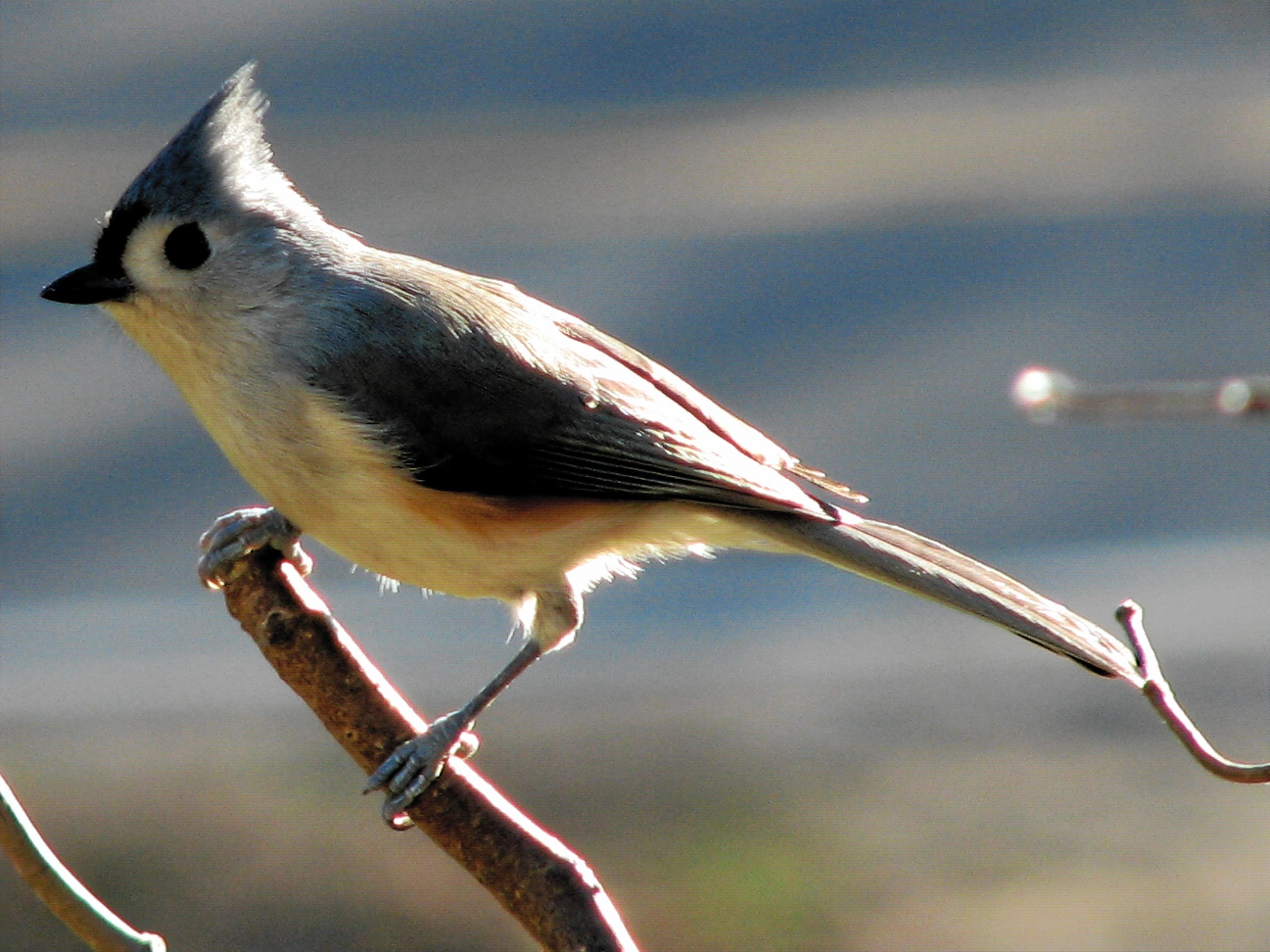
Синиця гострочуба (Baeolophus bicolor)

- Гаїчка каролінська, Poecile carolinensis(EM)  LC
- Гаїчка світлокрила, Poecile atricapillus  LC
- Гаїчка гірська, Poecile gambeli  LC
- Гаїчка мексиканська, Poecile sclateri  LC
- Гаїчка рудоспинна, Poecile rufescens  LC
- Гаїчка канадська, Poecile hudsonicus  LC
- Гаїчка сіроголова, Poecile cinctus  LC
- Синиця американська, Baeolophus wollweberi  LC
- Синиця каліфорнійська, Baeolophus inornatus  LC
- Синиця ялівцева, Baeolophus ridgwayi  LC
- Синиця гострочуба, Baeolophus bicolor  LC
- Синиця чорночуба, Baeolophus atricristatus  LC

Родина: Жайворонкові (Alaudidae) 
- Жайворонок польовий, Alauda arvensis [note 8][17]  LC
- Жайворонок рогатий, Eremophila alpestris  LC

Родина: Очеретянкові (Acrocephalidae) 
- Очеретянка товстодзьоба, Arundinax aedon (A)  LC
- Очеретянка гавайська, Acrocephalus familiaris (EH)  CR
- Очеретянка лучна, Acrocephalus schoenobaenus (A)  LC
- Очеретянка садова, Acrocephalus dumetorum (A)  LC
- Очеретянка солов'їна, Acrocephalus luscinius (Гуам) (EG) (E)  EX
- Очеретянка саїпанська, Acrocephalus hiwae (Північні Маріанські Острови) (ENM)  CR
- Очеретянка агвігуанська, Acrocephalus nijoi (Північні Маріанські Острови) (ENM) (E)  EX
- Очеретянка маріанська, Acrocephalus yamashinae (Північні Маріанські Острови) (ENM) (E)  EX

Родина: Кобилочкові (Locustellidae) 
- Кобилочка співоча, Helopsaltes certhiola (A)  LC
- Кобилочка охотська, Helopsaltes ochotensis (C)  LC
- Кобилочка плямиста, Locustella lanceolata (A)  LC
- Кобилочка річкова, Locustella fluviatilis (A)  LC

Родина: Ластівкові (Hirundinidae) 

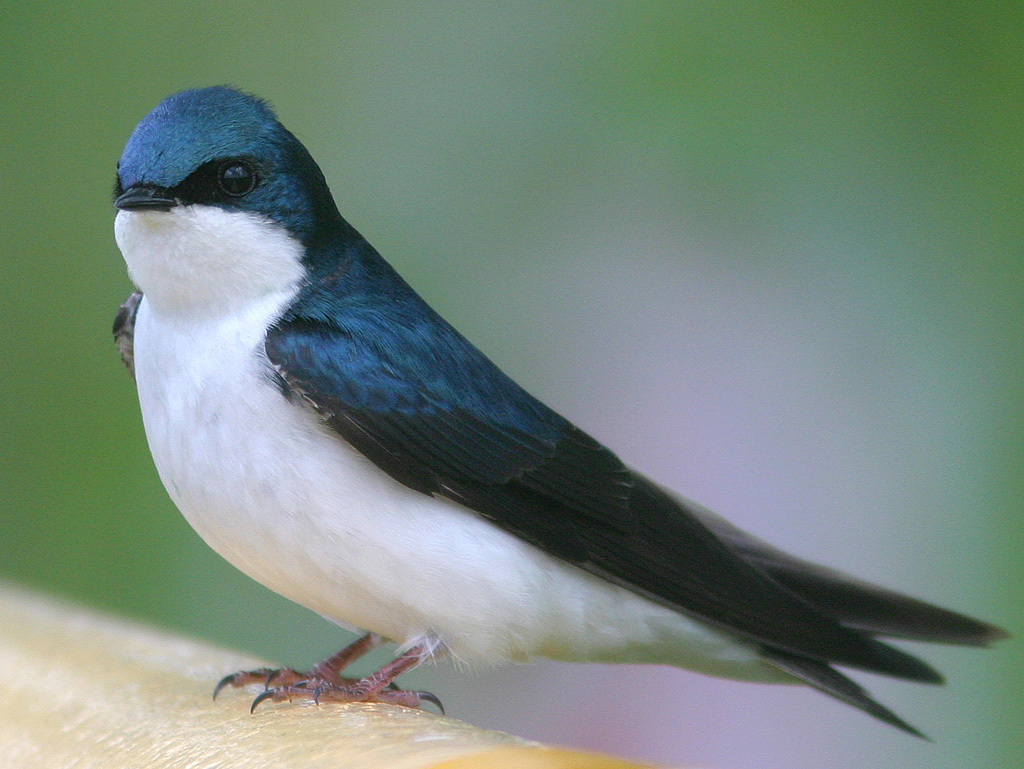
Білозорка річкова (Tachycineta bicolor)

- Ластівка берегова, Riparia riparia  LC
- Білозорка річкова, Tachycineta bicolor  LC
- Білозорка багамська, Tachycineta cyaneoviridis (C)  EN
- Білозорка фіолетова, Tachycineta thalassina  LC
- Tachycineta albilinea (A)  LC
- Ластівка північна, Stelgidopteryx serripennis  LC
- Щурик бурий, Progne tapera (A)  LC
- Щурик пурпуровий, Progne subis  LC
- Щурик південний, Progne elegans (A)  LC
- Щурик сірогорлий, Progne chalybea (A)  LC
- Щурик кубинський, Progne cryptoleuca (A)  LC
- Щурик антильський, Progne dominicensis (Пуерто-Рико, Американські Віргінські острови)  LC
- Ластівка сільська, Hirundo rustica  LC
- Ластівка міська, Delichon urbica (C)  LC
- Ясківка білолоба, Petrochelidon pyrrhonota  LC
- Ясківка печерна, Petrochelidon fulva  LC

Родина: Ополовникові (Aegithalidae) 

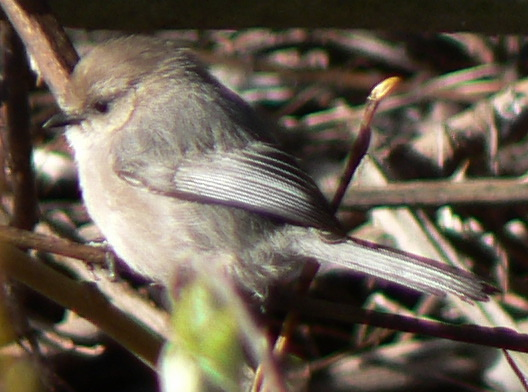
Ополовник американський (Psaltriparus minimus)

- Ополовник американський, Psaltriparus minimus  LC

Родина: Cettiidae
- Очеретянка китайська, Horornis diphone (I)  LC

Родина: Вівчарикові (Phylloscopidae) 
- Вівчарик весняний, Phylloscopus trochilus (A)  LC
- Вівчарик-ковалик, Phylloscopus collybita (A)  LC
- Вівчарик жовтобровий, Phylloscopus sibilatrix (A)  LC
- Phylloscopus fuscatus (C)  LC
- Вівчарик золотомушковий, Phylloscopus proregulus (A)  LC
- Вівчарик лісовий, Phylloscopus inornatus (C)  LC
- Вівчарик шелюговий, Phylloscopus borealis  LC
- Вівчарик камчатський, Phylloscopus examinandus (A)  LC

Родина: Бюльбюлеві (Pycnonotidae) 
- Бюльбюль червоночубий, Pycnonotus cafer (I)  LC
- Бюльбюль червоногузий, Pycnonotus jocosus (I)  LC

Родина: Кропив'янкові (Sylviidae) 
- Кропив'янка прудка, Sylvia curruca (A)  LC

Родина: Суторові (Paradoxornithidae)
- Тимелія американська, Chamaea fasciata  LC

Родина: Окулярникові (Zosteropidae) 

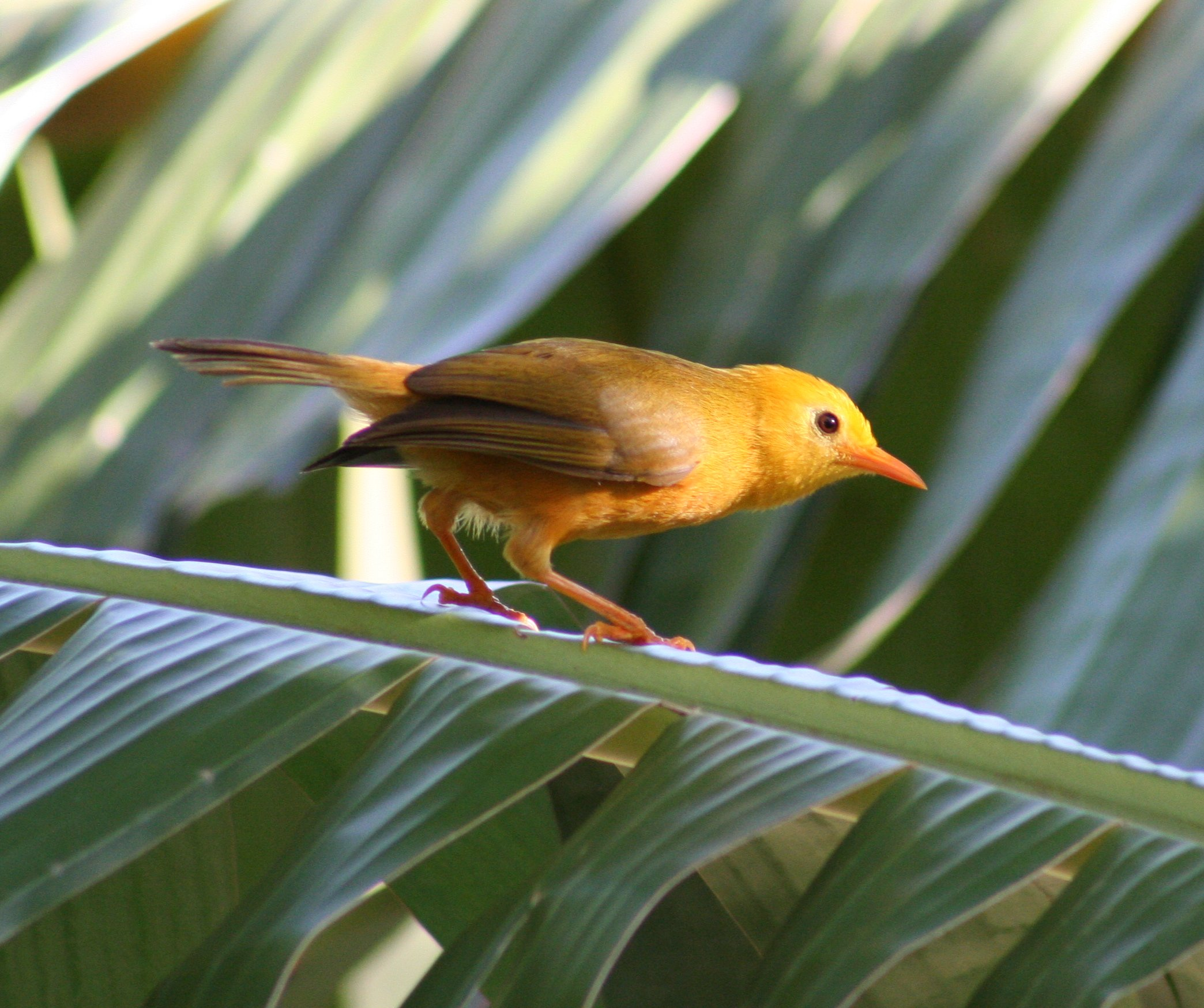
Окулярник золотий (Cleptornis marchei)

- Окулярник золотий, Cleptornis marchei (Північні Маріанські Острови) (ENM)  CR
- Окулярник японський, Zosterops japonicus (I)  LC
- Окулярник китайський, Zosterops simplex (I)  LC
- Окулярник говіркий, Zosterops conspicullatus (Північні Маріанські Острови; Знищений на Гуамі) (ENM)  EN
- Окулярник ротійський, Zosterops rotensis (Північні Маріанські Острови) (ENM)  CR

Родина: Leiothrichidae
- Чагарниця пекторалова, Pterorhinus pectoralis (I)  LC
- Гуамея світлоока, Garrulax canorus (I)  LC
- Мезія жовтогорла, Leiothrix lutea (I)  LC

Родина: Золотомушкові (Regulidae) 

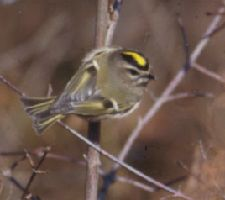
Золотомушка світлоброва (Regulus satrapa)

- Золотомушка рубіновочуба, Corthylio calendula  LC
- Золотомушка світлоброва, Regulus satrapa  LC

Родина: Омелюхові (Bombycillidae) 

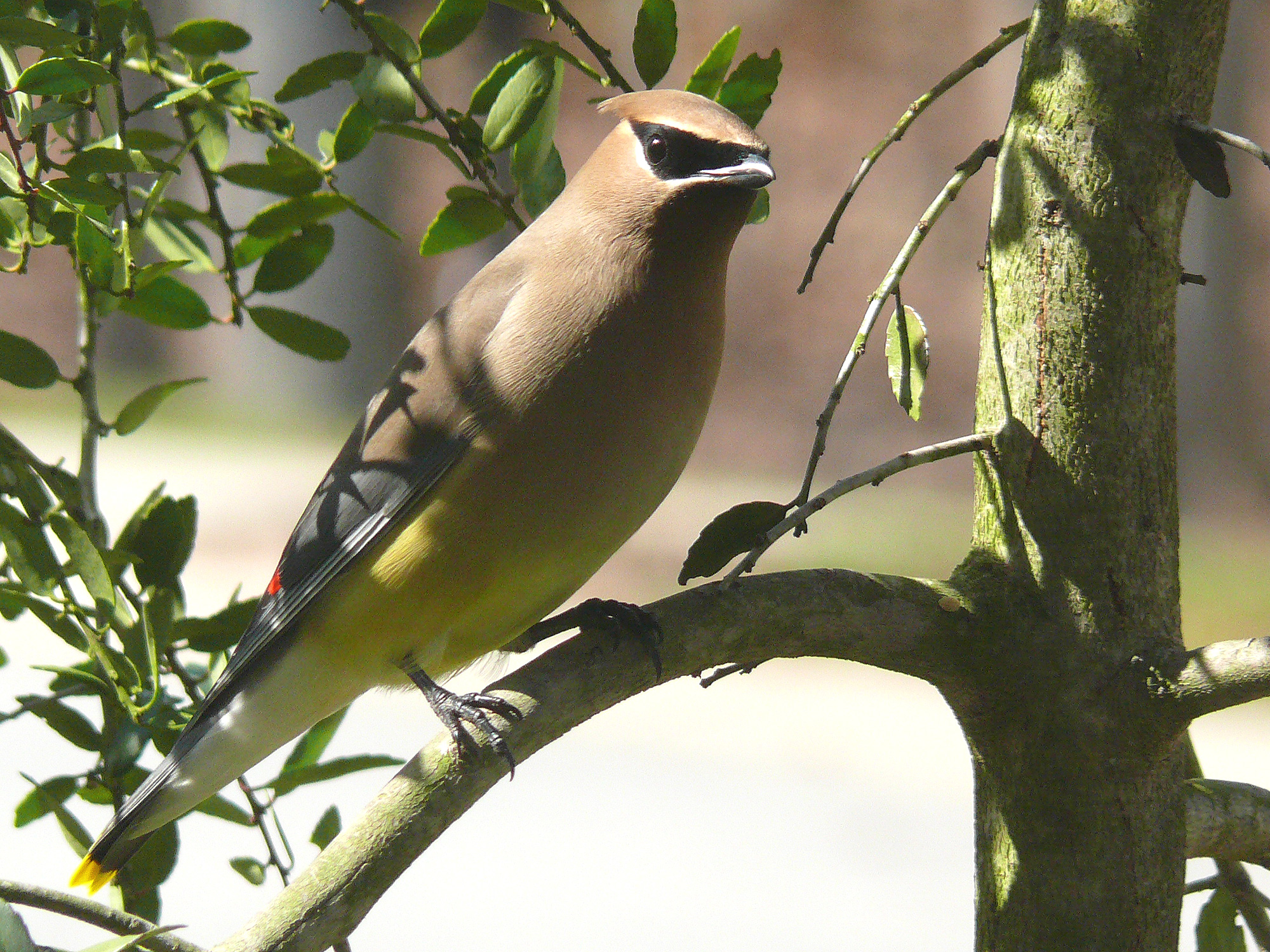
Омелюх американський (Bombycilla cedrorum)

- Омелюх звичайний, Bombycilla garrulus  LC
- Омелюх американський, Bombycilla cedrorum  LC

Родина: Чубакові (Ptiliogonatidae) 

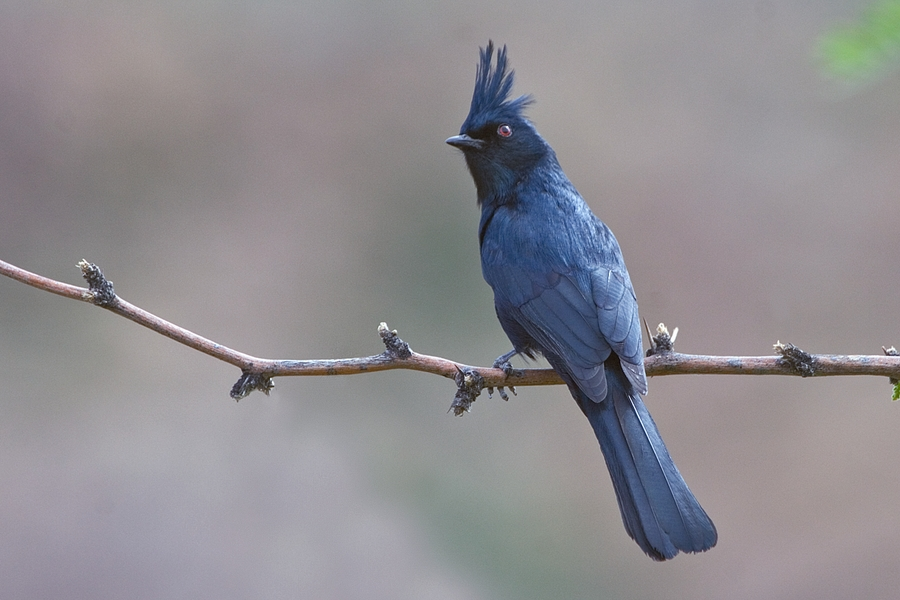
Чубак чорний (Phainopepla nitens)

- Чубак сірий, Ptiliogonys cinereus (A)  LC
- Чубак чорний, Phainopepla nitens  LC

Родина: Mohoidae

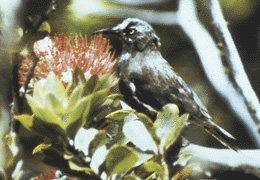
Вимерлий Мого алакайський, '('Moho braccatus)

- Мого алакайський, Moho braccatus (EH)  EX
- Оагу, Moho apicalus (EH)  EX
- Мого великий, Moho bishopi (EH)  EX
- Мого гірський, Moho nobilis (EH)  EX
- Кіоеа, Chaetoptila angustipluma (EH)  EX

Родина: Повзикові (Sittidae) 

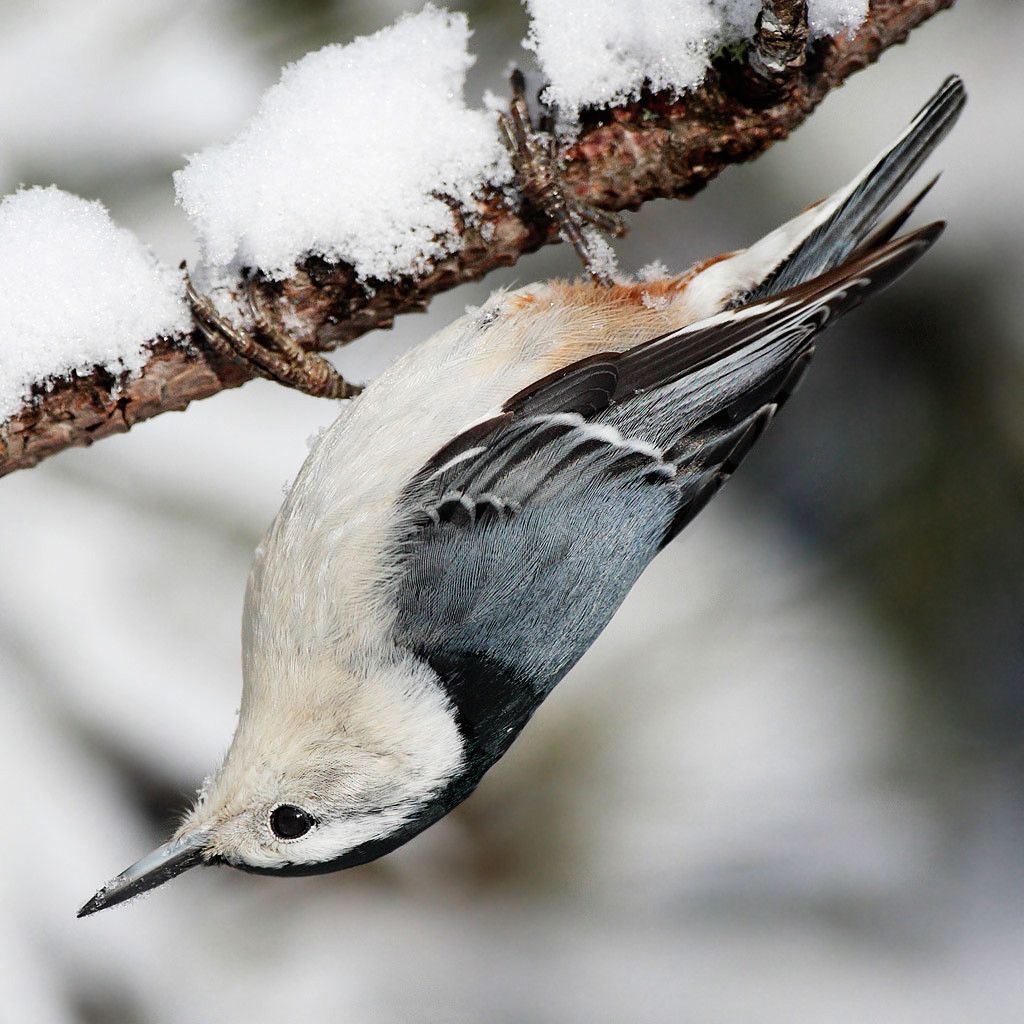
Повзик каролінський (Sitta carolinensis)

- Повзик канадський, Sitta canadensis  LC
- Повзик каролінський, Sitta carolinensis  LC
- Повзик-крихітка, Sitta pygmaea  LC
- Повзик малий, Sitta pusilla (EM)  LC

Родина: Повзикові (Підкоришникові) 

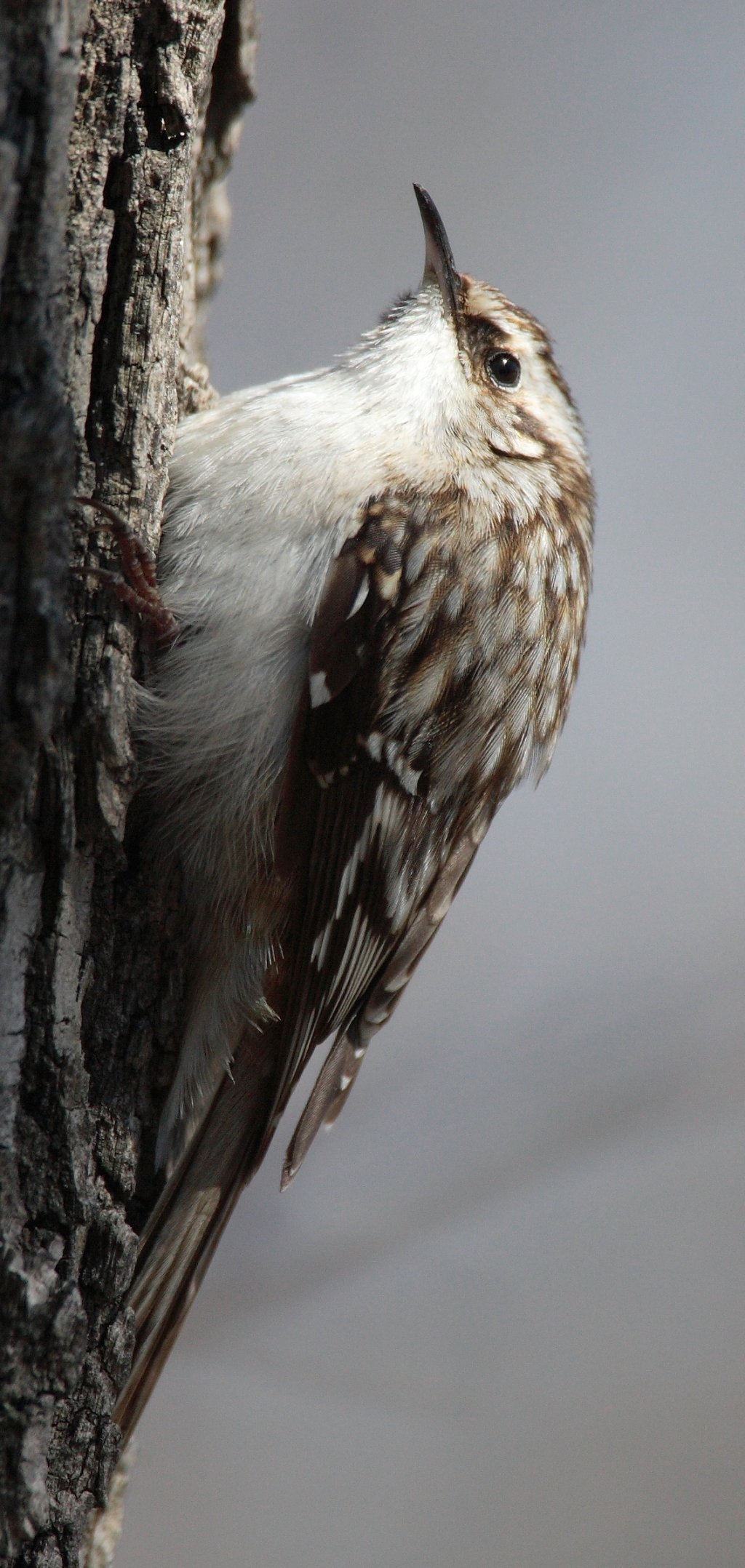
Підкоришник американський (Certhia americana)

- Підкоришник американський, Certhia americana  LC

Родина: Комароловкові (Polioptilidae) 

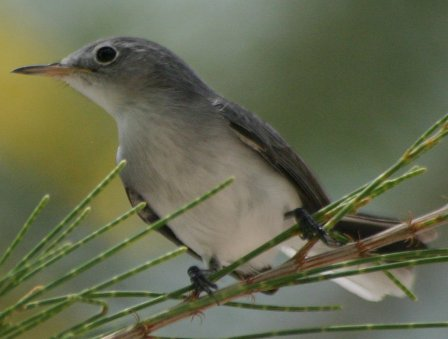
Комароловка сиза (Polioptila caerulea)

- Комароловка сиза, Polioptila caerulea  LC
- Комароловка чорнохвоста, Polioptila melanura  LC
- Комароловка каліфорнійська, Polioptila californica  LC
- Комароловка чорноголова, Polioptila nigriceps  LC

Родина: Воловоочкові (Troglodytidae) 

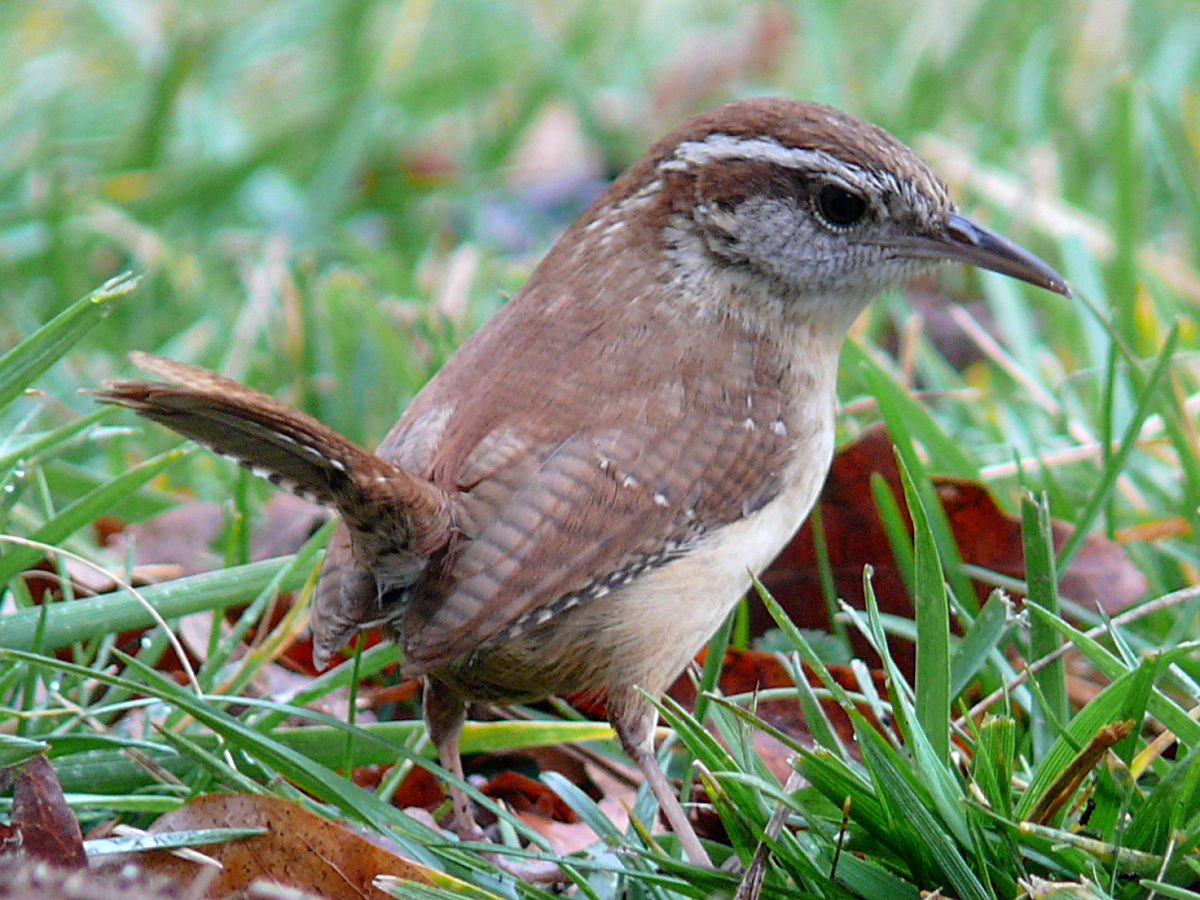
Поплітник каролінський (Thryothorus ludovicianus)

- Орішець скельний, Salpinctes obsoletus  LC
- Орішець каньйоновий, Catherpes mexicanus  LC
- Волоочко співоче, Troglodytes aedon  LC
- Волоочко кордильєрське, Troglodytes pacificus  LC
- Волоочко канадське, Troglodytes hiemalis  LC
- Овад осоковий, Cistothorus stellaris  LC
- Овад болотяний, Cistothorus palustris  LC
- Поплітник каролінський, Thryothorus ludovicianus  LC
- Підбуреник, Thryomanes bewickii  LC
- Різжак кактусовий, Campylorhynchus brunneicapillus  LC
- Поплітник синалойський, Thryophilus sinaloa (A)  LC

Родина: Пересмішникові (Mimidae) 

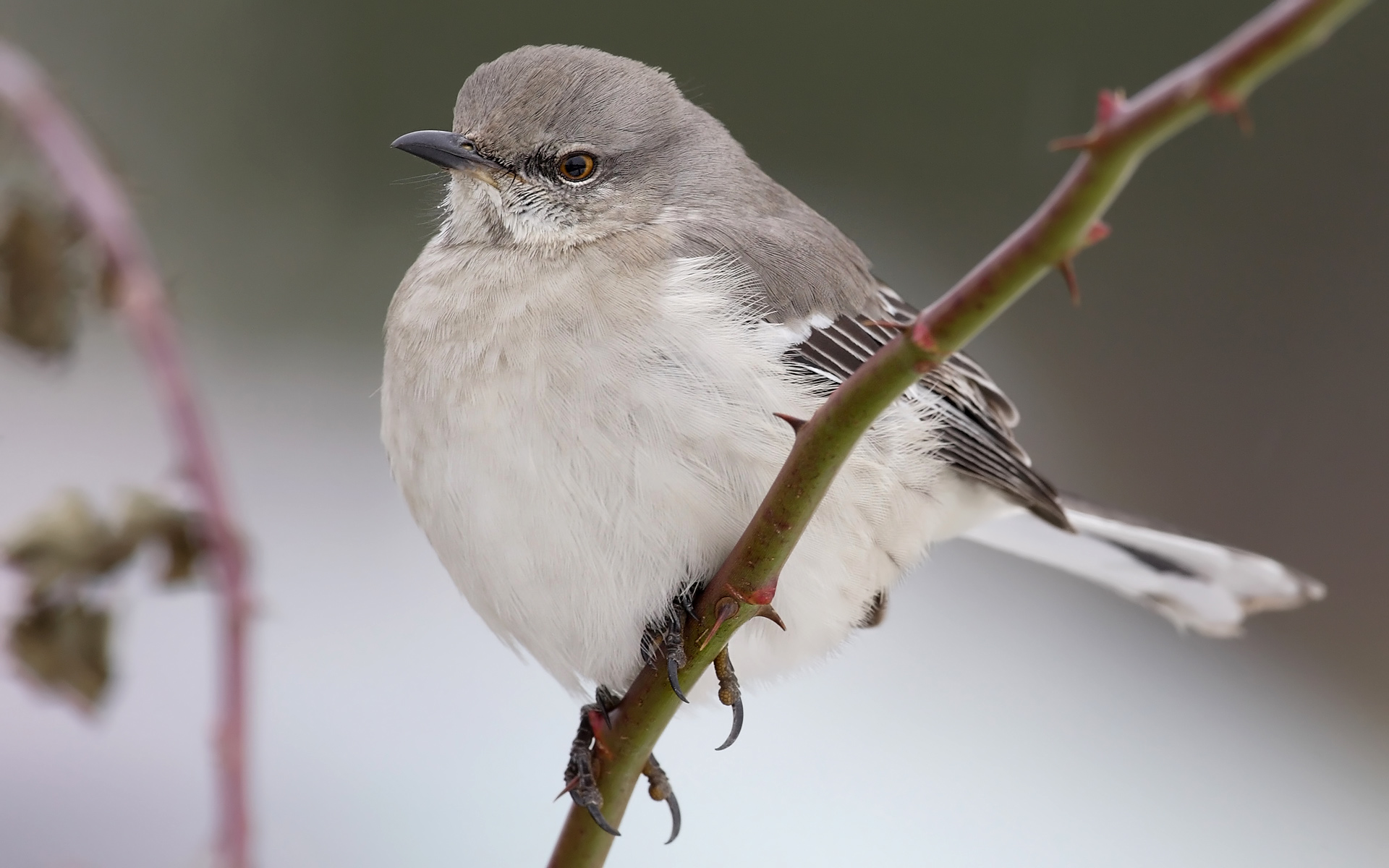
Пересмішник багатоголосий (Mimus polyglottos)

- Пересмішник синій, Melanotis caerulescens (A)  LC
- Пересмішник сірий, Dumetella carolinensis  LC
- Пересмішник жовтодзьобий, Margarops fuscatus (Пуерто-Рико)  LC
- Тремблер бурий, Toxostoma curvirostre  LC
- Тремблер прямодзьобий, Toxostoma rufum  LC
- Тремблер рудий, Toxostoma longirostre  LC
- Тремблер кактусовий, Toxostoma bendirei  VU
- Тремблер каліфорнійський, Toxostoma redivivum  LC
- Тремблер пустельний, Toxostoma lecontei  LC
- Тремблер рудогузий, Toxostoma crissale  LC
- Пересмішник осоковий, Oreoscoptes montanus  LC
- Пересмішник карибський, Mimus gundlachii (C)  LC
- Пересмішник багатоголосий, Mimus polyglottos  LC

Родина: Шпакові (Sturnidae) 

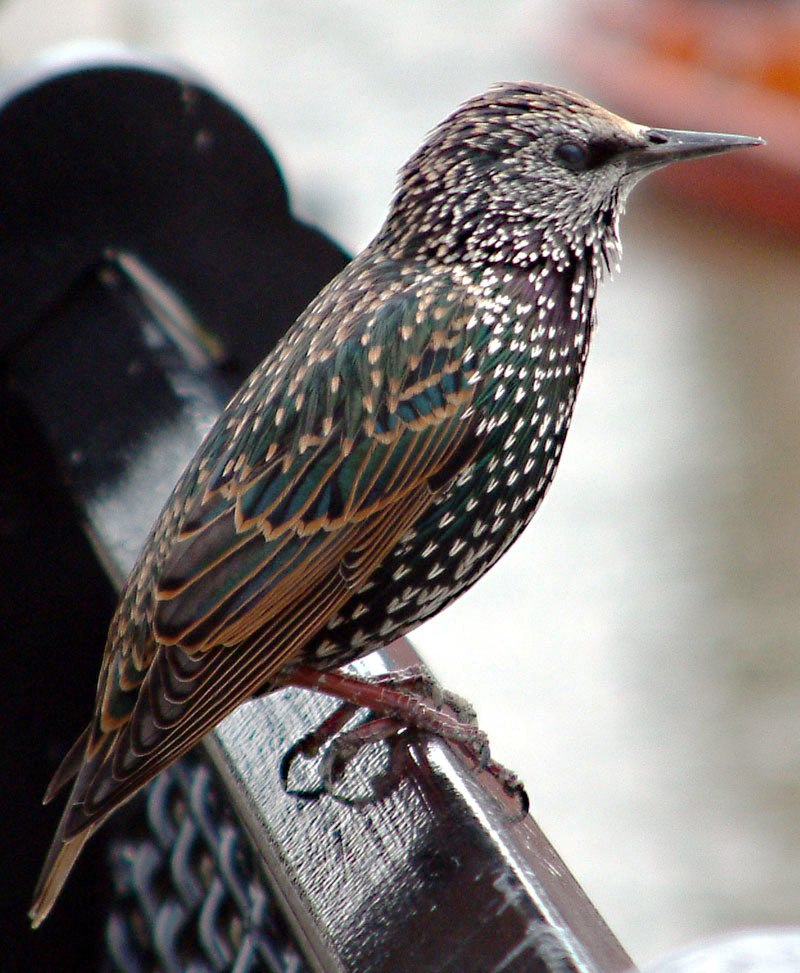
Шпак звичайний (Sturnus vulgaris)

- Шпак-малюк мікронезійський, Aplonis opaca (Гуам, Північні Маріанські Острови) (ENM / EG)  LC
- Шпак-малюк полінезійський, Aplonis tabuensis (Американське Самоа)  LC
- Шпак-малюк самоанський, Aplonis atrifusca (Американське Самоа)  LC
- Шпак звичайний, Sturnus vulgaris (I)  LC
- Шпак сірий, Spodiopsar cineraceus (Північні Маріанські Острови) (A)  LC
- Майна індійська, Acridotheres tristis (I)  LC
- Майна джунглева, Acridotheres fuscus (Американське Самоа) (I)  LC

Родина: Пронуркові (Cinclidae) 

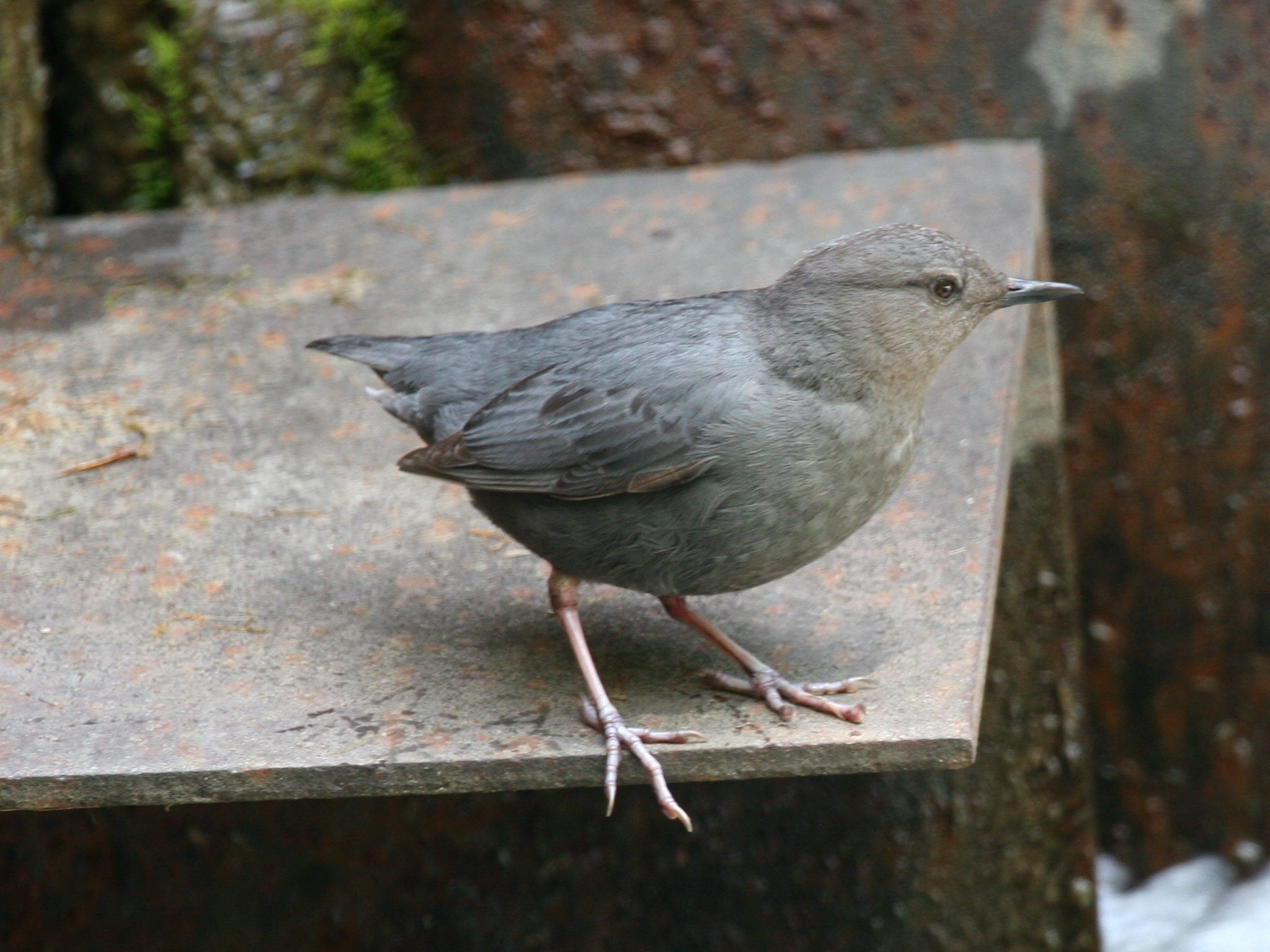
Пронурок сірий (Cinclus mexicanus)

- Пронурок сірий, Cinclus mexicanus  LC

Родина: Дроздові (Turdidae) 

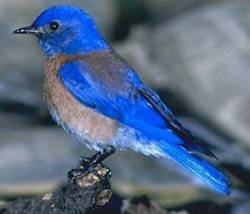
Блакитник західний (Sialia mexicana)

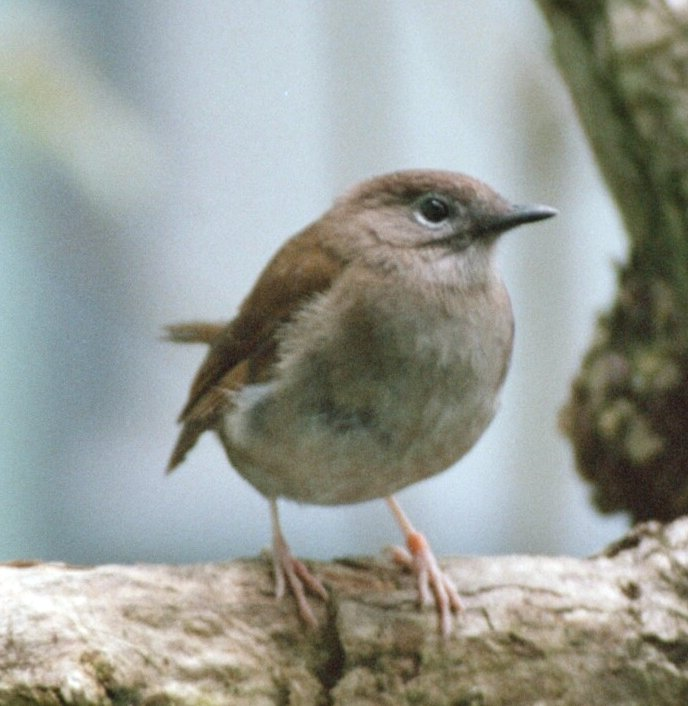
Пуаїохі (Myadestes palmeri)

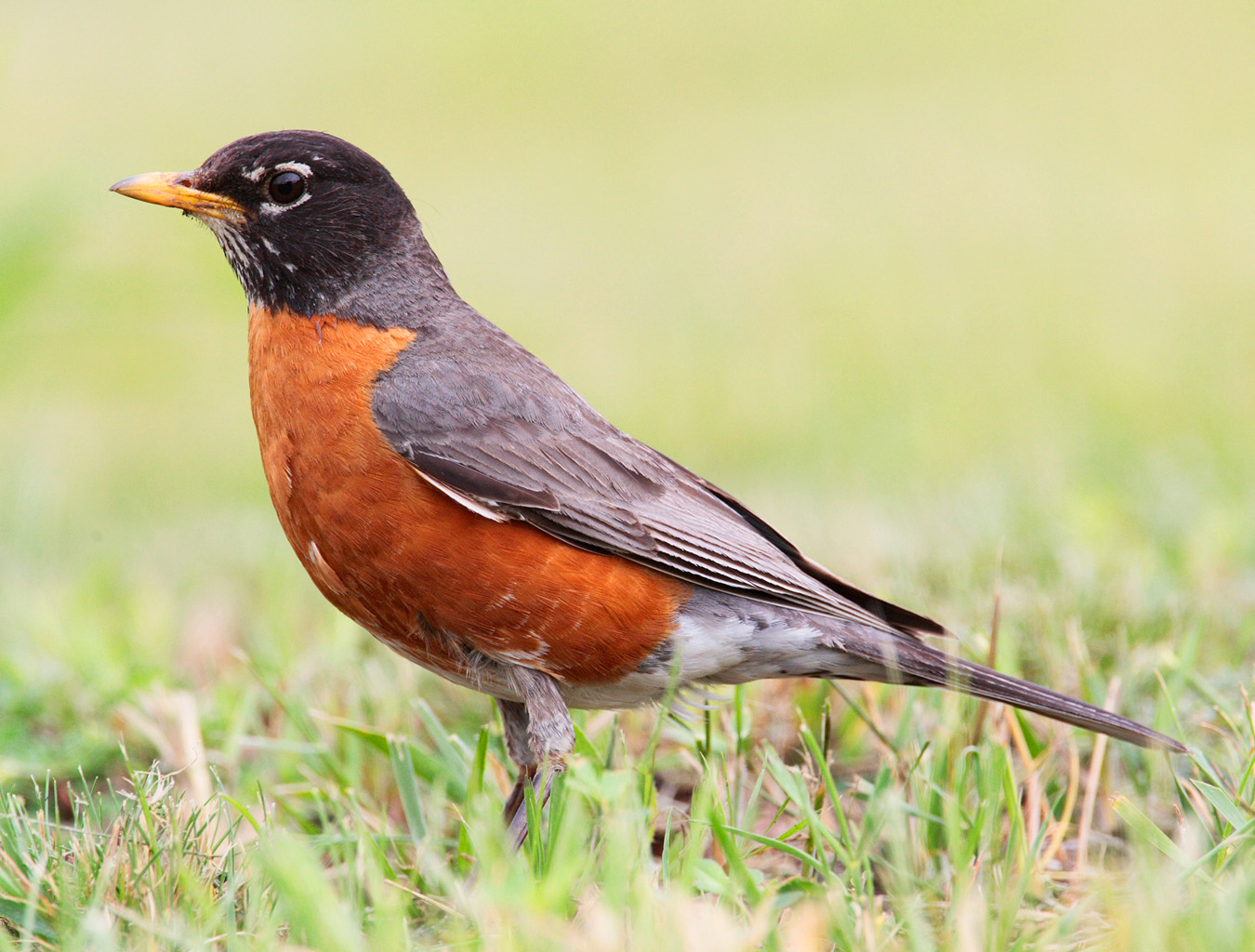
Дрізд мандрівний (Turdus migratorius)

- Блакитник східний, Sialia sialis  LC
- Блакитник західний, Sialia mexicana  LC
- Блакитник середній, Sialia currucoides  LC
- Солітаріо північний, Myadestes townsendi  LC
- Солітаріо бронзовокрилий, Myadestes occidentalis (A)  LC
- Камао, Myadestes myadestinus (EH)  EX
- Myadestes woahensis (EH)  EX
- Оломао, Myadestes lanaiensis (EH)  CR
- Омао, Myadestes obscurus (EH)  VU
- Пуаїохі, Myadestes palmeri (EH)  CR
- Дрізд-короткодзьоб південний, Catharus aurantiirostris (A)  LC
- Дрізд-короткодзьоб чорноголовий, Catharus mexicanus (A)  LC
- Дрізд-короткодзьоб бурий, Catharus fuscescens  LC
- Дрізд-короткодзьоб малий, Catharus minimus  LC
- Дрізд-короткодзьоб канадський, Catharus bicknelli  VU
- Дрізд-короткодзьоб Свенсона, Catharus ustulatus  LC
- Дрізд-короткодзьоб плямистоволий, Catharus guttatus  LC
- Дрізд лісовий, Hylocichla mustelina  LC
- Дрізд чорний, Turdus merula (A)  LC
- Дрізд вузькобровий, Turdus obscurus  LC
- Дрізд мінливоперий, Turdus poliocephalus (Американське Самоа)  LC
- Дрізд Наумана, Turdus naumanni (C)  LC
- Чикотень, Turdus pilaris (C)  LC
- Дрізд білобровий, Turdus iliacus (C)  NT
- Дрізд співочий, Turdus philomelos (A)  LC
- Дрізд бронзовий, Turdus grayi  LC
- Дрізд білогорлий, Turdus assimilis (C)  LC
- Дрізд мексиканський, Turdus rufopalliatus  LC
- Дрізд мандрівний, Turdus migratorius  LC
- Дрізд карибський, Turdus plumbeus (A)  LC
- Квічаль рудобровий, Ixoreus naevius  LC
- Квічаль мексиканський, Ridgwayia pinicola (C)  LC

Родина: Мухоловкові (Muscicapidae) 
- Мухоловка далекосхідна, Muscicapa griseisticta (C)  LC
- Мухоловка бура, Muscicapa dauurica (A)  LC
- Мухоловка сіра, Muscicapa striata (A)  LC
- Мухоловка сибірська, Muscicapa sibirica (C)  LC
- Шама білогуза, Copsychus malabaricus (I)  LC
- Вільшанка, Erithacus rubecula (A)  LC
- Соловейко синій, Larvivora cyane (A)  LC
- Соловейко-свистун, Larvivora sibilans (A)  LC
- Синьошийка, Cyanecula svecica  LC
- Соловейко червоногорлий, Calliope calliope  LC
- Синьохвіст тайговий, Tarsiger cyanurus (C)  LC
- Мухоловка жовтоспинна, Ficedula narcissina (A)  LC
- Мухоловка тайгова, Ficedula mugimaki (A)  LC
- Мухоловка північна, Ficedula albicilla (C)  LC
- Горихвістка звичайна, Phoenicurus phoenicurus (A)  LC
- Saxicola torquatus (C)  LC
- Кам'янка звичайна, Oenanthe oenanthe  LC
- Кам'янка лиса, Oenanthe pleschanka (A)  LC

Родина: Окотерові (Peucedramidae) 
- Окотеро, Peucedramus taeniatus  LC

Родина: Ткачикові (Ploceidae) 
- Вайдаг червоний, Euplectes franciscanus (Пуерто-Рико, Американські Віргінські острови) (I) [note 9]  LC
- Вайдаг золотистий, Euplectes afer (Пуерто-Рико) (I)  LC

Родина: Вдовичкові (Viduidae) 
- Вдовичка білочерева, Vidua macroura (Пуерто-Рико) (I)  LC

Родина: Астрильдові (Estrildidae) 
- Сріблодзьоб чорноволий, Spermestes cucullata (Пуерто-Рико, Американські Віргінські острови) (I)  LC
- Сріблодзьоб чорногузий, Euodice cantans (I)  LC
- Сріблодзьоб індійський, Euodice malabarica (I)  LC
- Рисівка яванська, Padda oryzivora (I)  EN
- Мунія іржаста, Lonchura punctulata (I)  LC
- Мунія трибарвна, Lonchura malacca (I)  LC
- Мунія чорноголова, Lonchura atricapilla (Гуам, Пуерто-Рико) (I)  LC
- Бенгалик червоний, Amandava amandava (I)  LC
- Астрильд червонохвостий, Glaucestrilda caerulescens (I)  LC
- Астрильд смугастий, Estrilda astrild (I)  LC

Родина: Тинівкові (Prunellidae) 
- Тинівка сибірська, Prunella montanella (C)  LC

Родина: Горобцеві (Passeridae) 

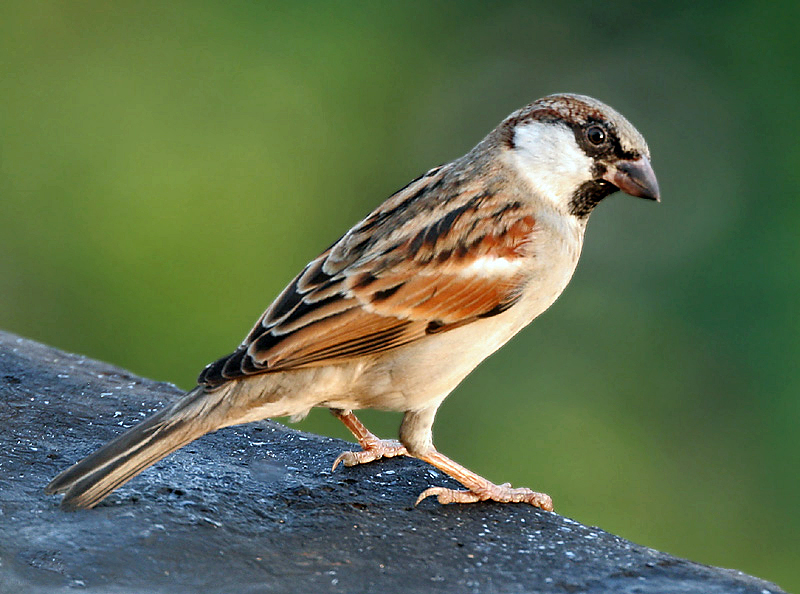
Горобець хатній (Passer domesticus)

- Горобець хатній, Passer domesticus (I)  LC
- Горобець польовий, Passer montanus (I)  LC

Родина: Плискові (Motacillidae) 

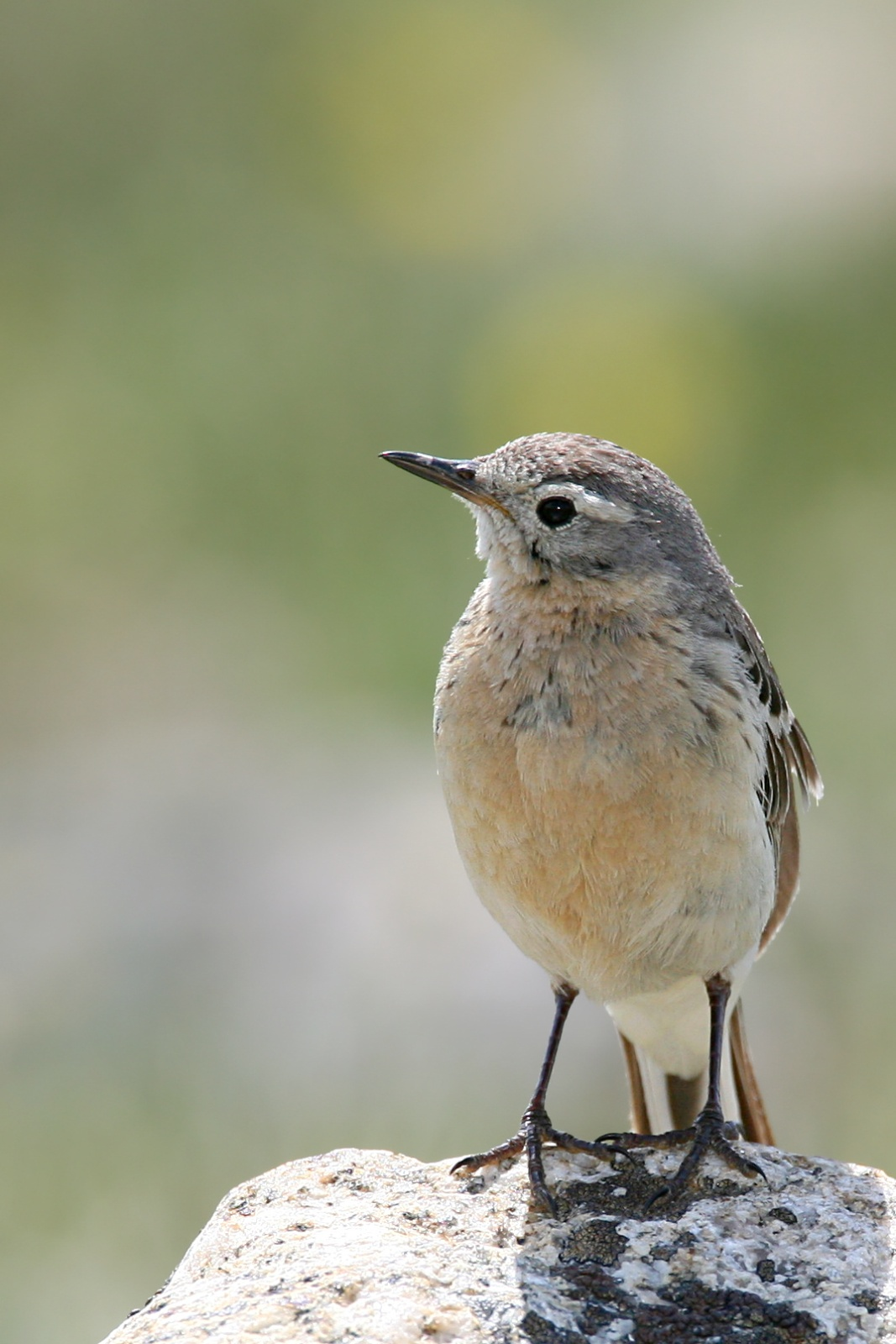
Щеврик американський (Anthus rubescens)

- Плиска жовта, Motacilla flava (Північні Маріанські Острови) (A)  LC
- Плиска аляскинська, Motacilla tschutschensis  LC
- Плиска жовтоголова, Motacilla citreola (A)  LC
- Плиска гірська, Motacilla cinerea (C)  LC
- Плиска біла, Motacilla alba  LC
- Щеврик лісовий, Anthus trivialis (A)  LC
- Щеврик оливковий, Anthus hodgsoni  LC
- Щеврик сибірський, Anthus gustavi (C)  LC
- Щеврик червоногрудий, Anthus cervinus  LC
- Щеврик американський, Anthus rubescens  LC
- Щеврик прерієвий, Anthus spragueii  VU

Родина: В'юркові (Fringillidae) 

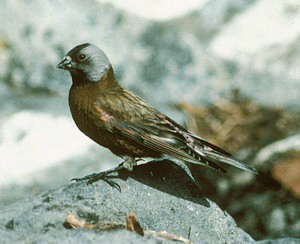
Катуньчик сивоголовий (Leucosticte tephrocotis)

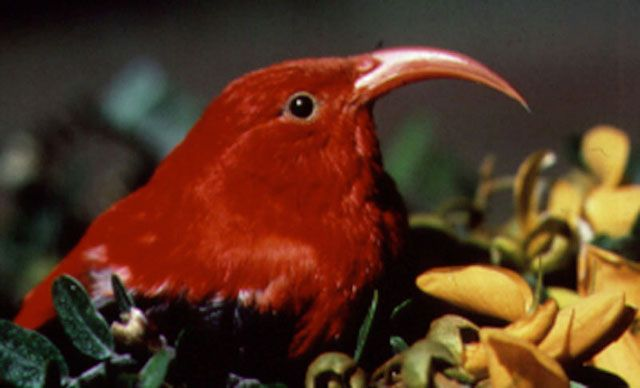
Іві (Drepanis coccinea)

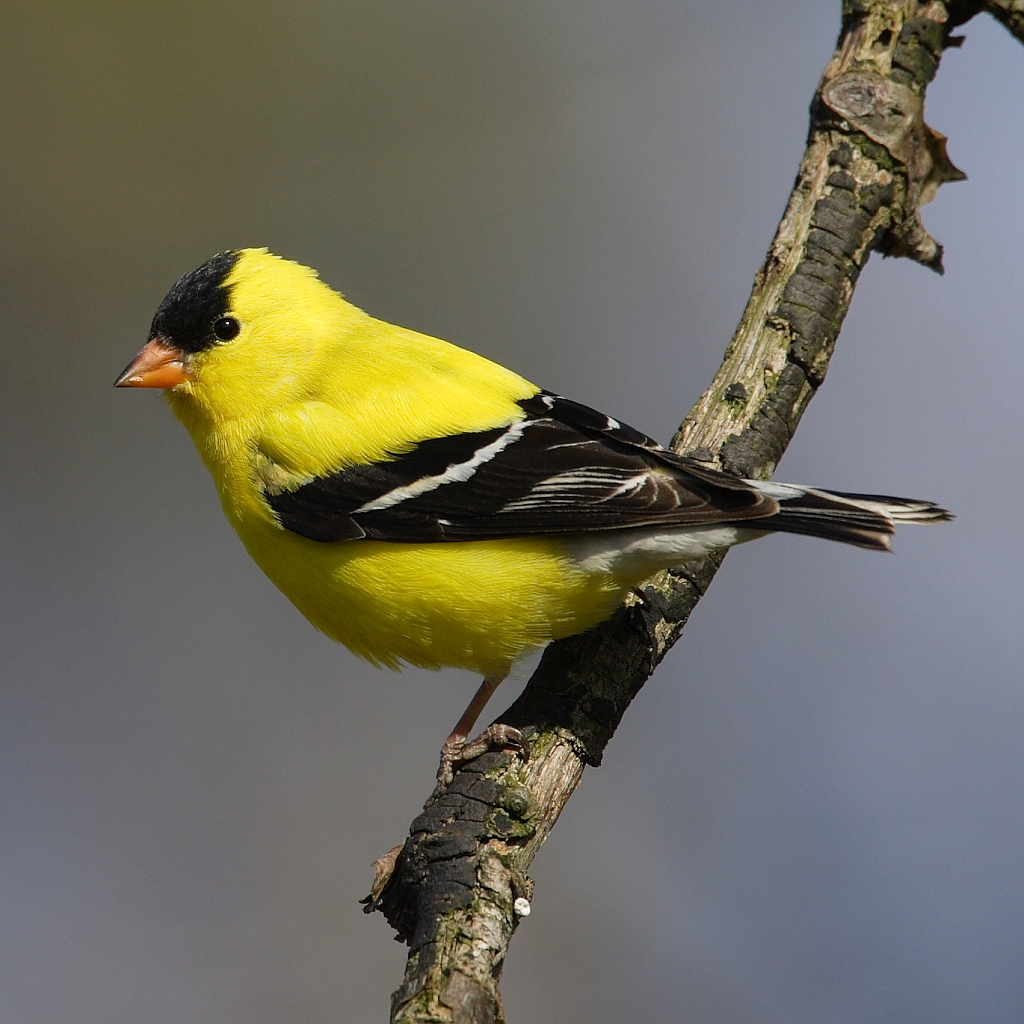
Чиж золотий (Spinus tristis)

- Зяблик звичайний, Fringilla coelebs (C)  LC
- В'юрок, Fringilla montifringilla  LC
- Гутурама синьоголова, Chlorophonia musica (Пуерто-Рико)  LC
- Coccothraustes vespertinus  VU
- Костогриз звичайний, Coccothraustes coccothraustes (C)  LC
- Чечевиця євразійська, Carpodacus erythrinus (C)  LC
- Чечевиця сибірська, Carpodacus roseus (A)  LC
- Melamprosops phaeosoma (EH)  EX
- Oreomystis bairdi (EH)  CR
- Paroreomyza maculata (EH)  CR
- Paroreomyza flammea (EH)  EX
- Paroreomyza montana (EH)  EN
- Loxiodes balleui (EH)  CR
- Telespiza cantans (EH)  VU
- Telespiza ultima (EH)  CR
- Chloridops kona (EH)  EX
- Rhodacanthis flaviceps (EH)  EX
- Rhodacanthis palmeri (EH)  EX
- Ciridops anna (EH)  EX
- Palmeria dolei (EH)  CR
- Himatione fraithii (EH)  EX
- Himatione sanguinea (EH)  LC
- Drepanis coccinea (EH)  VU
- Drepanis pacifica (EH)  EX
- Drepanis funerea (EH)  EX
- Psittirostra psittacea (EH)  CR
- Dysmorodropanis munroi (EH)  EX
- Pseudonestor xanthrophrys (EH)  CR
- Hemignathus hanapepe (EH)  CR
- Hemignathus lucidus (EH)  EX
- Hemignathus affinis (EH)  CR
- Hemignathus wilsoni (EH)  EN
- Akialoa obscura (EH)  EX
- Akialoa stejnegeri (EH)  EX
- Akialoa ellisiana (EH)  EX
- Akialoa lanaiensis (EH)  EX
- Амакиги малий, Magumma parva (EH)  VU
- Chlorodrepanis virens (EH)  LC
- Chlorodrepanis flavus (EH)  VU
- Амакиги кауайський, Chlorodrepanis stejnegeri (EH)  VU
- Амакиги великий, Viridonia sagittirostris (EH)  EX
- Loxops mana (EH)  EN
- Акеке, Loxops caeruleirostris (EH)  CR
- Loxops wolstenholmei (EH)  EX
- Loxops ochraceus (EH)  CR
- Loxops coccineus (EH)  EN
- Смеречник тайговий, Pinicola enucleator  LC
- Снігур звичайний, Pyrrhula pyrrhula (C)  LC
- Катуньчик сибірський, Leucosticte arctoa (A)  LC
- Катуньчик сивоголовий, Leucosticte tephrocotis  LC
- Катуньчик темний, Leucosticte atrata (EM)  EN
- Катуньчик рожевий, Leucosticte australis (EM)  EN
- Чечевиця садова, Haemorhous mexicanus [note 10]  LC
- Haemorhous purpureus  LC
- Haemorhous cassinii  LC '
- Chloris sinica (C)  LC
- Щедрик жовтолобий, Crithagra mozambica (I)  LC
- Чечітка звичайна, Acanthis flammea  LC
- Чечітка біла, Acanthis hornemanni
- Шишкар ялиновий, Loxia curvirostra  LC
- Loxia sinesciuris
- Шишкар білокрилий, Loxia leucoptera  LC
- Чиж лісовий, Spinus spinus (A)  LC
- Чиж сосновий, Spinus pinus  LC
- Чиж малий, Spinus psaltria  LC
- Чиж масковий, Spinus lawrencei  LC
- Чиж золотий, Spinus tristis  LC
- Канарка, Serinus canaria (I)  LC
- Чиж червоний, Spinus cucullata (Пуерто-Рико) (I)  EN

Родина: Calcariidae
- Подорожник лапландський, Calcarius lapponicus  LC
- Подорожник чорногрудий, Calcarius ornatus  VU
- Подорожник вохристий, Calcarius pictus  LC
- Подорожник прерієвий, Rhynchophanes mccownii  LC
- Пуночка снігова, Plectrophenax nivalis  LC
- Пуночка полярна, Plectrophenax hyperboreus (EM)[18]  LC

Родина: Вівсянкові (Emberizidae) 
- Вівсянка білоголова, Emberiza leucocephalos (A)  LC
- Вівсянка жовтоброва, Emberiza chrysophrys (A)  LC
- Вівсянка-крихітка, Emberiza pusilla (C)  LC
- Вівсянка-ремез, Emberiza rustica (A)  VU
- Вівсянка жовтогорла, Emberiza elegans (A)  LC
- Вівсянка лучна, Emberiza aureola (A)  CR
- Вівсянка сиза, Emberiza variabilis (A)  LC
- Вівсянка полярна, Emberiza pallasi (A)  LC
- Вівсянка очеретяна, Emberiza schoeniclus (C)  LC

Родина: Passerellidae

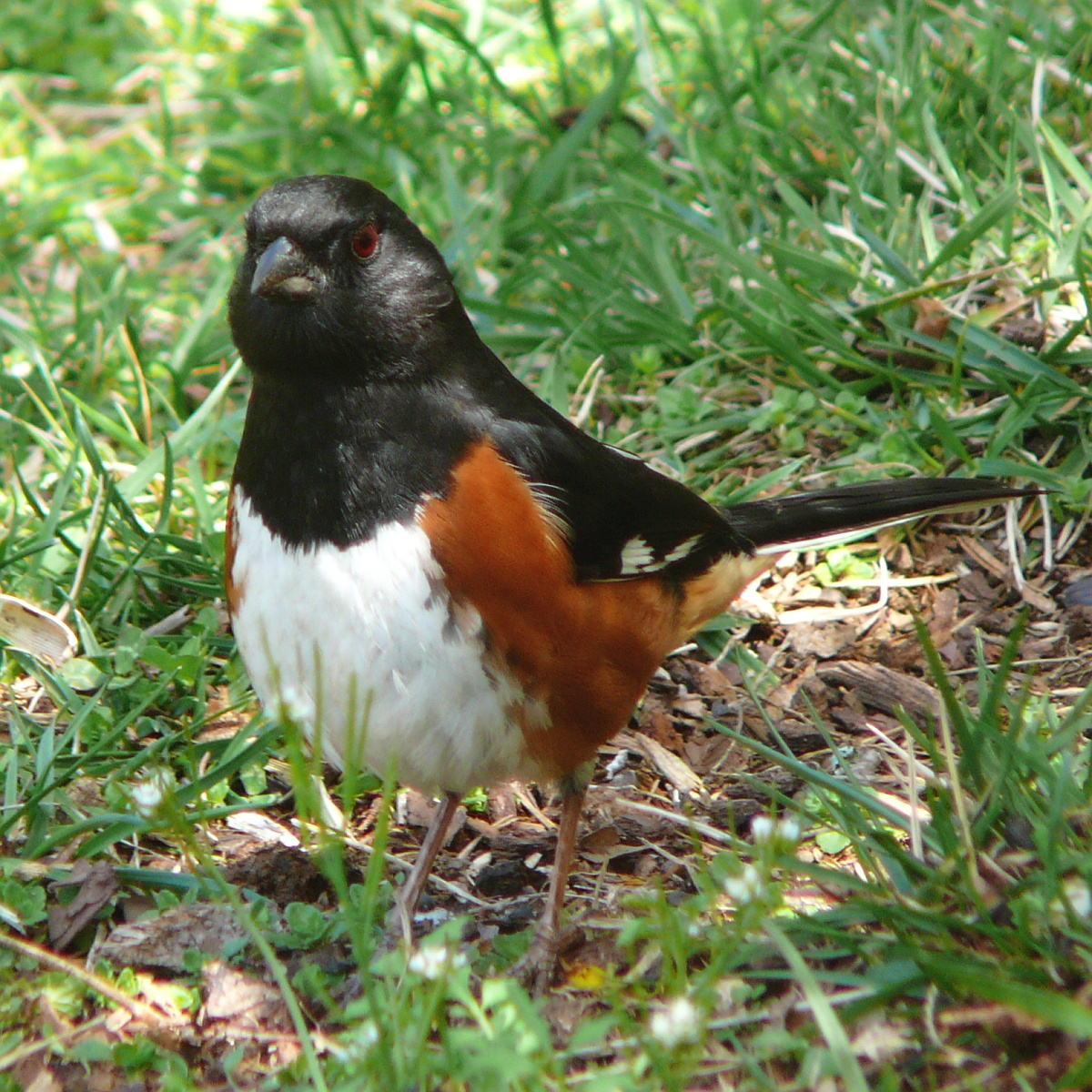
Тауї східний (Pipilo erythrophthalmus)

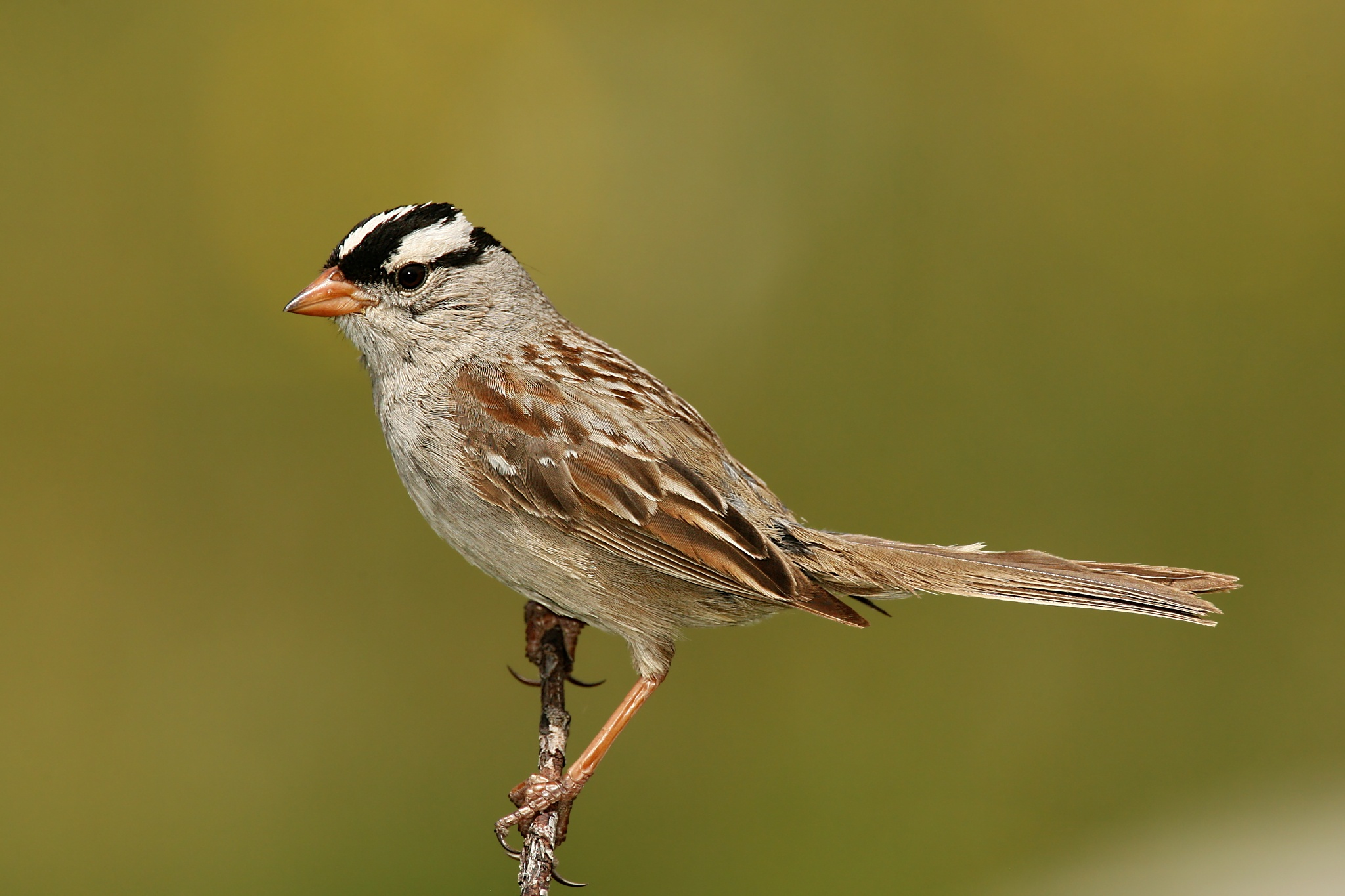
Бруант білобровий (Zonotrichia leucophrys)

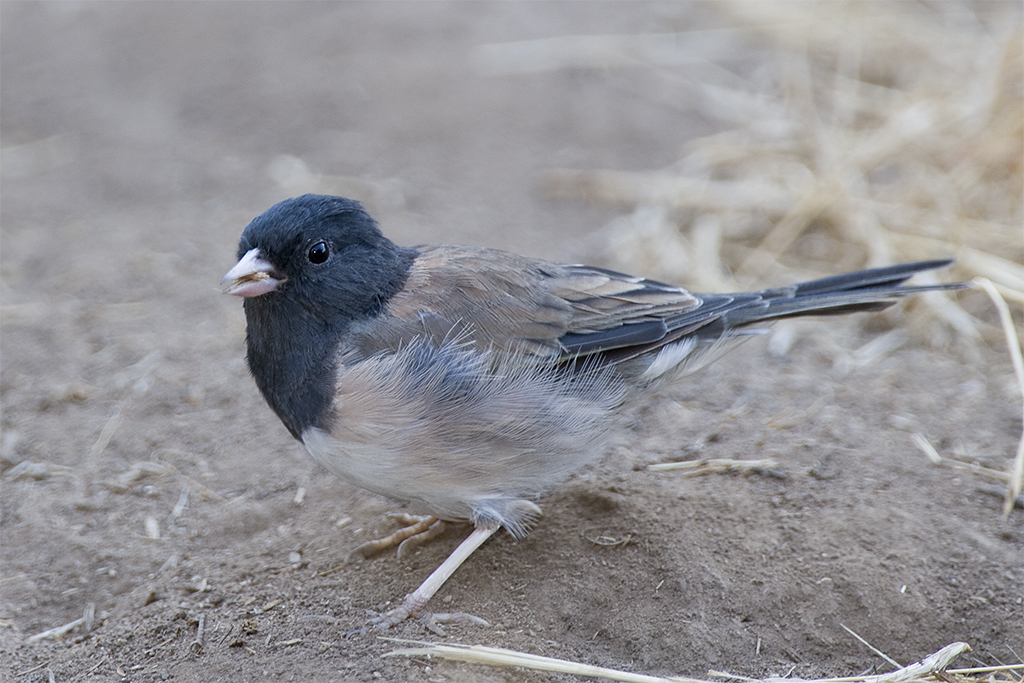
Юнко сірий (Junco hyemalis)

- Чінголо рудокрилий, Peucaea carpalis  LC
- Чінголо блідий, Peucaea botterii  LC
- Чінголо очеретяний, Peucaea cassinii  LC
- Чінголо сосновий, Peucaea aestivalis (EM)  NT
- Багновець прерієвий, Ammodramus savannarum  LC
- Риджвея оливкова, Arremonops rufivirgatus  LC
- Вівсянка-пустельниця білогорла, Amphispizopsis quinquestriata  LC
- Вівсянка-пустельниця чорногорла, Amphispiza bilineata  LC
- Потюк, Chondestes grammacus  LC
- Корибіг, Calamospiza melanocorys  LC
- Карнатка білоброва, Spizella passerina  LC
- Карнатка бліда, Spizella pallida  LC
- Карнатка чорногорла, Spizella atrogularis  LC
- Карнатка польова, Spizella pusilla  LC
- Карнатка лучна, Spizella breweri  LC
- Карнатка сірощока, Spizella wortheni (A)  EN
- Вівсянка рябогруда, Passerella iliaca  LC
- Вівсянка північна, Spizelloides arborea  LC
- Юнко сірий, Junco hyemalis  LC
- Юнко мексиканський, Junco phaeonotus  LC
- Бруант білобровий, Zonotrichia leucophrys  LC
- Бруант чорнобровий, Zonotrichia atricapilla  LC
- Бруант північний, Zonotrichia querula  NT
- Бруант білогорлий, Zonotrichia albicollis  LC
- Вівсянка-пустельниця невадійська, Artemisiospiza nevadensis  LC
- Вівсянка-пустельниця каліфорнійська, Artemisiospiza belli  LC
- Вівсянка польова, Pooecetes gramineus  LC
- Багновець лучний, Ammospiza leconteii  LC
- Багновець приморський, Ammospiza maritima (EM)  LC
- Багновець блідий, Ammospiza nelsoni  LC
- Багновець гострохвостий, Ammospiza caudacuta (EM)  EN
- Багновець польовий, Centronyx bairdii  LC
- Багновець рудокрилий, Centronyx henslowii  LC
- Вівсянка саванова, Passerculus sandwichensis  LC
- Пасовка співоча, Melospiza melodia  LC
- Пасовка вохриста, Melospiza lincolnii  LC
- Пасовка болотяна, Melospiza georgiana  LC
- Тауї каньйоновий, Melozone fusca  LC
- Тауї чорногорлий, Melozone aberti  LC
- Тауї каліфорнійський, Melozone crissalis  LC
- Пінсон рудоголовий, Aimophila ruficeps  LC
- Тауї зеленохвостий, Pipilo chlorurus  LC
- Тауї плямистий, Pipilo maculatus  LC
- Тауї східний, Pipilo erythrophthalmus  LC

Родина: Nesospingidae
- Тангар пуерто-риканський, Nesospingus speculiferus (Пуерто-Рико) (EP)  LC

Родина: Spindalidae
- Танагра антильська, Spindalis zena  LC
- Танагра пуерто-риканська, Spindalis portoricensis (Пуерто-Рико) (EP)  LC

Родина: Icteriidae

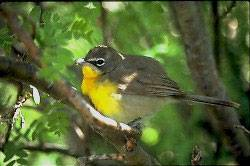
Іктерія (Icteria virens)

- Іктерія, Icteria virens  LC

Родина: Трупіалові (Icteridae) 

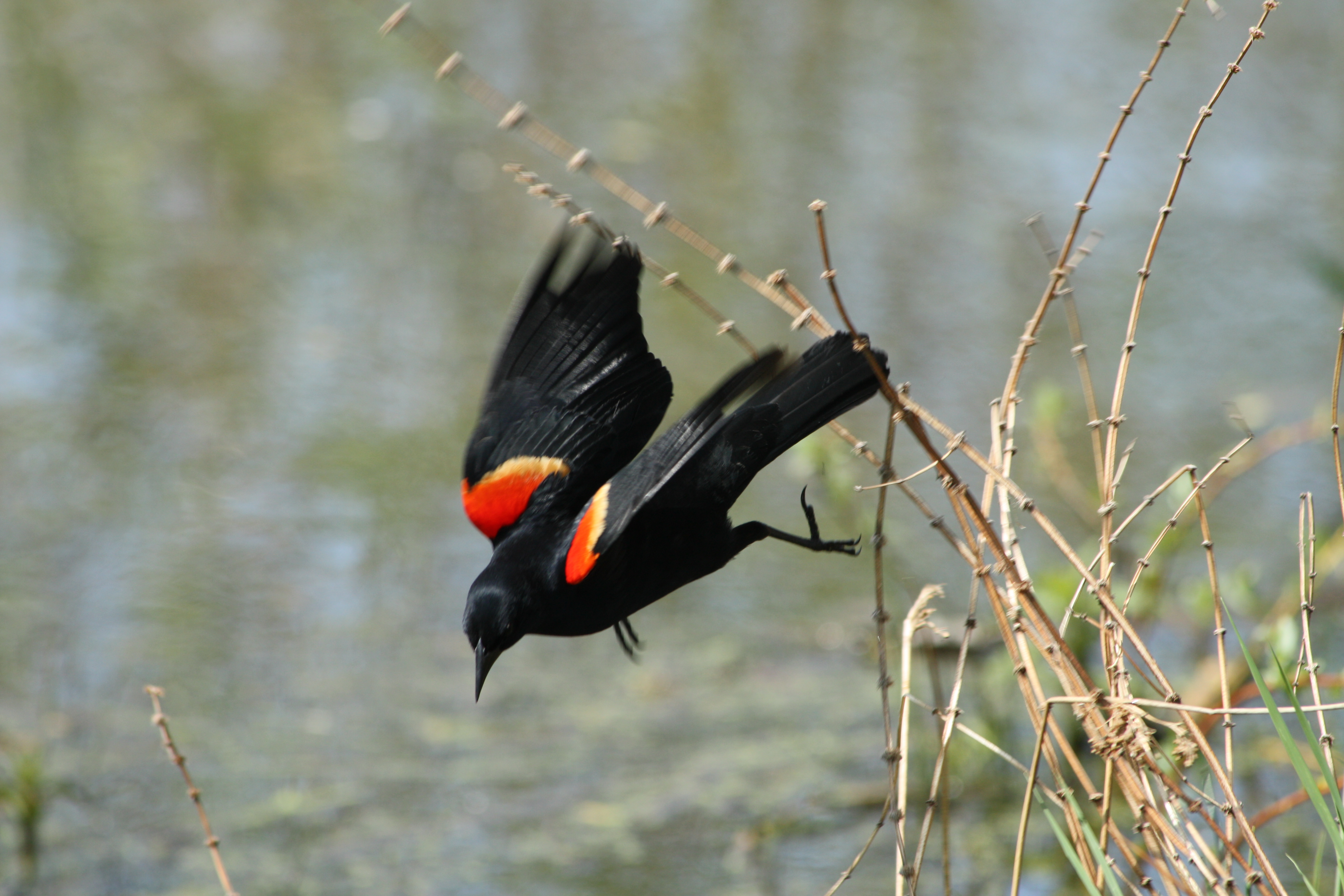
Еполетник червоноплечий (Agelaius phoeniceus)

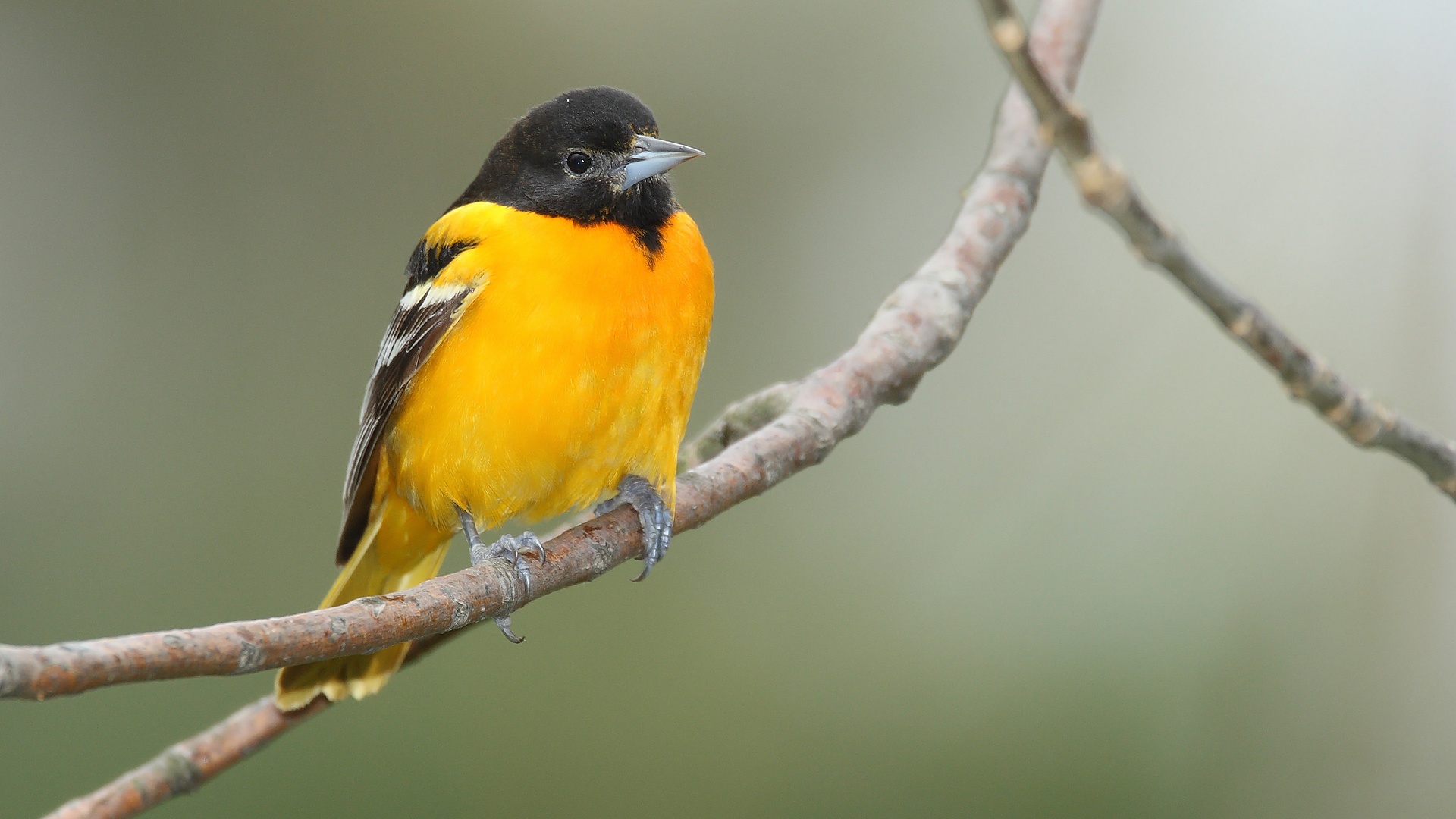
Трупіал балтиморський (Icterus galbula)

- Тордо жовтоголовий, Xanthocephalus xanthocephalus  LC
- Гоглу, Dolichonyx oryzivorus  LC
- Шпаркос східний, Sturnella magna  NT
- Шпаркос західний, Sturnella neglecta  LC
- Шпаркос аризонський, Sturnella lilianae
- Трупіал пуерто-риканський, Icterus portoricensis (Пуерто-Рико) (EP)  LC
- Трупіал чорногузий, Icterus wagleri (A)  LC
- Трупіал садовий, Icterus spurius  LC
- Трупіал масковий, Icterus cucullatus  LC
- Трупіал венесуельський, Icterus icterus (I) (Пуерто-Рико, Американські Віргінські острови) (I) [note 11]  LC
- Трупіал вогнистоголовий, Icterus pustulatus (C)  LC
- Трупіал золотощокий, Icterus bullockii  LC
- Трупіал плямистоволий, Icterus pectoralis (I)  LC
- Трупіал чорноволий, Icterus gularis  LC
- Трупіал чорноголовий, Icterus graduacauda  LC
- Трупіал балтиморський, Icterus galbula  LC
- Трупіал чорноспинний, Icterus abeillei (A)  LC
- Трупіал пальмовий, Icterus parisorum  LC
- Еполетник червоноплечий, Agelaius phoeniceus  LC
- Еполетник каліфорнійський, Agelaius tricolor  EN
- Еполетник рудоплечий, Agelaius humeralis (A)  LC
- Еполетник жовтоплечий, Agelaius xanthomus (Пуерто-Рико) (EP)  EN
- Вашер синій, Molothrus bonariensis  LC
- Вашер червоноокий, Molothrus aeneus  LC
- Вашер буроголовий, Molothrus ater  LC
- Трупіалець північний, Euphagus carolinus  VU
- Трупіалець пурпуровий, Euphagus cyanocephalus  LC
- Гракл пурпуровошиїй, Quiscalus quiscula  NT
- Гракл прибережний, Quiscalus major (EM)  LC
- Гракл великохвостий, Quiscalus mexicanus (A)  LC
- Гракл антильський, Quiscalus niger (Пуерто-Рико, Американські Віргінські острови)  LC

Родина: Піснярові (Parulidae) 

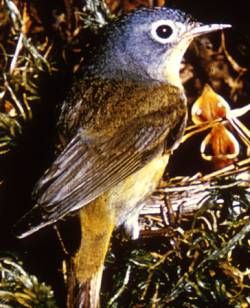
Червоїд сіроголовий (Leiothlypis ruficapilla)

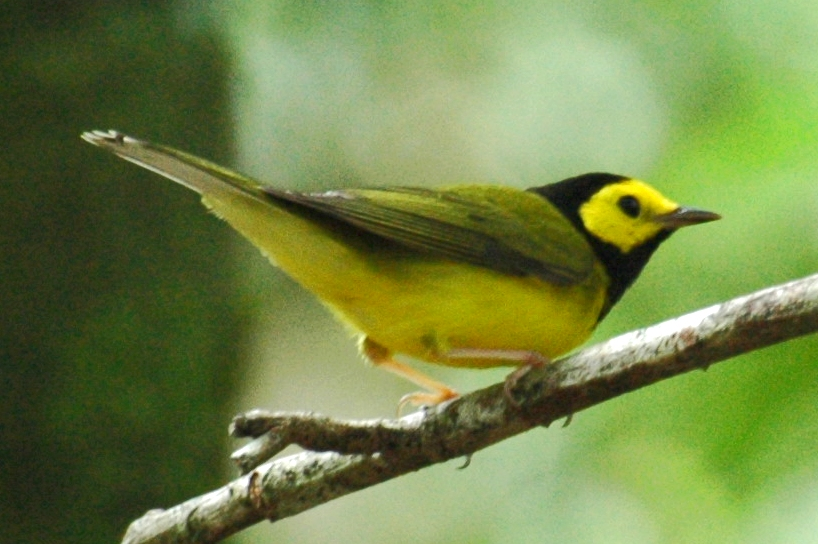
Болотянка чорногорла (Setophaga citrina)

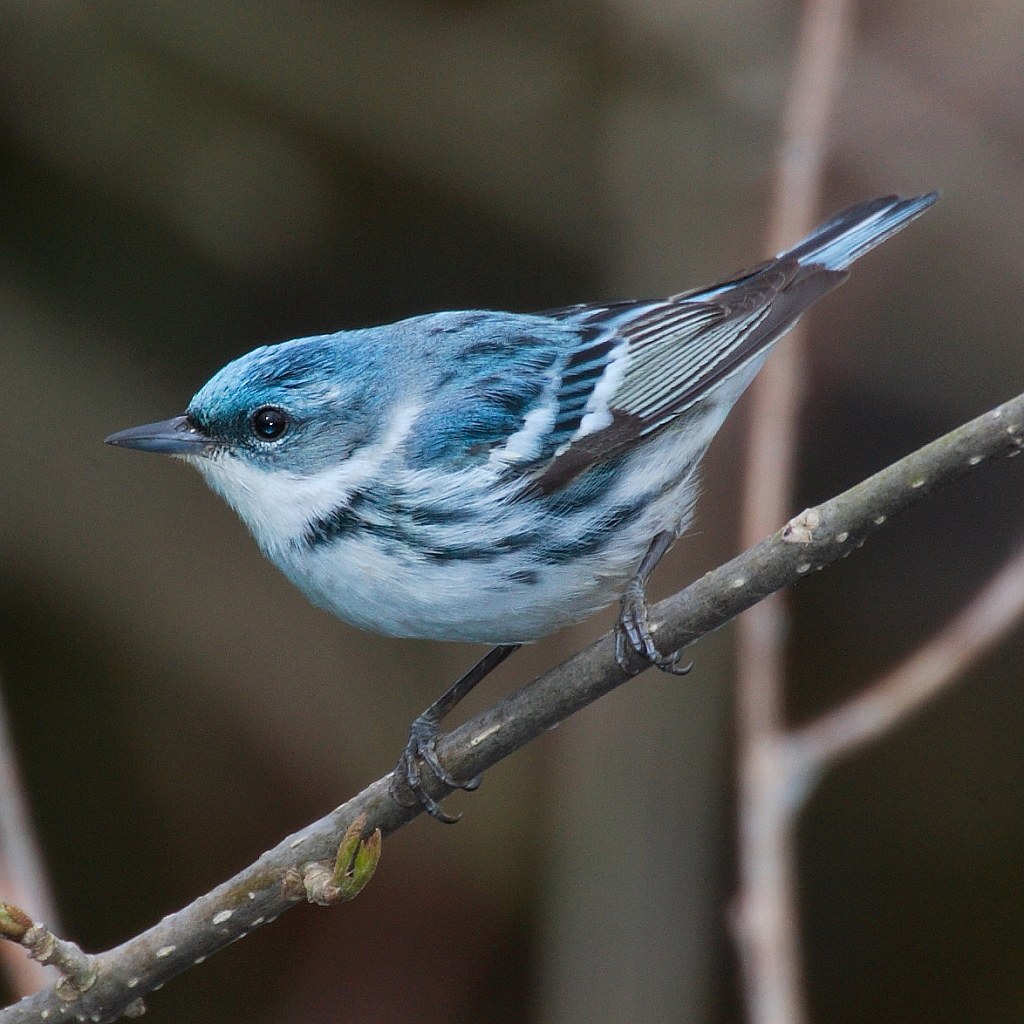
Пісняр-лісовик блакитний (Setophaga cerulea)

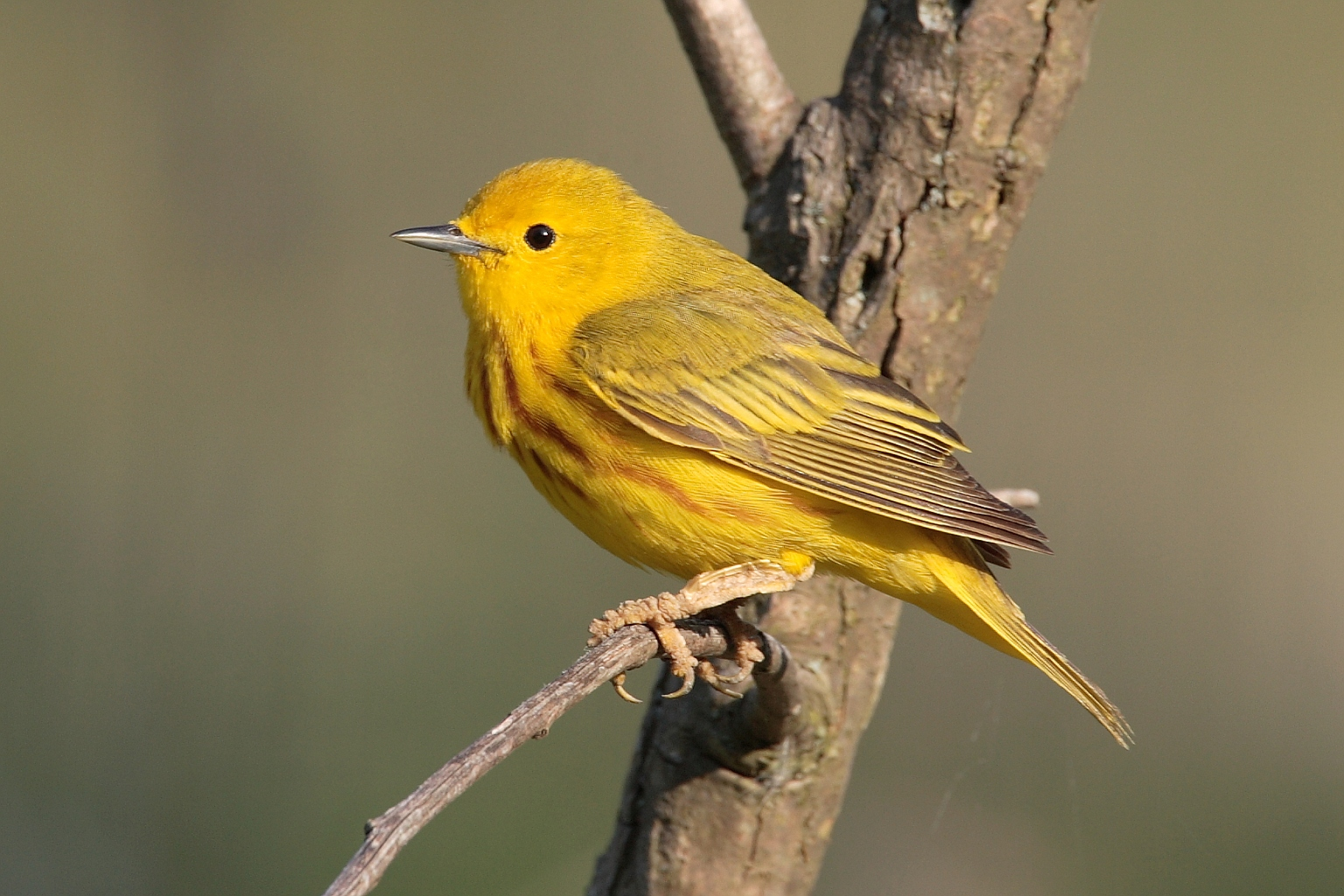
Пісняр-лісовик золотистий (Setophaga petechia)

- Смугастоволець оливковий, Seiurus aurocapilla  LC
- Пісняр-борсучок, Helmitheros vermivorus  LC
- Смугастоволець білобровий, Parkesia motacilla  LC
- Смугастоволець річковий, Parkesia noveboracensis  LC
- Червоїд жовтий, Vermivora bachmanii  CR
- Червоїд золотокрилий (Vermivora chrysoptera)  NT
- Червоїд жовтоголовий, Vermivora cyanoptera  LC
- Пісняр строкатий, Mniotilta varia  LC
- Пісняр жовтий, Protonotaria citrea  LC
- Пісняр бурий, Limnothlypis swainsonii  LC
- Пісняр мексиканський, Oreothlypis superciliosa (C)  LC
- Червоїд світлобровий, Leiothlypis peregrina  LC
- Червоїд оливковий, Leiothlypis celata  LC
- Червоїд мексиканський, Leiothlypis crissalis  LC
- Червоїд рудогузий, Leiothlypis luciae  LC
- Червоїд сіроголовий, Leiothlypis ruficapilla  LC
- Червоїд жовтоволий, Leiothlypis virginiae  LC
- Цитринка сіровола, Oporornis agilis  LC
- Жовтогорлик сіроголовий, Geothlypis poliocephala (C)  LC
- Цитринка західна, Geothlypis tolmiei  LC
- Цитринка чорновола, Geothlypis philadelphia  LC
- Цитринка жовтогорла, Geothlypis formosa  LC
- Жовтогорлик північний, Geothlypis trichas  LC
- Пісняр-лісовик пуерто-риканський, Setophaga angelae (Пуерто-Рико) (EP)  EN
- Болотянка чорногорла, Setophaga citrina  LC
- Пісняр горихвістковий, Setophaga ruticilla  LC
- Пісняр-лісовик мічиганський, Setophaga kirtlandii  NT
- Пісняр-лісовик рудощокий, Setophaga tigrina  LC
- Пісняр-лісовик блакитний, Setophaga cerulea  NT
- Пісняр північний, Setophaga americana  LC
- Пісняр тропічний, Setophaga pitiayumi  LC
- Пісняр-лісовик канадський, Setophaga magnolia  LC
- Пісняр-лісовик каштановий, Setophaga castanea  LC
- Пісняр-лісовик рудоволий, Setophaga fusca  LC
- Пісняр-лісовик золотистий, Setophaga petechia  LC
- Пісняр-лісовик рудобокий, Setophaga pensylvanica  LC
- Пісняр-лісовик білощокий, Setophaga striata  NT
- Пісняр-лісовик сизий, Setophaga caerulescens  LC
- Пісняр-лісовик рудоголовий, Setophaga palmarum  LC
- Пісняр-лісовик сосновий, Setophaga pinus  LC
- Пісняр-лісовик жовтогузий, Setophaga coronata  LC
- Пісняр-лісовик чорнощокий, Setophaga dominica  LC
- Пісняр-лісовик прерієвий, Setophaga discolor  LC
- Пісняр-лісовик антильський, Setophaga adelaidae (Пуерто-Рико, Американські Віргінські острови) (EP)  LC
- Пісняр-лісовик південний, Setophaga graciae  LC
- Пісняр-лісовик біловусий, Setophaga nigrescens  LC
- Пісняр-лісовик західний, Setophaga townsendi  LC
- Пісняр-лісовик жовтоголовий, Setophaga occidentalis  LC
- Пісняр-лісовик золотощокий, Setophaga chrysoparia  EN
- Пісняр-лісовик чорногорлий, Setophaga virens  LC
- Пісняр-віялохвіст, Basileuterus lachrymosus (C)  LC
- Коронник рудоголовий, Basileuterus rufifrons  LC
- Коронник малий, Basileuterus culicivorus (C)  LC
- Болотянка строкатовола, Cardellina canadensis  LC
- Болотянка мала, Cardellina pusilla  LC
- Пісняр червонолобий, Cardellina rubrifrons  LC
- Чернітка білокрила, Myioborus pictus  LC
- Чернітка чорногорла, Myioborus miniatus (C)  LC

Родина: Кардиналові (Cardinalidae) 

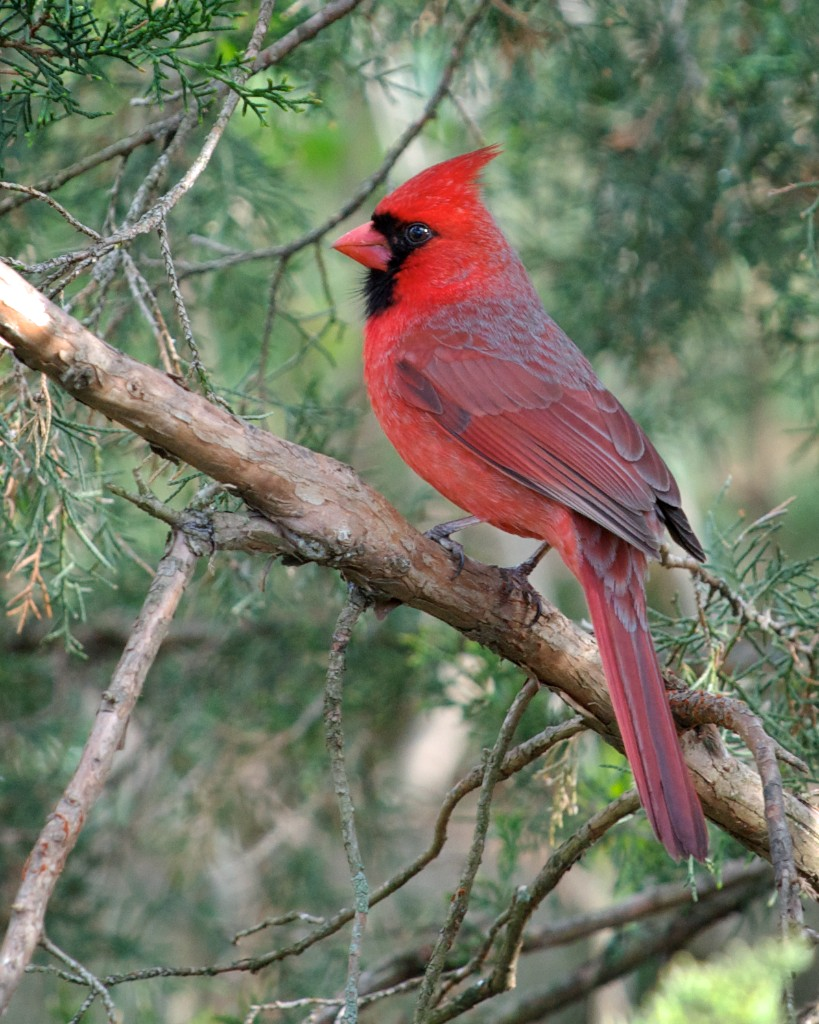
Кардинал червоний (Cardinalis cardinalis)

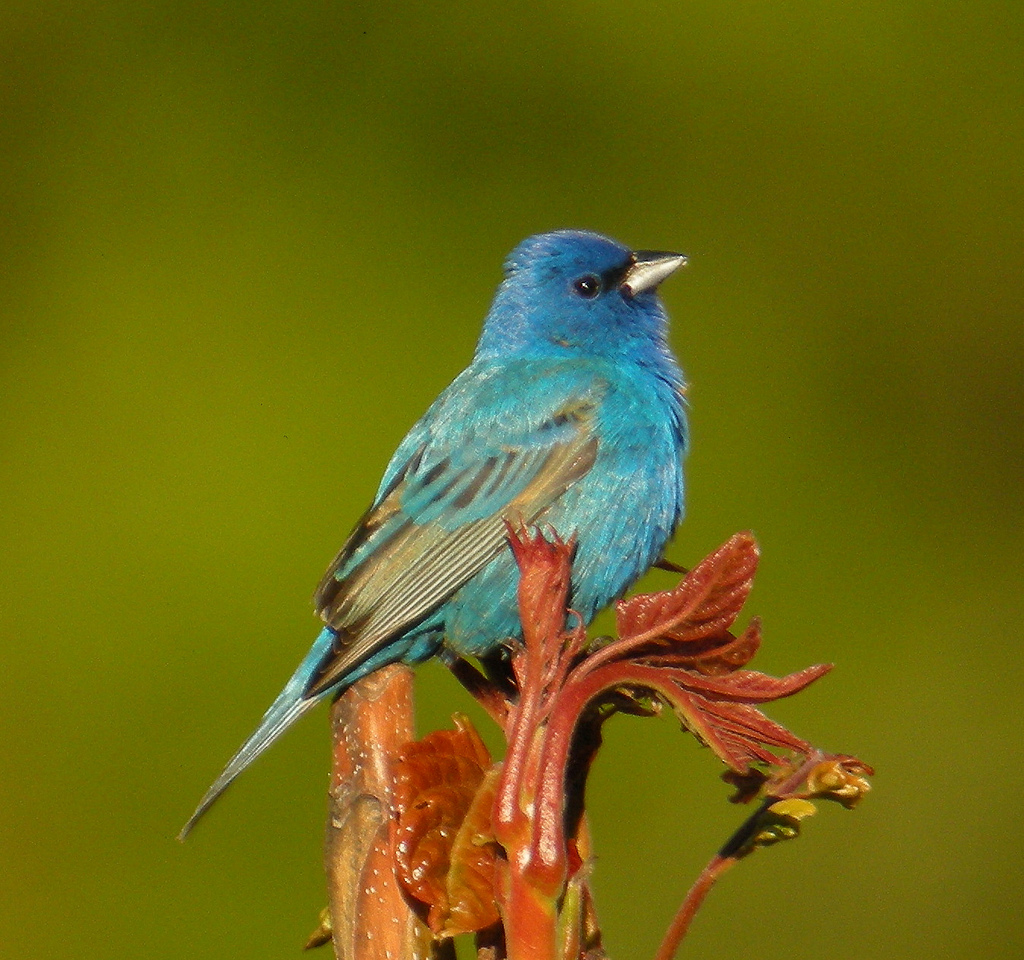
Скригнатка індигова (Passerina cyanea)

- Піранга сонцепера, Piranga flava  LC
- Піранга пломениста, Piranga rubra  LC
- Піранга кармінова, Piranga olivacea  LC
- Піранга жовтогуза, Piranga ludoviciana  LC
- Піранга вогниста, Piranga bidentata  LC
- Кардинал мексиканський, Rhodothraupis celaeno (C)  LC
- Кардинал червоний, Cardinalis cardinalis  LC
- Кардинал червоногорлий, Cardinalis sinuatus  LC
- Кардинал-довбоніс жовтий, Pheucticus chrysopeplus (C)  LC
- Кардинал-довбоніс червоноволий, Pheucticus ludovicianus  LC
- Кардинал-довбоніс чорноголовий, Pheucticus melanocephalus  LC
- Лускар, Cyanocompsa parellina (C)  LC
- Скригнатка синя, Passerina caerulea  LC
- Скригнатка лазурова, Passerina amoena  LC
- Скригнатка індигова, Passerina cyanea  LC
- Скригнатка пурпурова, Passerina versicolor  LC
- Скригнатка райдужна, Passerina ciris  LC
- Лускун, Spiza americana  LC

Родина: Саякові (Thraupidae) 
- Paroaria coronata (I)  LC
- Paroaria capitata (I)  LC

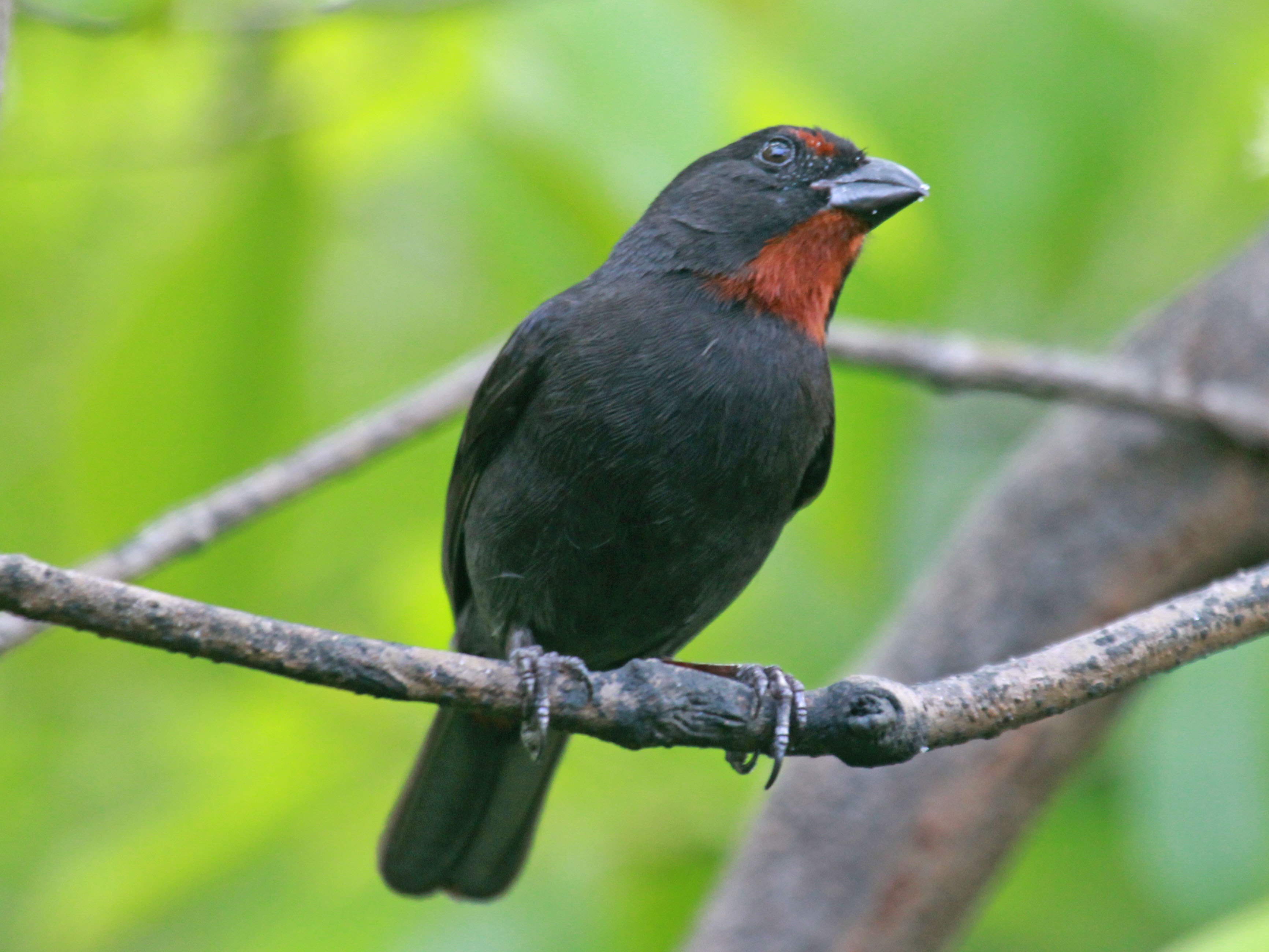
Вівсянка-снігурець мала (Loxigilla noctis)

- Посвірж золотоголовий, Sicalis flaveola (I)  LC
- Танагра-медоїд бірюзова, Cyanerpes cyaneus (A)  LC
- Цереба, Coereba flaveola (C)  LC
- Потрост золотогорлий, Tiaris olivaceus (C)  LC
- Вівсянка-снігурець рудоголова, Melopyrrha portoricensis (Пуерто-Рико) (EP)  LC
- Вівсянка-снігурець мала, Loxigilla noctis (Американські Віргінські острови)  LC
- Потрост чорноволий, Melanospiza bicolor (C)  LC
- Зерноїд білошиїй, Sporophila morelleti